# Historia de la Real Sociedad de Fútbol
La Real Sociedad de Fútbol, comúnmente llamada Real Sociedad, es un club de fútbol español de la ciudad de San Sebastián, en Guipúzcoa (País Vasco). Fue fundada en 1909 y juega en la Primera División de España. Es uno de los equipos clásicos de la máxima categoría del fútbol español, en la que ha jugado durante la mayor parte de su historia. Ocupa actualmente el puesto octavo en la Clasificación histórica de la Primera División y cuenta en su palmarés con 2 títulos de Liga, 3 títulos de Copa del Rey y una Supercopa de España. Ha sido subcampeón de Liga en 3 ocasiones (la más reciente en la temporada 2002-03) y de Copa en otras cinco. En Europa su mejor participación se remonta a la Copa de Europa de fútbol de 1982-83 en la que alcanzó las semifinales y fue eliminada por el futuro campeón, el Hamburgo.

## Historia

### Orígenes del club (1904-1910)
Aunque la Real Sociedad fue oficialmente fundada en 1909, se pueden remontar sus orígenes a unos años antes, concretamente a 1904.
En agosto de 1904 se fundó en San Sebastián el San Sebastián Recreation Club, un club polideportivo que incluía entre sus múltiples secciones deportivas, una dedicada al foot-ball. Este fue el primer club de fútbol formalmente establecido en la ciudad y también el primer club guipuzcoano que participó en un campeonato nacional, al presentarse a la Copa del Rey de Fútbol 1905. Aquel equipo jugaba con unas llamativas camisetas de rayas amarillas y verdes, que un siglo más tarde recuperaría la Real Sociedad como segundo uniforme en homenaje a su directo antecesor durante las temporadas 2007-08 y 2008-09. Este club fue el que inauguró en 1906 el campo de fútbol de Ondarreta, primer campo de fútbol que tuvo la ciudad, situado actualmente en el barrio de El Antiguo, cerca de la playa de Ondarreta, que le dio nombre.
Sin embargo, la sección de fútbol del Recreation Club tuvo una vida corta. Por disensiones internas, hacia finales de 1907 o comienzos de 1908, los integrantes de la sección de fútbol del club deciden separarse y formar un club independiente. Es así como nace el San Sebastián Foot-Ball Club, segundo hito de esta historia. El San Sebastián FC fue el primero que adoptó los colores azul y blanco representativos de la bandera de la ciudad para su uniforme, aunque por aquel entonces la camiseta era totalmente blanca con las iniciales SS bordadas en azul y el pantalón azul, diferente de la actual camiseta realista. Sin embargo este club no podía participar en la Copa del Rey de Fútbol, ya que los estatutos de esta competición exigían que los participantes debían estar legalmente inscritos en el registro civil con un año de antigüedad, requisito que el San Sebastián FC no cumplía. Para regatear este requisito legal el San Sebastián FC se apoyó en un club ciclista que existía en la ciudad y que estaba legalmente inscrito desde febrero de 1907, el Club Ciclista de San Sebastián, bajo cuyo paraguas se presentaron a la Copa del Rey de Fútbol 1909.

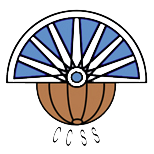
Insignia del Club Ciclista de San Sebastián

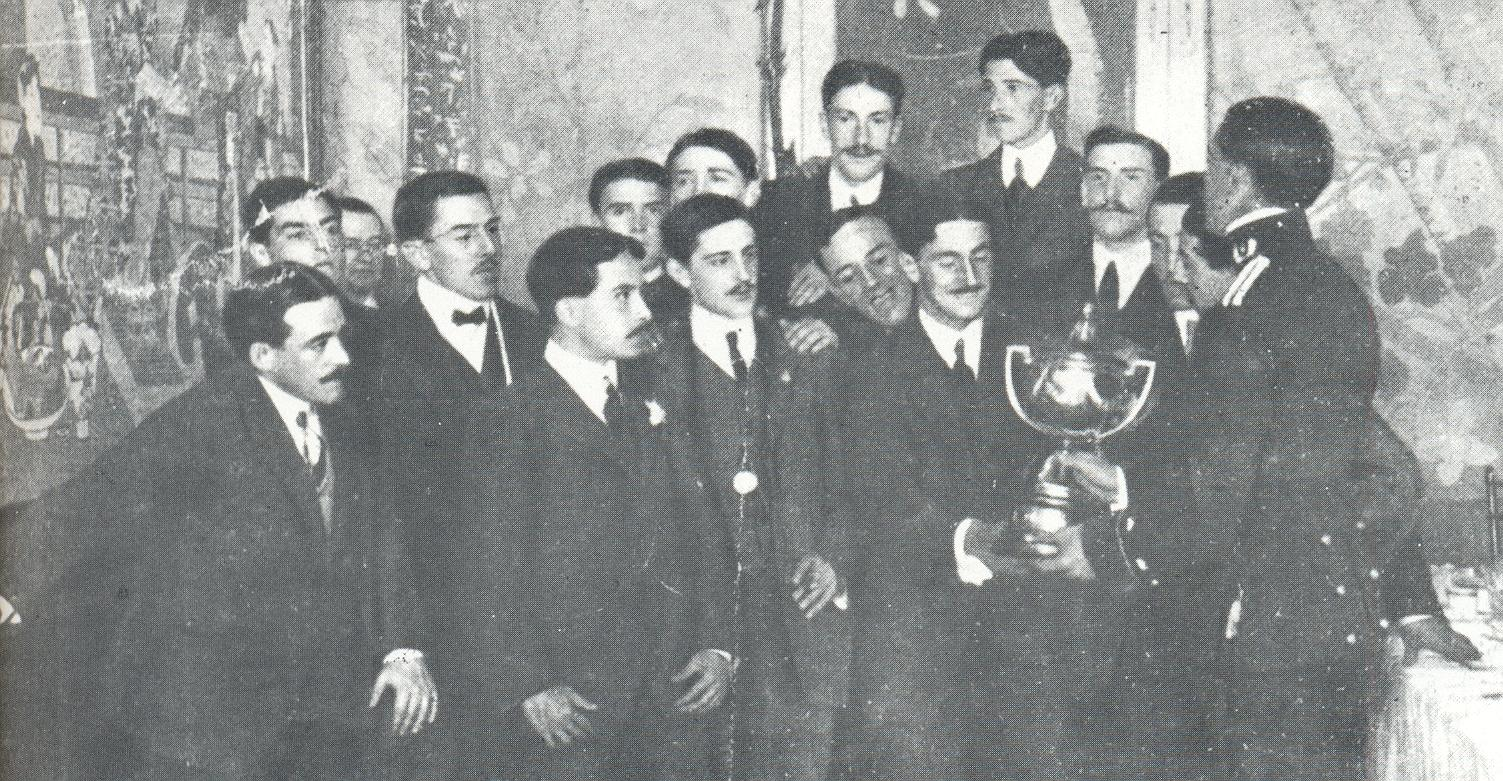
Los jugadores de Club Ciclista reciben la Copa de 1909

El Club Ciclista tuvo una brillante actuación en el torneo de Copa, eliminó en una ronda preliminar al Athletic Club por 4:2, en semifinales al Galicia FC por 2:0 y se impuso en la final al Club Español de Madrid por 3:1, el 8 de abril. Aquel equipo estaba formado por Pedro Bea; Alfonso Sena, Manuel Arocena; Domingo Arrillaga, Bonifacio Echeverría, José Rodríguez; Miguel Sena, Mariano Lacort, C.F. Simmons, G. McGuinness y J. Biribén.
Este éxito impulsó a aquellos jugadores a constituirse definitivamente en una entidad legalmente establecida e independiente del Club Ciclista. Así unos meses más tarde, el 7 de septiembre de 1909 se constituía legalmente la Sociedad de Foot-Ball de San Sebastián bajo la presidencia de Adolfo Sáenz-Alonso. Cinco meses más tarde, el 11 de febrero de 1910, el rey Alfonso XIII, que era un veraneante habitual de la ciudad, le concedió el título de Real al club recién nacido, que a partir de entonces pasó a ser conocida como la Real o la Real Sociedad.

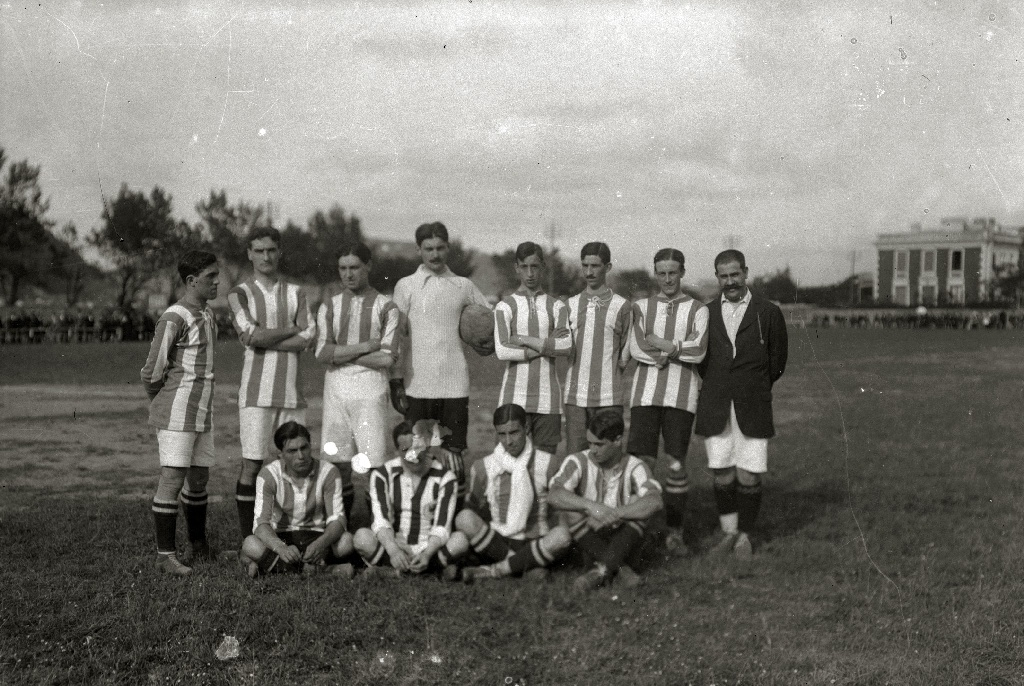
Equipo de la Real Sociedad en el campo de Ondarreta (1910).

De cara a la edición de la Copa de 1910 el Club Ciclista (Real Sociedad) trató de hacer valer su condición de campeón vigente del torneo para organizarlo en San Sebastián, reclamación a la que se opusieron la mayor parte de los clubes que formaban la Federación Española de Clubes de Fútbol. Por ello se declaró en rebeldía y apoyado por otros clubes importantes (Madrid FC y Athletic Club) organizó un torneo paralelo en el Campo de Ondarreta en San Sebastián, torneo que años más tarde sería reconocido por la RFEF e incluido en el palmarés de la Copa. En aquel torneo no participó el Club Ciclista ni la Real Sociedad (no tenía el año de antigüedad que requerían los estatutos), sino el Vasconia Sporting Club, que era otro club deportivo donostiarra que se había prestado a dejar su licencia esta vez. De hecho la prensa de la época consideraba a Club Ciclista, Real Sociedad y Vasconia como tres caras de la misma institución. El Athletic Club venció al Vasconia en el partido decisivo del torneo triangular por 1:0 haciéndose con el torneo. Por los donostiarras jugaron aquel partido decisivo el 20 de marzo, Pedro Bea; Poto, Alfonso Sena, José Ángel Berraondo, Bonifacio Echeverría, Goitisolo, Leturia, C.F. Simmons, G. McGuinness, Mariano Lacort y Sauress.
Solo 6 días después jugó la Real Sociedad su primer partido como tal. Fue el 26 de marzo de 1910, un amistoso en el campo de Ondarreta frente al conjunto inglés London Nodmans. El primer once oficial de la historia de la Real lo formaron Pedro Bea; Domingo Arrillaga, Pérez; Airreveche, Bonifacio Echeverría, Irureta; Saura, Goitisolo, McGuinness, Simmons y Prat.
Así es como la Real Sociedad nace con un título y un subcampeonato de Copa del Rey en su palmarés, aunque ninguno de los dos hubieran sido bajo su auténtico nombre.

### Atocha, el Campeonato Norte y la rivalidad con el Athletic Club (1910-1918)

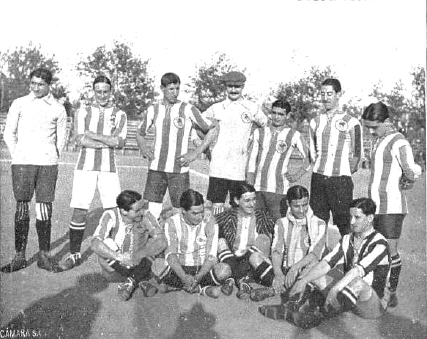
Equipo de la Real Sociedad en noviembre de 1912

Los primeros años de la década son de inestabilidad en el fútbol español, con varios cismas federativos y escándalos en la Copa del Rey. La Real, que ya había encabezado el cisma de 1910, vuelve a participar en el de 1913, disputando la final de la Copa de la UEC al FC Barcelona. En 1913 se crea la RFEF, nacen las federaciones regionales, con sus respectivos campeonatos regionales, que se establecen como fase clasificatoria previa para el Campeonato de España. La Real Sociedad estrena en 1913 un nuevo campo de fútbol: Atocha y disputa durante esos años el Campeonato del Norte con otros equipos vascos. Aunque la Real, por varios motivos, no logra clasificarse para ningún campeonato de España, se consolida como uno de los cuatro grandes del fútbol vasco y nace una fuerte rivalidad con los otros tres, especialmente con el Real Unión y Athletic Club.
En 1911 se puso fin al cisma de 1910 del fútbol español con una solución de compromiso y se disputó un Campeonato de Copa unificado. La sede de la competición fue el campo de Jolaseta de Guecho (Vizcaya), donde tenía sede el Athletic Club, ganador de la edición del campeonato cismático del año anterior. Así se atendió por fin, por parte de la federación, la reclamación histórica de los equipos vascos de no celebrar el campeonato siempre en Madrid, sino en casa del vigente campeón. La Real Sociedad disputó una eliminatoria antes del torneo con el Racing Club de Irún para determinar cual de los dos equipos representaría a Guipúzcoa en el torneo. Una victoria a domicilio en Irún (2:4) permitió a los realistas clasificarse para el torneo de Copa. Sin embargo, el campeonato de la reconciliación, no estuvo exento de polémica.  La Real Sociedad impugnó el resultado del primer partido del torneo, una ronda previa en la que el Athletic había eliminado al Fortuna de Vigo. La Real Sociedad consideraba que dos de los tres jugadores ingleses en la alineación del Athletic (Sloop y Martin) no cumplían el requerimiento federativo de llevar dos años residiendo en España. La denuncia no prosperó y varios equipos se plantaron en señal de protesta por ello. Entre ellos se encontraba la Real Sociedad, que se retiró sin jugar un solo partido del torneo a petición de los padres de los jugadores, dado el ambiente hostil que se había generado en Bilbao contra los realistas a causa de la denuncia. El Athletic, sin alinear en el resto de partidos a los dos ingleses causantes de la polémica, ganó aquel torneo de Copa, donde hubo además de este incidente otras cuantas polémicas. La Copa del Rey de 1911 fue el primer encontronazo importante que afectó a la rivalidad entre Athletic y Real, natural por otro lado al tratarse de los equipos representativos de las capitales de las dos provincias vascas más pobladas. Fue también según algunos la causa del inicio de la política del Athletic de contar únicamente con jugadores vascos.
En la siguiente edición, la de 1912, fue el Irún Sporting Club, el otro equipo irunés del momento, el que se enfrentó con la Real Sociedad, para determinar el representante guipuzcoano en el torneo. El Sporting había derrotado con anterioridad al Racing Club de Irún en la disputa por la supremacía local. Esta vez la Real no se pudo imponer al representante del fútbol irunés y tras dos empates, en el tercer y definitivo partido el Sporting se impuso 1:0 a la Real, dejándola fuera del torneo de Copa.
En 1913, el compromiso alcanzado dos años antes se había terminado, y nuevas discrepancias entre los clubes causaron la creación de dos torneos paralelos, uno organizado por la FECF en Madrid y otra por la cismática Unión Española de Clubs (UEC) de reciente creación, que se disputó en Barcelona. A la UEC se adhirieron como clubes más importantes el FC Barcelona y la Real Sociedad. Dado que entre los clubes adscritos a esta nueva federación se encontraba el Irún Sporting Club, la Real tuvo que disputar una eliminatoria previa con los iruneses para determinar el representante guipuzcoano. A cuatro partidos, la Real ganó 3 de ellos, empatando el restante, con lo que se desquitó de la eliminación del año anterior; y pudo acudir al torneo de Barcelona. Por la deserción de los otros clubes inscritos al torneo de la UEC, este quedó al final limitado a una eliminatoria entre FC Barcelona y Real Sociedad a doble partido. Los dos partidos acabaron con empate (2:2) y (0:0). El partido de desempate, celebrado el 23 de marzo de 1913 acabó con victoria culé por 2:1. La alineación realista de aquel partido la compusieron: Eizaguirre; Eguía, M. Arrate; Arruti, Machimbarrena, Leturia; Artola, A. Sena, Arrillaga, E. Rezola y Minondo. Respecto a los partidos anteriores los únicos cambios en las alineaciones era la presencia del defensa Eguía en lugar de Berraondo, y de Rodríguez en lugar de Rezola.

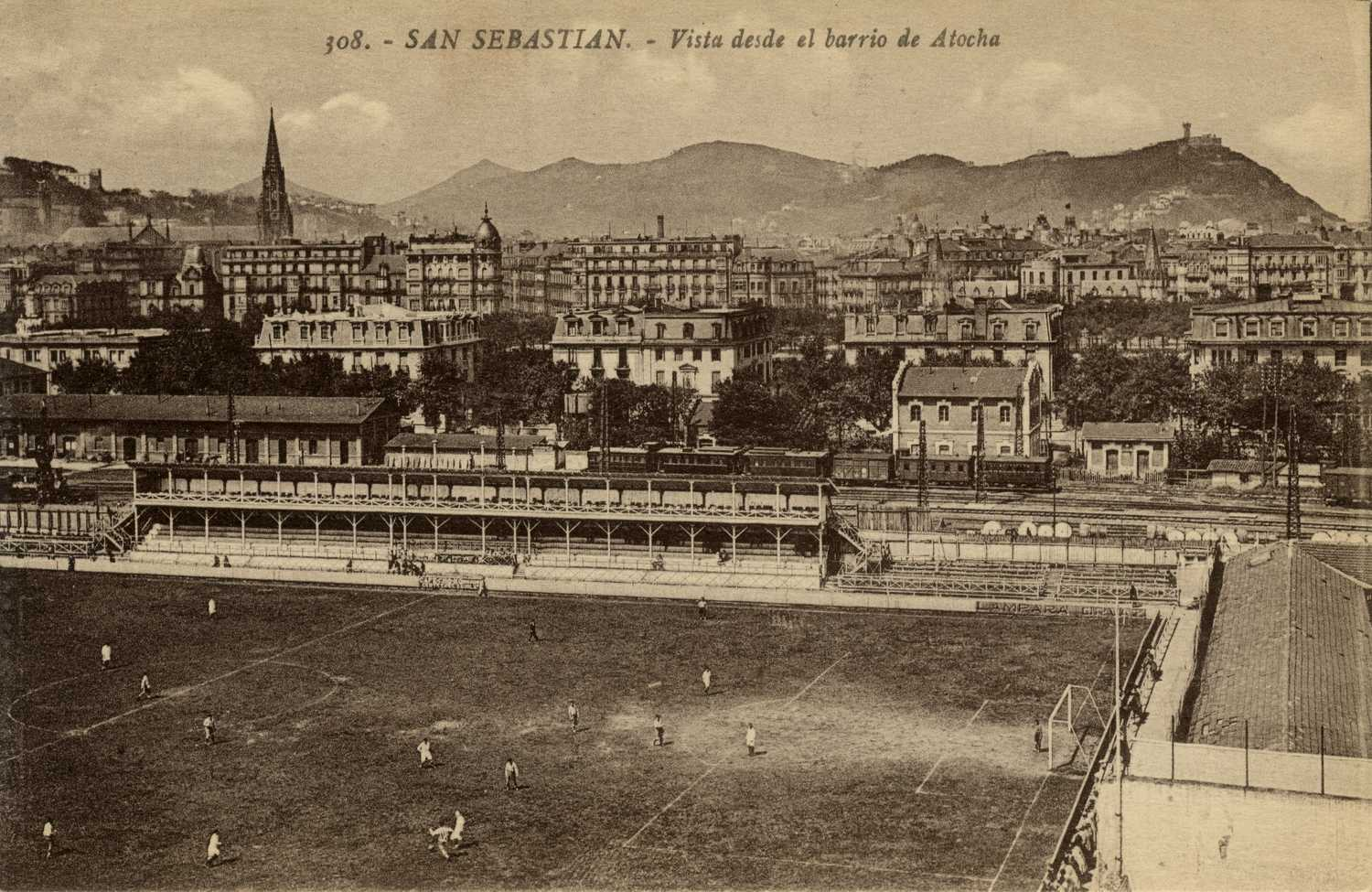
Campo de fútbol de Atocha (1913-1993)

En 1913 se puso fin a las disputas de los años anteriores. Se fundó la actual Federación Española de Fútbol, como gesto de reconciliación se reconocieron en el palmarés de Copa los campeonatos cismáticos de 1910 y 1913, se crearon varias federaciones regionales, y se estableció que los campeonatos regionales que se disputasen servirían como fase clasificatoria del Campeonato de España, siendo el campeón de cada campeonato regional, el que acudiría al campeonato nacional (Copa del Rey). La Real queda encuadrada en el Campeonato Regional del Norte, que comparte con otros equipos vascos, navarros y cántabros. De cara a esta nueva etapa que implica, por primera vez, la celebración de una competición regular con varios partidos como local cada temporada, la Real se muda a un nuevo campo de fútbol. Es el nacimiento del histórico campo de fútbol de Atocha (Atotxa) situado en el barrio donostiarra de Eguía en el lugar donde estaba con anterioridad instalado un velódromo. El partido inaugural de Atocha se celebra el 5 de octubre de 1913 y enfrenta en un amistoso a la Real con el Athletic Club. El partido finalizó con empate a 3 goles, siendo el autor del primer gol del campo el histórico delantero rojiblanco Pichichi. La primera alineación realista en Atocha la compusieron Eizaguirre; M. Arrate, Berraondo; Machimbarrena, Casanova, Leturia, Minondo, Sydler, Echevarría, A. Sena y M. Elosegui.
El campeonato regional de 1913-14 arrancó unos pocos días más tarde, el 12 de octubre, con la presencia de 6 equipos (Athletic Club, Arenas de Getxo, Deportivo Bilbao, Sporting de Irún, Rácing de Irún y Real Sociedad. La Real arrancó bien el torneo con victorias en los 3 primeros encuentros y empate con el Athletic en el cuarto encuentro. Sin embargo en enero fue derrotada consecutivamente en casa por Arenas y Racing, poniendo fin a sus posibilidades de ganar el torneo, que finalmente se llevaría el Athletic Club. El encuentro que disputaron Racing y Real Sociedad en Atocha el 19 de enero puso claramente de manifiesto la gran rivalidad que mantenían ya los dos equipos guipuzcoanos. Durante el partido se produjo una bronca monumental por el juego extremadamente duro de los iruneses que llegaron a mandar a la enfermería al portero realista Eizaguirre dejando a la Real con diez jugadores y sin portero. El partido acabó en invasión del campo por parte de los enfurecidos aficionados realistas y suspensión del encuentro a falta de 20 minutos cuando ganaban los iruneses 2:5. Aunque el partido debería haberse repetido por el reglamento vigente y quedaba por disputarse la vuelta en Irún, la Real se negó a competir más con el Racing Club, hasta que este no se disculpara formalmente por su actitud; al negarse los iruneses a hacerlo elevó una protesta formal a la Federación Norte contra sus rivales. Al hacer caso omiso la federación a las quejas realistas, la Real optó por retirarse de la siguiente edición de la competición para no tener que jugar con el Racing y a modo de protesta; razón por la cual no disputó la edición del campeonato regional de 1914-15.
La Real regresó al Campeonato del Norte en la edición de 1915-16, que componían 8 equipos. Los dos equipos iruneses se habían fusionado para entonces en un nuevo club más potente; el Real Unión, que heredó la rivalidad que mantenía la Real con Racing. El Deportivo Bilbao ya no estaba en el campeonato y aparecían nuevos clubes; Ariñ Sport de Bilbao, Jolastokieta de San Sebastián y Club Portugalete. Seguían Athletic Club, campeón de las 2 primeras ediciones y Arenas de Getxo. La Real compitió en este torneo a gran nivel. En casa solo cedió un empate frente al Arenas y a domicilio solamente perdió frente a Real Unión y Athletic, ganando el resto de partidos. Ello le permitió acabar el torneo en la cabeza de la clasificación empatado a puntos con el Athletic. El Athletic realmente había obtenido 2 puntos menos sobre el campo, pero la federación le dio ganador del partido contra el Jolastokieta que había perdido inicialmente, por alineación indebida de los donostiarras. Un partido debía determinar el campeón y por ende el equipo que se clasificaría para la Copa del Rey. La Federación del Norte eligió el campo de fútbol de Amute de Fuenterrabía, campo local del Real Unión, como lugar del encuentro. La Real se negó a ello debido a la gran hostilidad que le profesaba la afición irunesa alegando la posibilidad de que se pudieran producir altercados públicos. Por ello propuso la celebración del encuentro en un campo neutral fuera de Guipúzcoa y Vizcaya; o la celebración del encuentro a puerta cerrada. La Federación Española dio la razón a la Real y conminó a la Federación del Norte a que llevara a cabo estas medidas; mientras que el gobernador civil de Guipúzcoa prohibió la celebración del partido. En Bilbao la Federación del Norte no atendió ni a las reclamaciones realistas ni a las órdenes de la Federación Española; y dado que existía una prohibición gubernativa de celebrar el partido en Guipúzcoa, lo organizó en Vizcaya, proponiendo como alternativa el Campo de Jolaseta de Guecho, campo local del Arenas y antiguo campo local del Athletic. El día que estaba convocado el partido, la Real Sociedad no acudió, considerando que el lugar elegido no era un campo neutral y se dio como ganador del partido y campeón del torneo al Athletic Club, que así ganaba el torneo regional por tercer año consecutivo. Como castigo por su postura la Federación Norte expulsó a la Real Sociedad de su seno y durante la temporada 1916-17, la Real se quedó sin competir en competición oficial. Con posterioridad una amnistía de la Federación permitió a la Real Sociedad volver a afiliarse a la misma y disputar el Campeonato de Serie A.

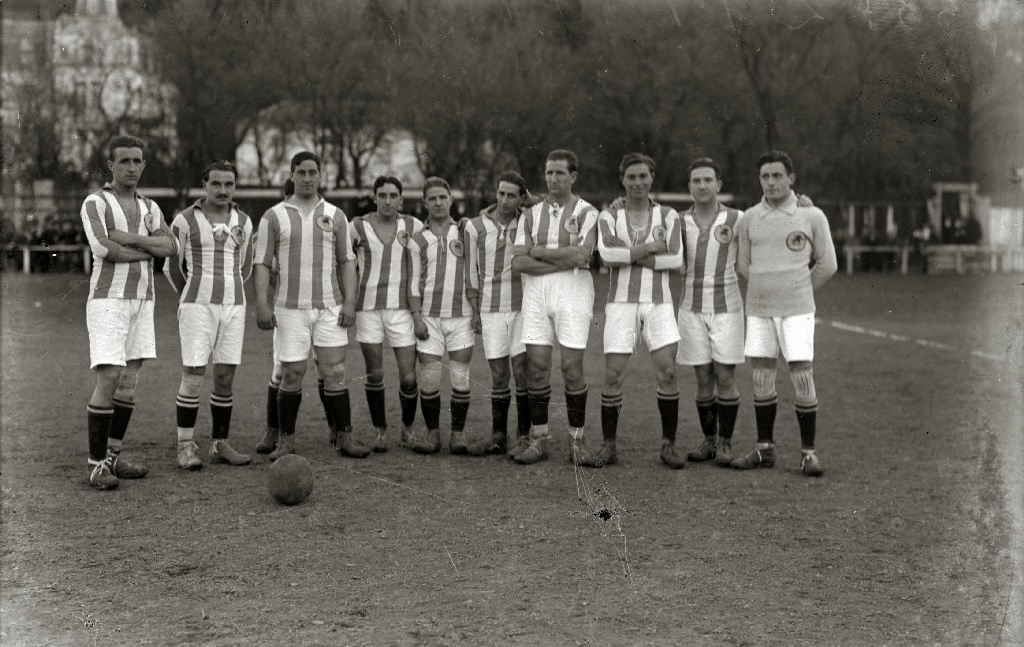
Equipo de la Real Sociedad en Atotxa (1918).

La edición de 1917-18 la disputaron solo los 4 equipos grandes del fútbol vasco (Arenas, Athletic, Real Unión y Real Sociedad), que se enfrentaron en dos vueltas. La Real cuajó un pésimo campeonato, perdió todos sus partidos como visitante. En casa solo fue capaz de ganar un partido al Arenas y empatar uno con el Athletic. Sobre los partidos con el Real Unión las fuentes varían, ya que algunas indican que la Real empató también uno contra el Real Unión, mientras que otras indican que el Unión le ganó todos los partidos. En cualquier caso llegó la última jornada del torneo, el 17 de febrero, la Real que no se jugaba nada recibía como local a un Athletic (17 ptos.) que se disputaba el título con el Real Unión (16 ptos.). Los iruneses jugaban a su vez en Guecho. Con resultado 2:2 el partido de Atocha se suspendió por incidentes. La Federación sancionó a la Real Sociedad con la clausura de su campo entre otros castigos. La Federación Española acordó la repetición del partido en Atocha, pero el Athletic no se presentó. La Federación Norte no acató a su vez la resolución de la española y acordó la repetición del partido en Santander, a la que no se presentó la Real. Por todo ello y vistos los precedentes que afectaban a las relaciones entre clubes guipuzcoanos y vizcaínos, la Federación Española decidió dividir la Federación Norte en dos federaciones separadas, la Guipuzcoana y Vizcaína declarando campeón de las mismas a Real Unión y Athletic Club respectivamente. Ambos deberían eliminarse entre sí para determinar representante en el campeonato de España. El Athletic, disconforme con la decisión por considerar que ellos habían ganado el Campeonato del Norte, renunció y fue el Real Unión quien acudió al Campeonato de España 1918. El Real Unión obtuvo su primer título.
A partir de la temporada 1918-19 se disputó un Campeonato Regional de Guipúzcoa.

### La época del campeonato guipuzcoano: Real Sociedad vs Real Unión (1918-1928)
La primera edición del Campeonato de Guipúzcoa (1918-19) la disputaron 4 equipos Izarra de Eibar, CD Esperanza, Real Unión y Real Sociedad. Esta vez sí pudo la Real ganar el torneo en un mano a mano con el Real Unión no exento de polémica. En el último y decisivo partido del torneo disputado en Atocha el 16 de marzo de 1919, cuando el partido iba 1:0 a favor de los donostiarras, los jugadores del Real Unión decidieron retirarse disconformes con la actuación arbitral. El Real Unión fue descalificado del torneo y la Real Sociedad se clasificó por primera vez para la Copa del Rey desde 1913. Sin embargo en la Copa del Rey de Fútbol 1919 la Real se emparejó con su bestia negra copera, el FC Barcelona que le eliminó con relativa facilidad.
Durante los siguientes años el Campeonato Guipuzcoano fue un mano a mano directo entre Real Sociedad y Real Unión, siendo el tercer equipo en liza del campeonato el Club Deportivo Esperanza de San Sebastián, aunque el nivel de estos se encontraba lejos del de los dos primeros. En ese mano a mano particular los iruneses se mostraron superiores a la Real durante las siguientes tres temporadas, cerrando el paso a los donostiarras al campeonato nacional. A pesar de estar alejado de la competición de Copa, la Real tenía durante esos años la consideración de ser uno de los equipos punteros del fútbol estatal. De hecho, cuando se confeccionó la lista final de convocados de la selección española para los Juegos Olímpicos de Amberes 1920 se incluyeron cinco jugadores realistas: Agustín Eizaguirre, Mariano Arrate, Silverio Izaguirre, Juan Artola y Manuel Carrasco, siendo el club que más internacionales aportó a aquella selección. Arrate fue de hecho el capitán de la primera selección española de la historia, la que disputó aquellos Juegos Olímpicos y obtuvo la medalla de plata. Arrate jugó 4 partidos de aquel torneo y marcó un gol, Artola disputó 2 partidos y Silverio uno; mientras que Eizaguirre y Carrasco no llegaron a debutar.
No fue hasta la edición de 1922-23, cuando la Real Sociedad se impuso por fin al Real Unión en el Campeonato Regional, tras acabar la clasificación con los mismos puntos y vencerla en un desempate disputado en Bilbao. En la Copa del Rey de Fútbol 1923 la Real eliminó al Vigo Sporting y en semifinales quedó emparejada con un viejo conocido: el Athletic Club. Los leones, que acabaron consiguiendo el título aquel año, eliminaron a la Real tras empatar a 0 en Atocha y ganar 2:0 en el estadio de San Mamés.
El siguiente año 1923-24 el título volvió a manos del Real Unión. Como siempre el torneo se decidió en los enfrentamientos directos, mientras que los iruneses ganaron 4:2 en casa; en San Sebastián se produjo un empate. El Real Unión se proclamaría esa temporada campeona del torneo de Copa, adjudicándose el título en la final disputada en casa del eterno rival, en el estadio de Atocha frente al Real Madrid.
La temporada 1924-25, la Real Sociedad se impuso a los iruneses, vigentes campeones de España. Esta vez en los enfrentamientos directos, la Real Sociedad ganó los dos encuentros en casa contra el Real Unión y arrancó un decisivo empate en uno de los dos encuentros de Irún. De esa forma, empatando en la última jornada a domicilio contra Osasuna la Real Sociedad se aseguró acabar con un punto por delante del Real Unión y meterse en el campeonato de España. En esta edición de la Copa del Rey de Fútbol 1925, se realizó una liguilla previa a las eliminatorias, que enfrentó al Campeón de Guipúzcoa, con el de Vizcaya y Cantabria. En una competición muy igualada, la clasificación se decidió en el partido del 29 de marzo que enfrentó en Jolaseta a Arenas Club de Guecho con la Real venciendo los primeros 3:1. En caso de empate la Real se hubiera asegurado al menos disputar un desempate con el Arenas por el primer lugar. No pudo ser y la Real cayó eliminada en la liguilla previa, frente al que más tarde acabaría siendo subcampeón del torneo.
A partir de la edición de la Copa del Rey de Fútbol 1926, la competición quedó abierta también a los equipos subcampeones de los campeonatos regionales. Dado que Real Unión y Real Sociedad mantenían una supremacía abrumadora en el campeonato guipuzcoano, esto les garantizó en la práctica participar a partir de esa edición todos los años en el campeonato nacional. El Real Unión le ganó a la Real el campeonato regional de 1925-26. En la Copa, la Real fue encuadrada en una liguilla previa con los segundos clasificados de Vizcaya (Arenas) y Cantabria (Gimnástica de Torrelavega). Aunque la Real se deshizo de sus rivales fácilmente por varias goleadas en esa liguilla, el posterior cruce de cuartos contra el campeón gallego, el Celta de Vigo, fue fallido para los donostiarras que cayeron eliminados.
La temporada 1926-27, fue la Real Sociedad la que ganó el campeonato regional imponiéndose al Real Unión. En la Copa del Rey de Fútbol 1927 le tocó en la liguilla previa medirse al Campeón de Vizcaya (Arenas) y al campeón de Aragón (Iberia SC). Arenas y Real empataron en la liguilla y tuvieron que disputar un partido de desempate en el Stadium Metropolitano de Madrid en el que el Arenas ganó 2:1. El Arenas acabó llegando a la final donde se enfrentó con el Real Unión, que había avanzado por el otro lado del cuadro. El Real Unión ganó su tercer y último título de Copa. En 1927 la Real hizo una gira por varios países europeos.
En la temporada 1927-28 la Real perdió el campeonato regional, pero en cambio logró, tras años fallando en el empeño, cuajar una gran campaña en la Copa del Rey de Fútbol. Con un ligero cambio en el formato, en la fase de grupos quedó emparejada con el otro equipo guipuzcoano Real Unión y los representantes catalanes (FC Barcelona y CE Europa) y aragoneses (Iberia SC y Patria Aragón). La Real y el Barcelona lograron superar esta fase como primero y segundo del grupo, con un punto de ventaja sobre el Real Unión, que quedó eliminado. Luego en la fase eliminatoria, la Real se deshizo del Celta de Vigo y del Valencia CF, volviendo a encontrarse con el FC Barcelona en la final. Aquella fue una de las finales más épicas de Copa que se recuerdan, la triple final de Santander contra el FC Barcelona. Fue una final tan igualada que requirió la disputa de tres partidos. El primer encuentro, jugado el 20 de mayo terminó con empate a 1 y tuvo como anécdota la famosa batalla poética entre Rafael Alberti y el txuriurdin Gabriel Celaya. Alberti, que estaba presenciando el partido, escribió "Oda a Platko" en honor de la memorable actuación del portero húngaro del Barcelona; Celaya le respondió con "Contraoda del poeta de la Real Sociedad", donde le respondía diciendo que más que a Franz Platko era al árbitro a quien tenía que dar las gracias el FC Barcelona. El mismo resultado se dio 5 días después en la repetición de la final. Luego la final se suspendió durante un mes ya que la selección española debía acudir a los Juegos Olímpicos de Ámsterdam 1928. El seleccionador español José Ángel Berraondo, exjugador y exentrenador de la Real llevó a Ámsterdam a media plantilla de la Real Sociedad, 9 jugadores; (Amadeo, Marculeta, Kiriki, Mariscal, Trino, Zaldúa, Paco Bienzobas, Cholín e Izaguirre. El FC Barcelona apenas aportó jugadores a aquella selección ya que sus jugadores eran ya profesionales, a diferencia de los de la Real, y tenían prohibida su participación en los Juegos Olímpicos. Tras la disputa de la Olimpiada, la final se reanudó el 29 de junio, y el FC Barcelona consiguió la victoria por 3:1. Aquel equipo realista que estuvo a punto de ganar la Copa de España estuvo formado por Izaguirre; Arrillaga, Zaldúa; Amadeo, Marculeta, Trino; Bienzobas, Mariscal, Cholín, Ilundáin y Yurrita. Kiriki que había jugado los primeros dos partidos se lesionó en la Olimpiada.

### La Liga

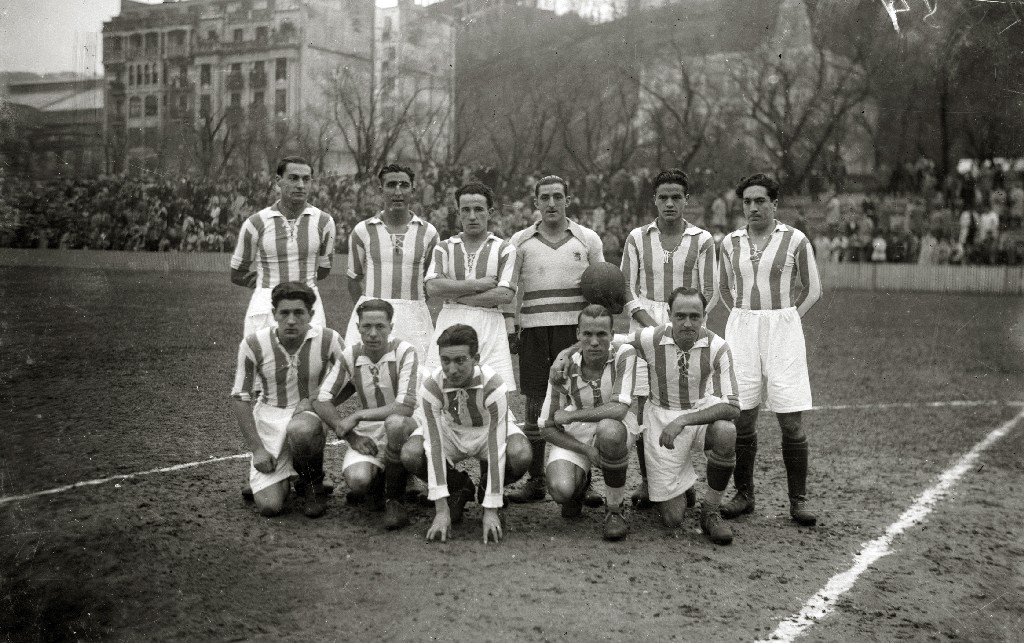
Alineación del primer partido de la historia de Liga en Atotxa (1929).

Desde 1926 los clubes españoles buscaban organizar un sistema de Liga, como el que operaba en otros países, sin embargo no lograban ponerse de acuerdo entre sí. Existían 2 posturas enfrentadas, los "minimalistas" (que apoyaban un campeonato reducido a pocos clubes) y los "maximalistas" (que abogaban por un campeonato abierto a más clubes). Finalmente, ambas posturas lograron un consenso en una asamblea celebrada el 23 de noviembre de 1928 para la organización de un campeonato de Liga, y para ello se estableció un sistema basado en categorías/divisiones. En la Primera División, máxima categoría que constaría de 10 clubes, se acordó que jugarían los clubes que se habían proclamado hasta la fecha campeones de la Copa del Rey (Athletic Club, Real Madrid, FC Barcelona, Real Unión de Irún, Arenas de Guecho y Real Sociedad) más 3 finalistas (Atlético de Madrid, CE Europa y RCD Español). Para decidir la décima plaza, se organizó un torneo eliminatorio entre 8 clubes, el cual venció el Racing de Santander. El campeonato comenzó en febrero de 1929 para concluir en junio del mismo año. El debut de la Real en esta competición se produjo el 10 de febrero de 1929, jugando un histórico derbi vasco contra el Athletic Club en Atocha. El resultado fue de empate a 1. La primera alineación de la Real en Liga la formaron Izaguirre, Ilundain, Galdós, Amadeo, Marculeta, Trino, Kiriki, Mariscal, Cholín, Paco Bienzobas y Yurrita. Al final del torneo, la Real ocupó el cuarto lugar y uno de sus jugadores, Paco Bienzobas se convirtió en el máximo goleador de la Liga, con 17 goles. Aquel momento marcó el mejor puesto de la Real Sociedad en la Clasificación histórica de la Liga.

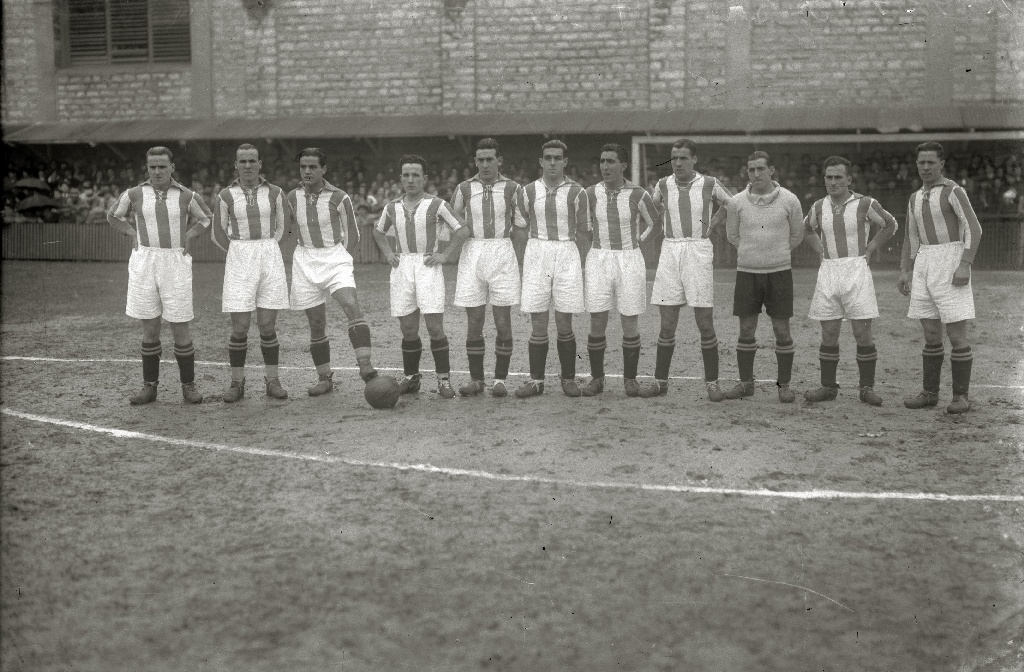
Alineación tipo de la Real Sociedad que quedó tercera en la Liga 1930-31. La foto está tomada antes del partido en el que la Real venció al Athletic (futuro campeón) por 1-0 en Atocha. De izquierda a derecha Garmendia, Paco Bienzobas, Ilundain, Marculeta, Cholín, Ayestarán, Amadeo, Custodio Bienzobas, Izaguirre, Arana y Mariscal

En la siguiente temporada, la 1929-30, las cosas fueron peor y la Real ocupó el séptimo lugar. Benito Díaz, que venía entrenando al equipo desde 1926, dejó temporalmente el mundo del fútbol al finalizar esa temporada ya que tuvo que emigrar a Francia por motivos laborales y la Real trajo el primer entrenador británico de su historia, el inglés Harry Lowe. 
Harry Lowe llegó a San Sebastián a finales de 1930 poco antes de comenzar la Liga 1930-31. Mister Lowe estuvo 5 temporadas al frente de la Real Sociedad. Entrenó al equipo durante 5 temporadas y 161 partidos oficiales, convirtiéndose en uno de los entrenadores históricos de este club. 
Bajo la dirección de Mr.Lowe la Real estuvo cerca de dar la campanada durante la temporada 1930-31, una de las campañas más igualadas de la historia de la Liga española y en la que el título estuvo "más barato" de obtener. El campeonato no comenzó bien para el equipo donostiarra. La Real empezó empatando frente al Alavés en Atotxa y luego sufrió una derrota en Bilbao, pero los blanquiazules encadenaron una racha de seis victorias consecutivas que les colocaron como líderes de la clasificación desde la 5.ª a la 12.ª jornada. Entre las jornadas 12 y 15 la Real solo pudo obtener un punto en 4 partidos, pero no perdió sus opciones de optar al título hasta que una derrota en la penúltima jornada, ante el Madrid, le dejó a 2 puntos del Athletic y con una diferencia de goles virtualmente insalvable. Finalmente la Real obtuvo el tercer puesto, empatando a 22 puntos con Athletic de Bilbao y Racing de Santander, equipos que le precedieron en la clasificación final por tener mejor goal-average. Esta fue la primera vez que el título de Liga se decidió por goal-average y es la única ocasión hasta el momento en la que se ha producido un triple empate a puntos en la cabeza de la Primera División española. El tercer puesto obtenido por el equipo de Harry Lowe fue la mejor clasificación liguera de la Real Sociedad durante casi 50 años, hasta que fue superada por el subcampeonato de Liga en la temporada 1979/80.

### Los años del Donostia FC durante la Segunda República (1931-1936)

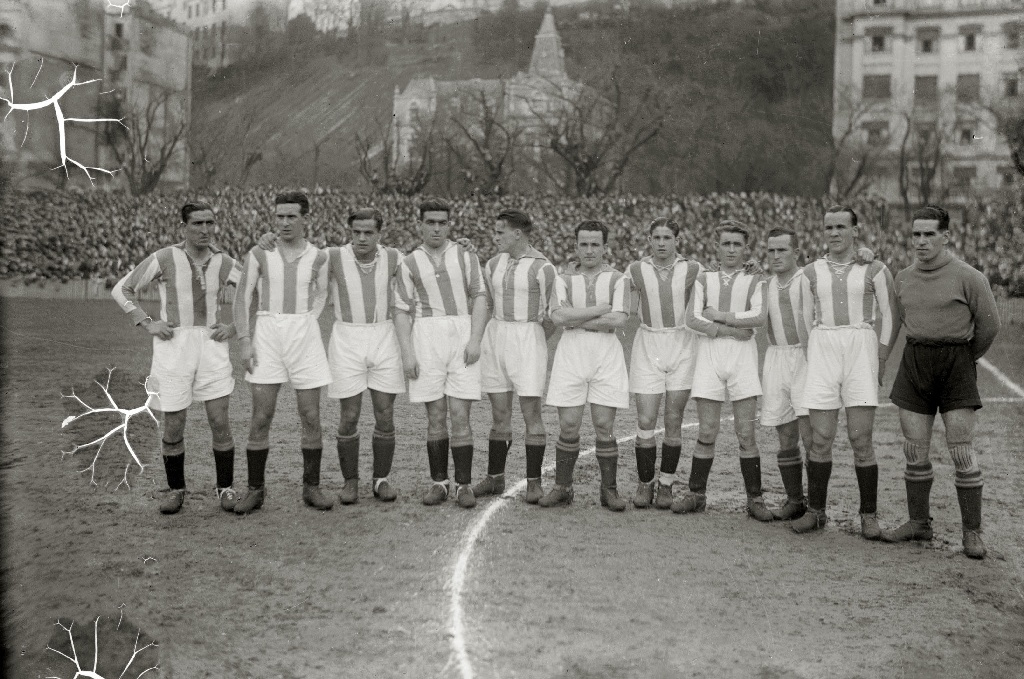
Alineación de la Real Sociedad en el campo de Atotxa en 1932

Unos pocos días después de terminar la Liga 1930-31, el 14 de abril de 1931 se instauró en España la República. El nuevo régimen político establecido en el país prohibió cualquier tipo de simbología monárquica y ello obligó al club a modificar en sus estatutos su nombre y su escudo; eliminando el título de Real y la corona monárquica del escudo. La Real Sociedad pasó a llamarse temporalmente Sociedad de Fútbol de San Sebastián y bajo esa denominación disputó el torneo de Copa de 1931. Sin embargo, dado que el club siempre había sido conocido popularmente como "La Real" y no "La Sociedad", esta denominación no acabó de cuajar y en una asamblea celebrada el 30 de junio de 1931, ante la obligación de eliminar el nombre de Real, se prefirió cambiar radicalmente el nombre del club que pasó a denominarse Donostia Fútbol Club, tomando para ello el nombre en lengua vasca de la ciudad de San Sebastián.
A partir de 1931 se inician unas temporadas de altibajos.  Lowe siguió al mando de la dirección del Donostia manteniendo la mayor parte del bloque de la temporada 1930-31 al que se unió el fichaje de Tiburcio Beristain, portero del Alavés como novedad más destacable. Sin embargo en la temporada 1931-32 el ahora Donostia FC quedó antepenúltimo, solo por delante de Alavés y Real Unión, con 14 puntos y a 3 del descenso. Fue una temporada extraña, ya que a pesar de su pésima clasificación, esa temporada la Real Sociedad marcó más goles que el campeón. Al acabar el campeonato la junta directiva del club emitió un comunicado en el que alababa la labor del entrenador y culpaba de los malos resultados a los jugadores.
Lowe siguió al frente del equipo durante las siguientes campañas, obteniendo el equipo mejores resultados. El Donostia fue 6.ª en la temporada 1932-33, aunque solo con 15 puntos (uno más que la temporada anterior) y también estuvo toda la temporada en la mitad baja de la tabla acabando a 3 puntos del descenso. La mejor noticia ese año fue que el club ganó el Campeonato Regional (Campeonato Mancomunado de Guipúzcoa, Navarra y Aragón),  primer y único campeonato mancomunado que obtendría la Real en su palmarés.
El Donostia fue 5.ª en la temporada 1933-34, a solo un punto del tercer clasificado. En la temporada 1933-34 la Real realizó una brillante primera vuelta acabando como líder y campeón de invierno con 5 victorias, 2 empates y solo 2 derrotas. Tras dos empates consecutivos, el Donostia perdió el liderato en la jornada 11 y una racha de tres derrotas consecutivas en las siguientes jornadas le dejaron definitivamente sin opción alguna a disputar el título. El Donostia finalizó la temporada en 5.º lugar con 18 puntos tras solo ganar 6 puntos en la segunda vuelta.
Sin embargo la progresiva profesionalización del fútbol y el aumento de los sueldos de los jugadores fue poniendo las cosas cada vez más difíciles al Donostia FC que vio como durante esta etapa de su historia comenzó a pasar dificultades económicas. La competencia de clubes de ciudades más importantes y con mayor potencial económico hizo que el Donostia no pudiera reforzarse adecuadamente mientras la competitividad de la categoría iba en aumento. Así por ejemplo al acabar la temporada 1933-34 el Donostia perdió a una figura clave como el centrocampista Martín Marculeta, que fichó por el Athletic de Madrid y el delantero irunés Santiago Urtizberea, que había sido el máximo goleador en las dos campañas precedentes, renunció a seguir en el Donostia. El Donostia FC trajo a Manuel Olivares del Madrid FC como principal refuerzo. El jugador se había criado en San Sebastián y se había iniciado en el mundo del fútbol en la capital donostiarra.
De cara a la temporada 1934-35 se realiza la primera ampliación de la categoría, que acogerá 12 equipos por primera vez. Por primera vez descenderá también el penúltimo clasificado y es precisamente este el puesto en el que acaba el Donostia FC al acabar la campaña, en 11.º lugar. Es el primer descenso de la historia de la Real Sociedad (entonces Donostia FC). Como dato anecdótico esa temporada el entrenador Harry Lowe tuvo que alinearse a sí mismo en un partido en Valencia por baja de última hora por enfermedad de un jugador. Para ahorrar costes y al no estar permitidos cambios durante los partidos, el Donostia solo llevaba a los jugadores titulares en los desplazamientos lejanos como Valencia. Este hecho convierte a Harry Lowe, con 48 años de edad en aquel momento, en el jugador más veterano que jamás ha jugado en un partido de la Primera División española. 
El fracaso deportivo provoca el cese de Harry Lowe al finalizar la temporada que es sustituido por Gaspar Gurruchaga como entrenador y también una crisis institucional, sustituyendo José María Gastaminza a Javier Peña como presidente del club. 
La temporada 1935-36 el club toca fondo en su larga historia. Su primera temporada en Segunda División se salda con un rotundo fracaso. El Donostia FC acaba lejos de la lucha por el ascenso, sexto en el Grupo II de la Segunda División, a un punto de los puestos que teóricamente hubieran podido mandarlo directamente a Tercera División y a expensas de que una posible restructuración de la categoría para reducir el número de equipos pudiera hacer lo propio de forma indirecta. Sin embargo en julio de 1936 estalló la Guerra Civil y cualquier posible descenso de categoría quedó en suspenso, junto con las competiciones deportivas, durante tres años.

### Los años de la Guerra Civil (1936-39)
El estallido de la Guerra Civil en julio de 1936 trajo consigo la paralización de los campeonatos futbolísticos. La ciudad de San Sebastián se vio afectada por algunos combates en los primeros 2 meses de la guerra, aunque tras la caída de la ciudad en manos de los franquistas en septiembre de 1936, la ciudad quedó en la retaguardia durante los siguientes dos años y medio del conflicto. En julio de 1937, al año de iniciarse la guerra, tres antiguos directivos del Donostia FC, los señores Francisco Molins, José Merino y José María Lobato tomaron la iniciativa de recuperar la actividad del club deportivo y convocaron una junta general a la que tan solo acudió un socio. En esa coyuntura Molins decidió ocupar el puesto de presidente y comenzó la tarea de reconstruir el equipo partiendo prácticamente de cero. Se realizó una convocatoria en prensa para buscar jugadores a la que respondieron algunos veteranos del equipo de antes de la guerra, así como un buen número de jóvenes e incluso varios jugadores vascos del Athletic Club de Madrid, a los que el conflicto había atrapado en San Sebastián. La dirección de la nueva plantilla correspondió a dos antiguos jugadores, Argentino Peña y el histórico Martín Marculeta, que colgó las botas durante la guerra como jugador-entrenador del Donostia FC. Durante 1938 el club juega un torneo regional semioficial, el Torneo Brigadas de Navarra, que le enfrenta a otros equipos del País Vasco, Navarra y regiones limítrofes, en el que el todavía Donostia FC no obtuvo grandes resultados. Poco antes de finalizar la guerra, en los primeros meses de 1939, se jugó el Campeonato Regional de Guipúzcoa, ya con carácter oficial, en el que el Donostia FC fue subcampeón y obtuvo su clasificación para el Torneo Nacional de Fútbol, que organizaron las autoridades ganadoras del conflicto en los primeros meses de posguerra y donde el Donostia fue eliminado por el futuro subcampeón, Racing de Ferrol, en cuartos de final. 

### El equipo ascensor (1939-1949)
Acabada la guerra se intentó que la actividad futbolística volviera a la normalidad. Debido al estado del país después de la guerra y a la economía de muchos clubes, se planteó una temporada de transición en la Segunda División con un sistema de 5 grupos de 8 equipos cada uno agrupados por criterios de proximidad geográfica. Los equipos a participar en dicha categoría se eligieron de acuerdo a criterios políticos para dar representatividad a todas las ciudades importantes y regiones que no tuvieran ya equipos en Primera División. El Donostia FC fue encuadrado en uno de esos 5 grupos, junto con otros siete equipos vascos. Durante el transcurso de la temporada 1939-40 el club recuperó su denominación tradicional de Real Sociedad. El nuevo régimen político surgido de la guerra, a pesar de no tener como jefe de Estado a un rey, se autoconsideraba oficialmente como "Reino", y por tanto permitía la utilización de simbología monárquica. Ello trajo como consecuencia que la gran mayoría de clubes que tuvieron con anterioridad a la instauración de la república el título de real, recuperaran su anterior denominación.
La Real de la primera temporada de la posguerra era una mezcla de algún veterano como el delantero Cholín, junto con jóvenes promesas como el guardameta Ignacio Eizaguirre, hijo del mítico Agustín, Balbino Aramburu, los hermanos Fernández Berridi, José María Marculeta hermano menor de Martín Marculeta, José María Querejeta, etc. Al frente del equipo como entrenador se encontraba Sebastián Silveti. Aquella temporada empezó bien para el equipo donostiarra que se impuso claramente en el grupo vasco de segunda división, pero en la definitiva liguilla de ascenso no pudo conseguir su objetivo de recuperar la máxima categoría.
Durante toda la década de 1940 las dificultades económicas fueron una constante y constituyeron un lastre para mejorar el rendimiento deportivo del equipo. El problema de fondo era la imposibilidad de competir con las ofertas que otros equipos hacían a los jugadores de mayor nivel lo que traía consigo la marcha de éstos y en consecuencia la pérdida de poder competitivo. Como ejemplo tras la campaña de 1939/40, la Real Sociedad perdió a sus dos mayores promesas, el portero Ignacio Eizaguirre y el delantero Epi, que fueron fichados por el Valencia CF. Estos dos futbolistas llegaron a ser internacionales. También se marchó Cholín al Granada CF al acabar aquella primera temporada.
Sin embargo y pese a las dificultades económicas, la temporada siguiente (1940/41) se consiguió volver a Primera división. La Real volvió a imponerse claramente en su grupo de Segunda división y en esta ocasión, pese a un comienzo discreto, consiguió la segunda plaza en la liguilla de ascenso, por detrás del Granada CF y superando a Deportivo de La Coruña y CD Castellón. De esta manera la Real recuperaba la categoría perdida, obteniendo por primera vez en su historia, un ascenso a la máxima categoría. La plantilla que consiguió aquel ascenso la formaban jugadores como Eguía; Querejeta, Izaga; F.Berridi, Patri, Simón; Pedrín, Bidegain, Terán, Azpiazu y Chipía. Además el equipo donostiarra tuvo también una destacada actuación en la, Copa del Generalísimo de fútbol 1941 en la que eliminó al Real Valladolid y al campeón de Liga, el Atlético Aviación, antes de caer eliminada frente al RCD Español en semifinales. Como dato anecdótico, aquella temporada 1940-41 se produjo la mayor goleada conseguida por la Real en partido oficial en su historia, al imponerse el 8 de enero de 1941 por 14:2 al Real Valladolid.
La fama de equipo ascensor comenzó a fraguarse en los años siguientes. Así en la temporada 1941-42 la Real no pudo mantener la categoría y concluyó el campeonato como farolillo rojo con solo 12 puntos en 26 partidos. El histórico centrocampista irunés Patxi Gamborena sustituyó a Silveti como entrenador a media campaña por los malos resultados del equipo, pero no fue capaz de enderezar el rumbo de la nave. A pesar de veteranos como Paco Bienzobas o el exjugador del Athletic Roberto Echevarría, aquel equipo era demasiado bisoño como para mantenerse en la categoría y acabó pagando su falta de experiencia. Además al acabar la temporada la Real pierde a José María Querejeta, que es fichado por el Real Madrid y a Chipía, traspasado al Sporting de Gijón. Como nota positiva cabe decir que aquella temporada debutó un joven Sebastián Ontoria, que con el paso de los años se convertiría en el jugador con más partidos en la historia del club. El fracaso en la vuelta a Primera causó una crisis institucional y la dimisión de Molins como presidente, siendo sustituido por Pedro Chillida, como nuevo mandatario blanquiazul.
La primera medida de Pedro Chillida como presidente fue la de llamar a un entrenador que era perfecto conocedor del club, Benito Díaz, que se encontraba en Francia entrenando al Girondins de Burdeos. Gracias al "Tío Benito" la parada del ascensor en la planta de segunda división fue breve y al año siguiente (temporada 1942-43) la Real Sociedad volvió a Primera División. En esta ocasión la Real se impuso en su grupo, y luego superó en la liguilla final a Real Valladolid, Sporting de Gijón, SD Ceuta y Jerez CF, logrando el ascenso directo junto con el CD Sabadell. El equipo-base que ascendió a Primera estaba formado por Sebitas, Tellería, Izaga, Santi, Patri, Urbieta, Terán, Bidegain, Unamuno II, Ontoria y Pedrín. Entre los jugadores debutantes esa temporada se encontraban el delantero Unamuno II y un prometedor portero, Eduardo Chillida, futuro escultor de fama internacional, que era hijo del presidente y que tuvo que retirarse esa misma temporada a raíz de una grave lesión.
Sin embargo las temporadas siguientes no son buenas para el club. Nuevamente en la temporada 1943-44 el equipo donostiarra perdió la categoría. El descenso no fue tan sonado como en la ocasión anterior, pero si igual de inapelable. Con 17 puntos en 26 partidos, la Real se quedó a una victoria de forzar la promoción, pero descendió como penúltimo clasificado. Esta temporada sobresalió la figura de Vicente Unamuno, que disputó 26 encuentros, entre Liga, Copa, anotando la cifra de 24 goles. En esta ocasión la estancia en Segunda División de iba a prolongar durante las tres temporadas siguientes.
La directiva siguió confiando en Benito Díaz y en la vuelta a segunda durante la temporada temporada 1944-45 la Real Sociedad se quedó muy cerca del ascenso, cuarta, a un punto de la promoción y dos del ascenso directo. Pedro Chillida fue sustituido en la presidencia por Felipe Arteche aquel año, pero Díaz siguió al mando del timón deportivo realista. El club se encontraba en aquellos años inmerso en una economía de guerra sin capacidad de realizar fichajes y traspasando jugadores para sobrevivir.
En la temporada 1945-46 la Real Sociedad ocupó la sexta plaza, aunque sólo a 2 puntos de la promoción. Finalmente el tan ansiado ascenso se producirá durante la temporada 1946-47. Benito Díaz realizó aquella temporada una revolución táctica en el fútbol español. El entrenador donostiarra comenzó durante esa temporada a utilizar una táctica futbolística, la "WM", inventada por el entrenador inglés Herbert Chapman durante los años 1920 en el Arsenal FC, pero que nadie había utilizado hasta entonces en el fútbol español. Básicamente la táctica consistía en jugar con tres defensas, dos medios volantes, dos interiores y tres delanteros. Los cinco primeros formaban una especie de “W” y los restantes una “M”. La Real utilizó por primera vez esta táctica en la temporada 1946-47 durante su visita al campo del Ferrol, imponiéndose en aquel partido por 3:4. Aunque la táctica de Díaz fue tachada por sus detractores como ultra-conservadora (según los cánones de la época), ganándose el despectivo mote de "el autobús de Benito Díaz", pronto fue adoptada por otros muchos equipos debido a su eficacia. Aquella temporada tras unos comienzos dubitativos la Real permaneció durante casi toda la temporada en la tercera plaza que daba derecho a jugar la promoción de ascenso. Sin embargo en las últimas jornadas la Real se vio relegada a la cuarta posición que la dejaba de nuevo en segunda pero dos victorias consecutivas, frente al Real Betis en Sevilla y frente al RCD Mallorca en casa la devolvieron al tercer puesto. La promoción enfrentó a Real Sociedad y Real Murcia en el estadio Metropolitano de Madrid. La Real se impuso por 2:0 con goles de Castivia y Campos logrando de esta manera el ascenso. El once txuri-urdin estaba formado por Galarraga, Echániz, Patri, J.M.Marculeta, Ontoria, Urra, Pérez, Campos, Vázquez, Hériz y Castivia.
La temporada 1947-48 trajo un nuevo descenso ya que la Real terminó la Liga en penúltima posición. Paradójicamente el papel en la Copa de 1948 fue muy bueno. La Real eliminó a At. Zaragoza, CD Sabadell, Gimnástic de Tarragona y Valencia CF antes de caer frente al Sevilla CF en semifinales. Es preciso señalar que la eliminatoria contra el Valencia dejó graves secuelas ya que varios jugadores contrajeron fiebres de Malta lo que supuso para algunos una baja prolongada y en algún caso la retirada del fútbol.
Durante la temporada 1948-49 se produjo por fin un hecho que a la larga trajo estabilidad al club. Las sucesivas directivas se habían esforzado en paliar el problema de la falta de ingresos del club, pero no lo lograron hasta que aquel año se acometieron por fin obras de remodelación del estadio de Atocha. Al aumentar la capacidad del estadio, el club pudo aumentar el número de socios y consiguientemente los ingresos, con lo que pudo alcanzar cierta estabilidad económica. La temporada comenzó de manera atípica ya que las obras de remodelación del estadio hicieron que la Real comenzará la campaña con tres partidos consecutivos como visitante. Los tres partidos acabaron en derrota y los augurios eran negativos pero la Real se rehízo y entabló a lo largo del campeonato una dura pugna con CD Málaga y Granada CF. Los tres conjuntos llegaron empatados a la última jornada con la Real en primera posición gracias a la diferencia de goles entre ellos. La victoria donostiarra en su visita al Mestalla permitió mantener el liderato y ascender de nuevo a primera. El ascensor volvió así al piso superior. También logró por primera vez el título de Segunda División, algo que se le había escapado en los anteriores ascensos.

### Años de estabilidad en Primera División (1949-1962)
A partir del ascenso de 1949 la Real Sociedad entró en un nuevo periodo de su historia. En los años 1950 la Real dejó de ser el equipo ascensor para vivir durante algo más de una década de forma estable en Primera división. Gracias a los ingresos extra que obtuvo el club por la ampliación de su estadio en 1948 pudo trazar un plan para consolidar al equipo en la máxima categoría del fútbol español. La directiva de Felipe de Arteche inició una operación retorno consistente en repatriar a jugadores vascos de nivel que militaban en equipos de otras regiones. Dentro de esa política la Real se reforzó de cara a la temporada 1949-50 a conciencia. Su refuerzo estrella fue el delantero internacional Epi del Valencia CF, que regresaba de esa manera 10 años después a su club de origen. También fichó a Carlos Basabe, un delantero bilbaíno que jugaba en el Atlético Madrid y al defensa elgoibarrés Ricardo Suárez que jugaba en el Racing de Santander en Segunda. También fichó la Real al centrocampista catalán Salvador Artigas un ex aviador republicano exiliado en Francia tras la guerra y con una larga trayectoria como futbolista en ese país. Debutó esa temporada, aunque jugó todavía poco, un prometedor delantero procedente del Baracaldo, José Luis Pérez Payá, que destacaría en los años venideros. La Real Sociedad ocupó un cómodo octavo lugar en aquel año, consiguiendo por primera vez en más de 15 años la permanencia en Primera División.
De cara a la temporada siguiente, la 1950-51 la Real se reforzó con otros tres fichaje de relumbrón. Llegaron al club dos internacionales procedentes del Valencia CF, que habían sido ese verano de 1950 cuartos con la selección española en el Mundial de Brasil de 1950. Se trataba del delantero Silvestre Igoa y del portero Ignacio Eizaguirre. Ambos eran donostiarras, por lo que regresaban a casa y dieron muchas tardes de gloria al conjunto donostiarra durante esa década. También se fichó a Sabino Barinaga, un vizcaíno que había jugado durante la década anterior en el Real Madrid y que llegaba con la carta de libertad. Aquella temporada la Real cuajó su mejor campaña liguera desde el tercer puesto de 1930-31. Durante toda la temporada ocupó los puestos altos de la tabla, acabando al final en el quinto lugar. El quinto puesto tuvo como aliciente extra, que por primera vez la Real Sociedad conseguía acabar en Liga por delante de su rival histórico, el Athletic Club, que solo pudo ser séptimo. Para redondear aquella campaña histórica la Real Sociedad volvió 23 años más tarde a disputar una final de la Copa. Los realistas, dirigidos por Benito Díaz, brillaron especialmente en la Copa. Tras eliminar a Celta y Racing de Santander los donostiarras se enfrentaron en semifinales al Real Madrid. El partido de ida en Atocha acabó en victoria de la Real 1:0. En el partido de vuelta los realistas volvieron a imponerse ganando por 0:2 con tantos de Barinaga y Caeiro. Su rival en la final fue por tercera vez el FC Barcelona. Sin embargo la revancha de la final de 1928 no fue posible. Aquel Barcelona contaba con grandes jugadores como Ladislao Kubala, Antonio Ramallets o César Rodríguez y se impuso a la Real con facilidad por 3:0 en Madrid. Aquel fue el primer título del denominado Barça de las Cinco Copas que lo ganó todo durante los siguientes años. Mal rival.

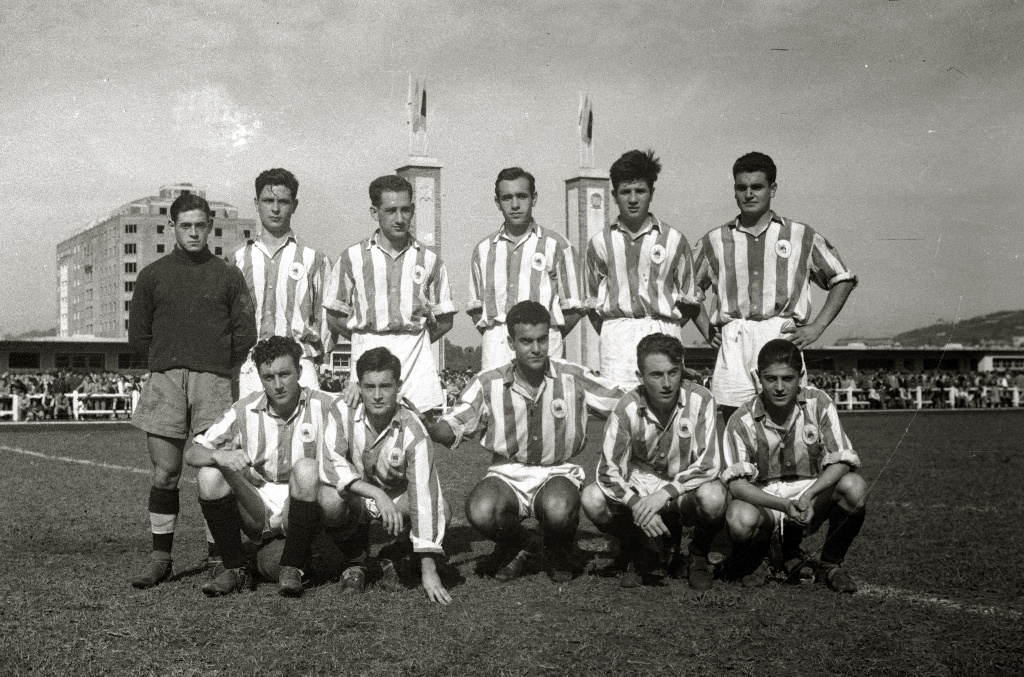
Alineación de la Real en 1952

Al acabar aquella temporada Benito Díaz decidió dejar su labor como entrenador y la Real buscó como sustituto a José Ignacio Urbieta, que había sido jugador del club unos años antes. Tras la brillante temporada 1950-51, los siguientes años pasaron sin pena ni gloria, el equipo fue 10.ª en la temporada 1951-52, puesto que se repitió en la 1952-53 y 9.ª en la 1953-54. Tras esos tres años discretos, la temporada 1954-55 la Real se quedó en 14.º lugar y se vio obligada a jugar la promoción para mantener la categoría. Sus rivales fueron el Atlético Tetuán, RCD Español, Real Oviedo, Real Zaragoza y Granada CF. Tras disputar una liguilla, donostiarras y catalanes fueron quienes consiguieron mantener la categoría. El susto de esa campaña fuerza un cambio en la dirección deportiva. Urbieta, tras 4 años al frente del equipo, cede el testigo a Salvador Artigas
Durante 5 temporadas Artigas dirigirá al equipo (1955-1960). Durante esas temporadas la Real deambulará sin pena ni gloria por la parte media-baja de la tabla.
Es en estos años cuando la Real Sociedad toma una decisión de carácter estratégico como es la decidida apuesta por fomentar su propia cantera, frente a la política de fichajes foráneos que prolifera durante esos años, con los numerosos oriundos y nacionalizados procedentes de Sudamérica que llegan al fútbol español. En la temporada 1954-55 el equipo juvenil de la Real se proclamó Campeón de España derrotando en la final al Sevilla. Se decidió dar continuidad a aquella brillante generación, que todavía era muy joven para saltar a la primera plantilla, creando un equipo de regional. En 1957 el equipo de regional de la Real asciende a Tercera División. Como reglamentariamente no podían jugar en categoría nacional dos equipos con la misma denominación, se crea entonces un club filial de la Real, el San Sebastián CF, conocido popularmente como Sanse. El objetivo fundamental del Sanse ha sido ser el vivero de donde se nutre fundamentalmente la Real Sociedad y un simple vistazo a la lista de jugadores que han llegado a la Real pasando por el Sanse permite concluir que ha desarrollado brillantemente este papel.
Los años 60 no comenzaron muy bien para la Real. Ya en la temporada 1959-60, la última con Artigas al frente, los donostiarras se vieron obligados a jugar la promoción para mantener la categoría. La Real no comenzó mal la temporada pero una racha de siete derrotas consecutivas le llevó a los puestos comprometidos de donde ya no pudo salir. La Real concluyó la Liga en decimocuarta posición y se vio obligada a disputar la promoción contra el Córdoba CF. Los realistas, con un nuevo entrenador al frente del equipo, Joseba Elizondo, derrotaron a los andaluces en Atocha, pero los cordobeses hicieron lo propio en la vuelta. El desempate se jugó en Madrid y los donostiarras salvaron la categoría al imponerse 1:0.
La temporada siguiente (1960-61) el entrenador Baltasar Albéniz pareció devolver la tranquilidad a la Real que no pasó ningún apuro clasificatorio. Además se produjo una gran alegría, ya que el Sanse debutó en Segunda División,
Sin embargo la temporada 1961-62 fue un desastre para la afición realista. Un club, que a pesar de algún susto, parecía estar consolidado en Primera División, se vino abajo de manera incomprensible y vivió un amargo descenso. La Real contó con la baja del portero Josetxo Araquistáin traspasado al Real Madrid. En contraprestación el Madrid cedió a cuatro jugadores (Villa, Raba, Chus Herrera y el sueco Simonsson, por lo que el equipo parecía reforzado, pero estos fichajes no dieron el nivel esperado. La trayectoria del equipo fue mala desde el primer momento y se trató de buscar de nuevo la solución interina de Joseba Elizondo, quien sustituyó a Baltasar Albéniz, pero esta vez no obró el milagro. Finalmente la Real concluyó la Liga en decimoquinta posición lo que le condenó al descenso directo. Además al bajar la Real a segunda, arrastró en su descenso al Sanse, que paradójicamente había realizado una brillante campaña en Segunda.

### El lustro en Segunda División (1962-67)
Recuperar la categoría costaría a los realistas más de lo deseado y esperado. El descenso produjo una espantada de cerca del 40% de los socios, lo que disparó el déficit del club. En esa difícil situación la directiva del club dimitió. La única persona que accedió a presentarse para coger las riendas fue el exalcalde donostiarra Antxon Vega de Seoane, hijo de un anterior presidente.
La primera temporada en Segunda entrenó a la Real, Perico Torres, que había entrenado brillantemente al Sanse la temporada anterior en Segunda. La nueva plantilla realista estuvo compuesta a partes casi iguales por novatos procedentes del Sanse (entre ellos varios jugadores que se convertirían en históricos del club como Arzac, Urreisti, Mendiluce u Ormaetxea) y veteranos de la primera plantilla. Desde el punto de vista deportivo, la Real pareció tomar pronto el pulso a la segunda división y en la temporada 1962-63 marchó durante buena parte del Campeonato en posiciones de ascenso. Sin embargo al final quedó relegada a la cuarta posición y se vio obligada a permanecer un año más en segunda división.
Para el segundo intento se eligió a un entrenador con caché y prestigio como era Antonio Barrios. Sin embargo Barrios no consiguió meter a la Real en la promoción. Aunque se le ofreció renovar, Barrios prefirió no seguir entrenando en Segunda. Para conjugar el déficit la Real tuvo que vender al delantero Olano, que se había proclamado la temporada anterior máximo goleador en Segunda (25 goles en 30 partidos).

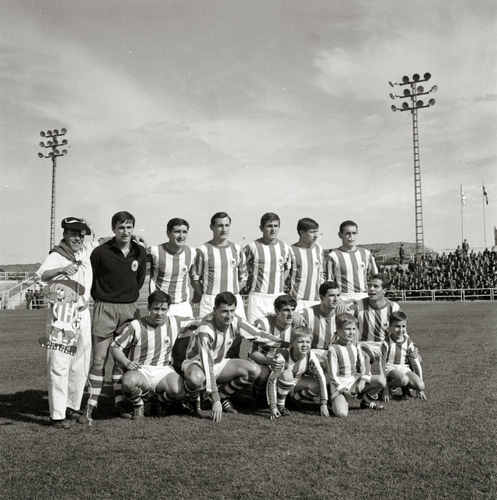
Alineación de la Real Sociedad frente al Calvo Sotelo: (de pie) Zubiarrain, Iguarán, Martínez, Gorriti, Lema, Lasa (agachados) Urreisti, Arzak, Arregui, Arambarri y Boronat

De parecida forma se desarrolló la temporada siguiente (1964-65) con Román Galarraga al frente. A pesar del fiasco liguero, sin embargo en la Copa la Real llegó a alcanzar las semifinales tras eliminar a Ceuta, Real Betis, CA Osasuna y Sporting de Gijón. Su rival en semifinales fue el At. Madrid que eliminó a los donostiarras y posteriormente se proclamó campeón. La segunda temporada de Galarraga fue en cambio mala, la Real acabó en la temporada 1965-66 en 10.ª posición de su grupo de Segunda, en tierra de nadie a 8 puntos de la promoción de ascenso y 8 puntos de la promoción de descenso. Nunca había acabado la Real Sociedad en un puesto tan bajo de la Segunda y solo podía considerarse peor su papel en la temporada 1935-36, cuando fue 8.ª de 10 y acabó a 2 puntos del descenso.

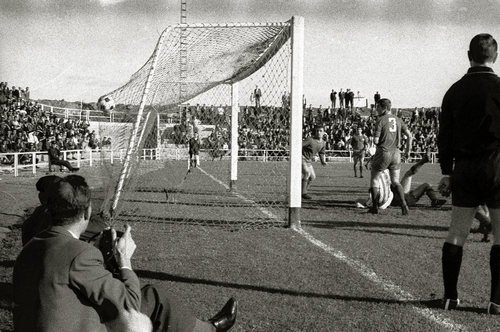
El histórico gol de Arambarri que valió el ascenso

Hubo que esperar pues a la temporada 1966-67 para conseguir el ansiado ascenso. La Real, de la mano de un nuevo entrenador, Andoni Elizondo, no comenzó bien la temporada manteniéndose en los puestos medios de la tabla. Pero una racha de catorce victorias y una sola derrota en quince partidos dejó a los donostiarras en primera posición antes del último partido en Puertollano. Especialmente importante fue la victoria sobre el que fue su gran rival aquella temporada el Sporting de Gijón.
El 23 de abril de 1967 la Real se jugaba el ascenso frente al Calvo Sotelo CF en Puertollano, equipo que no se jugaba nada. El empate era suficiente para asegurar el ascenso, pero las cosas se torcieron para la Real que comenzó perdiendo con un gol de Argacha en el minuto 40. El mismo jugador marcó en el minuto 50 el 2-0 en el marcador pero los realistas no se desmoronaron y dos goles, el primero de Boronat en el minuto 58 y el segundo del debutante Arambarri en el minuto 81, dejaron el marcador en tablas y a la Real en Primera división. Aquel grupo de futbolistas fue bautizado como los héroes de Puertollano. Además de Boronat y Arambarri formaban aquel equipo Zubiarrain; Gorriti, Iguarán, J.I.Lasa, Martínez, Lema, Urreisti, Arzac y Arregui. Otros integrantes destacados de aquella plantilla eran Alberto Ormaetxea, Gaztelu, el entonces todavía portero suplente José Esnaola o Rafa Mendiluce por ejemplo.

### La consolidación en Primera (1967-78)
Durante estos años (1967-78) la Real no sólo se consolidó en la Primera división sino que logró clasificarse por primera vez para competiciones europeas y, lo más importante, sentó las bases para los grandes éxitos de los años 1980.
Al frente de la nave realista estuvo durante toda esta época José Luis Orbegozo, el presidente más longevo y exitoso de la historia del club. Orbegozo, que habría entrado como tesorero en la directiva de Vega de Seoane, sustituyó a este como presidente después de que abandonara el cargo tras el ascenso. Como entrenador, siguió Andoni Elizondo, el técnico del ascenso y como segundo, otro exjugador realista Ángel Segurola.
Los inicios fueron difíciles y sufridos. La temporada de la vuelta a primera resultó complicada para la Real, que estuvo siempre clasificada en los puestos bajos de la tabla. Finalmente los donostiarras acabaron la temporada 1967/68 en 14.ª posición (de 16) y tuvieron que jugar la promoción con el Valladolid. El partido de ida en la ciudad castellana concluyó con victoria realista por 0:1 gracias a un gol de Boronat. El empate a 0 en el partido de vuelta en Atocha permitió a los donostiarras mantenerse en primera.
Las siguientes temporadas vieron cómo la Real se iba consolidando progresivamente en primera división, moviéndose siempre por los puestos medios de la tabla. Fue séptima en las temporadas 1968/69 y 1969/70, quedando en ambas a solo 2 puntos de los puestos UEFA. En la Copa de 1969 la Real alcanzó las semifinales tras eliminar al FC Barcelona y Atlético de Madrid, siendo eliminada por el equipo revelación del torneo, el Elche CF, en una eliminatoria que requirió partido de desempate e impidió una final de Copa Athletic-Real.
De cara a la temporada 1970/71 Segurola relevó a Elizondo como entrenador, mientras este asumía labores propias de manager o director técnico del club. La campaña fue similar acabando el equipo en octavo lugar. De todas esas campañas tan sólo al comienzo de la temporada 1971/72 se pasaron apuros clasificatorios, que provocaron el relevo del entrenador. Ángel Segurola dejó su plaza a Andoni Elizondo que regresó al banquillo, pero a partir de diciembre el equipo remontó e incluso llegó a estar muchas jornadas en puestos europeos, acabando de nuevo octavo.
En la temporada 1972/73 se hizo cargo del equipo Rafa Iriondo que volvió a clasificar a la Real séptima. Hubo que esperar a la temporada 1973-74 para ver a la Real Sociedad finalizar la Liga en puestos europeos. Bajo la dirección de Iriondo los donostiarras no comenzaron bien el Campeonato y tras perder en Granada en el primer partido de la segunda vuelta el equipo ocupaba la decimocuarta posición. Pero desde ese momento hasta el final del Campeonato la Real realizó una gran remontada que le llevó a la cuarta posición final y clasificarse por primera vez para una competición europea. Se trataba de la mejor clasificación liguera desde 1931.
Para su debut en la Copa de la UEFA a la Real le tocó en suerte el equipo checo Banik Ostrava. El partido de ida se disputó el 18 de noviembre de 1974 en Atocha y los realistas no pudieron brindar a su afición un resultado positivo ya que los checos se llevaron la victoria por 0:1 gracias al gol de Micka. En el partido de vuelta disputado quince días más tarde el Banik repitió la victoria, esta vez por 4:0.
Durante estos años se fue produciendo el progresivo relevo de la generación de Puertollano por una nueva generación de jóvenes jugadores procedentes del Sanse que acabarían formando la gran Real de los años 1980.

### La época gloriosa: La Real de Ormaetxea  (1978-85)

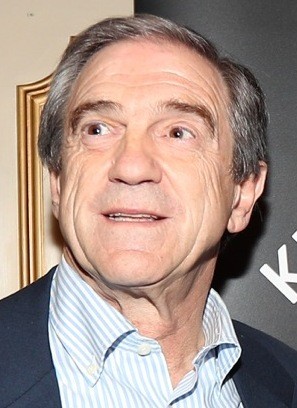
Luis Miguel Arconada, portero de la Real Sociedad entre 1974 y 1989.

En 1978, tras la marcha de Irulegui al Español, se eligió como entrenador de la Real a un hombre de la casa, Alberto Ormaetxea, que había sido el segundo de Irulegui. Ormaetxea, durante los 7 años que dirigió a la Real, condujo al equipo a las más altas cotas de su historia.
Tres jóvenes se incorporaron al equipo aquella temporada 1978-79, el defensa Alberto Górriz, que acabaría 15 años más tarde convertido en el jugador con más partidos jugados en la historia del club; el lateral Genaro Celayeta y el delantero Pedro Uralde. Los pupilos de Ormaetxea realizaron un magnífico torneo liguero. La Real acaba en cuarto lugar y volvió a clasificarse para la Copa de la UEFA.
La temporada 1979-80 será una de las más recordadas de la historia del club, pese a no conseguirse ningún título. En la Copa de la UEFA 1979-80, la Real no tuvo suerte en el sorteo y fue emparejada con un histórico del fútbol europeo como el Inter de Milán. En el partido de ida en San Siro, el Inter ganó por 3:0 en un encuentro en el que los aficionados realistas desplazados a Milán fueron insultados y vejados por los ultras neriazzurri. En la vuelta, a pesar de estar la eliminatoria prácticamente perdida, en uno de los partidos más calientes de la historia de Atocha, la Real puso al Inter contra las cuerdas, aunque finalmente solo pudo ganarle por 2:0, cayendo eliminada.
| Once tipo de la Real Sociedad durante la temporada 1979-80: - Luis Miguel Arconada - Genaro Celayeta - Julio Olaizola - Ignacio Kortabarria - Agustín Gajate - Periko Alonso - Jesús María Zamora - José Diego Álvarez - Roberto López Ufarte - Jesús María Satrústegui - Santiago Idígoras - Ent: Alberto Ormaetxea |  | Arconada Celayeta }} Kortabarria Gajate Olaizola Idígoras P. Alonso Diego Zamora López Ufarte Satrústegui |
| Arconada Celayeta }} Kortabarria Gajate Olaizola Idígoras P. Alonso Diego Zamora López Ufarte Satrústegui |  | |

Suplentes: Pedro Otxotorena, Alberto Górriz, Gaztelu, Salva Iriarte, Luis Miguel Heras, Pedro Uralde y Juan María Amiano.

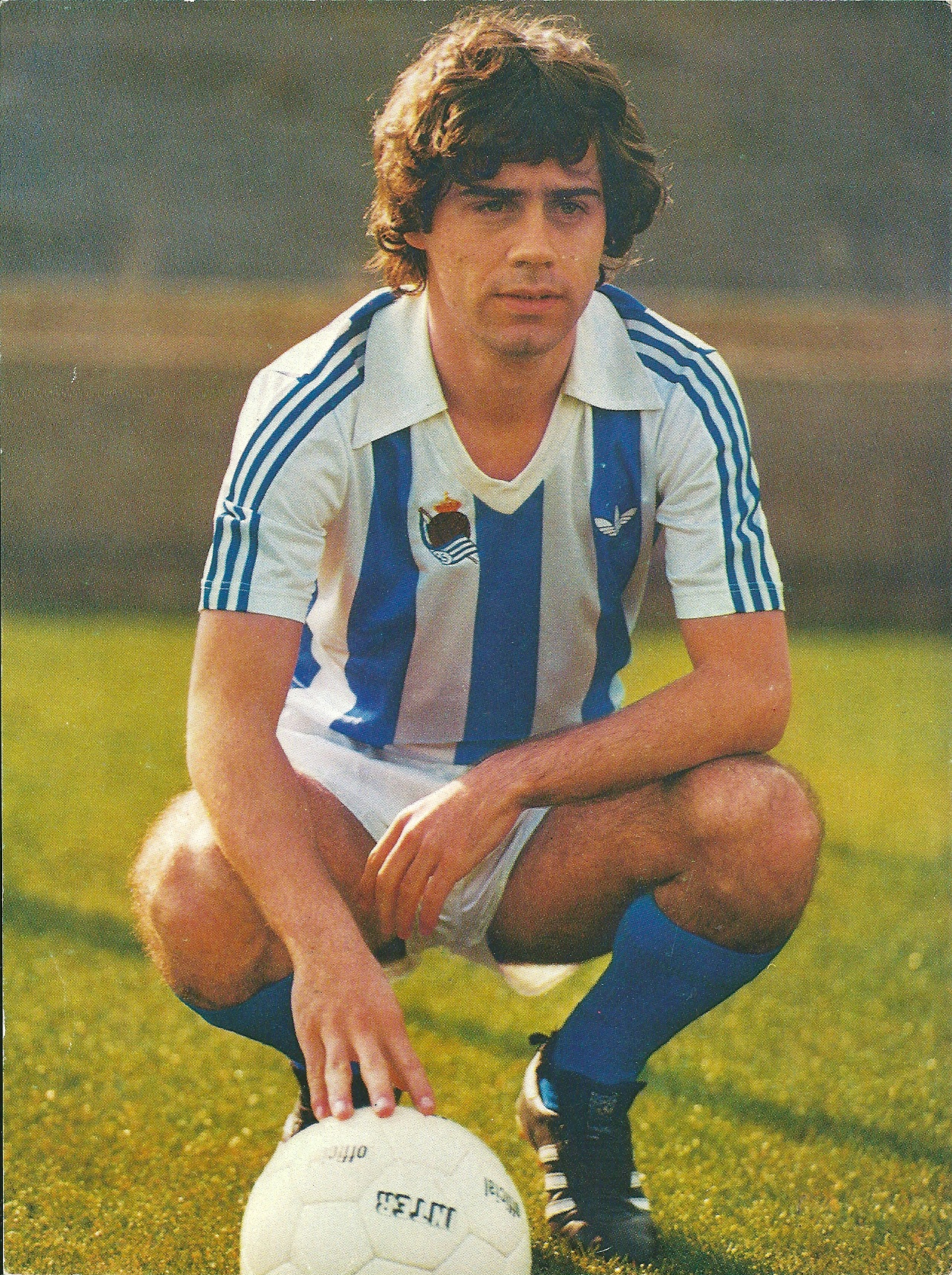
Roberto López Ufarte.

En la Liga 1979-80 la Real tocó la gloria con la yema de los dedos. Los realistas establecieron aquella temporada un récord de partidos sin perder, que perduró hasta 2018, al estar 32 jornadas consecutivas sin conocer la derrota, que sumadas a las 6 últimas de la temporada 1978-79 dejarían el récord en 38. Desde la jornada 10, Real Sociedad y Real Madrid encabezaron la clasificación en una dura pugna por el primer puesto en el que ambos clubes se alternaron. Con el golaverage particular ganado, ya que la Real había goleado al Real Madrid 4:0 en Atocha se llegó al penúltimo partido con la Real en el primer lugar. Fue precisamente en el penúltimo partido liguero contra el Sevilla donde la Real perdió por 2:1, poniendo fin a la racha. La Real, que acabó el partido jugando contra 9 en Sevilla vio como el argentino Daniel Bertoni le marcaba un gol en los últimos minutos del partido que supuso la derrota. A la postre ese resultado hizo que el Real Madrid adelantara a la Real en la clasificación de cara a la última jornada. Aunque se llegó con posibilidades de obtener la Liga en la última jornada, la Real necesitaba que el Real Madrid no ganará en casa al Athletic Club, mientras que debía imponerse al Atlético de Madrid en Atocha. El Real Madrid no falló y la Real se tuvo que conformar con el subcampeonato.
Con la sensación de haber dejado pasar una oportunidad histórica, se dio inicio a la Liga 1980-81. La temporada comenzó mal, con derrota en Valencia (3:2), y aunque el equipo no alcanzó el nivel de excelencia de la temporada anterior (sobre todo a nivel defensivo), cuajó a todos los efectos una temporada brillante, siempre en la mitad alta de la tabla. A diferencia de la temporada anterior en la que Real Sociedad y Real Madrid se distanciaron de todos sus perseguidores y acabaron la temporada muy destacados; la temporada 1980-81 se caracterizó por una mayor igualdad. Atlético de Madrid se mantuvo casi toda la temporada como líder (25 jornadas), seguida en buena parte de la misma por el Valencia CF y luego por el FC Barcelona como segundos; pero los colchoneros no consiguieron despegarse del todo de un numeroso grupo de equipos perseguidores entre los que se encontraba la Real Sociedad. Así la Real llegó a estar segunda (a 4 ptos. del Atlético) en la jornada 20, pero luego encadenó una racha negativa, consiguiendo 1 solo punto en las siguientes 4 jorndas (fue derrotada por Atlético, Barcelona y Betis; y empató con el Hércules) lo que parecía dar al traste con cualquier tipo de aspiración txuri-urdin. A falta de 10 jornadas y tras una racha de 4 partidos sin ganar y con la más reciente derrota por 2:0 en Barcelona, la Real Sociedad era séptima en la clasificación a seis puntos del líder, el Atlético de Madrid. FC Barcelona, Valencia CF, Sporting de Gijón, Real Betis y Real Madrid eran los más inmediatos perseguidores de los colchoneros.  Sin embargo a partir de esa jornada se obró el milagro. La Real enganchó una gran racha de 6 victorias y 1 empate (13 puntos), que le llevaron de ser séptimo a ser líder; mientras que el Atlético en el mismo periodo solo era capaz de obtener 6 puntos. Encaramada al liderato a falta de 3 jornadas tras ganar 3:0 al Sevilla; la Real ganó 0:2 en Murcia y 2:1 al Español, llegando a la última jornada como líder y dependiendo de sí mismo. Su rival en la lucha por el título no era otro que el Real Madrid, que protagonizó una racha similar en las últimas jornadas; estando en la jornada 33.ª a un solo punto de los donostiarras. El Atlético de Madrid había perdido sus posibilidades de optar al título al perder en esa jornada por 2:0 frente al Real Madrid. En su gol-average particular la Real ganaba por 3:2 al Real Madrid por lo que un empate le bastaba en la última jornada para proclamarse campeona. El último partido de Liga, disputado el 26 de abril, enfrentaba en El Molinón de Gijón a la Real Sociedad con el Sporting de Gijón, equipo que ya no se jugaba nada; mientras que el Real Madrid visitaba al Real Valladolid, otro equipo sin objetivos a cumplir en aquella liga. En el partido de El Molinón, bajo una intensa lluvia, se adelantó la Real con gol de penalti marcado por Kortabarria a los 7 minutos. El Sporting le dio la vuelta al marcador con 2 goles de Manolo Mesa que dejaban el título en manos del Real Madrid. Cuando el partido de Valladolid ya se había acabado con victoria del Real Madrid y los madridistas celebraban un nuevo título de Liga, en el minuto 90 del partido de Gijón, Jesús María Zamora cazó un mal chut de Alberto Górriz dentro del área embarrada y lo mandó a las redes estableciendo el empate a 2 y dando su primer título de Liga a la Real Sociedad. La histórica alineación del partido de Gijón estuvo formada por Arconada; Celayeta (Larrañaga), Olaizola, Alonso, Górriz, Kortabarria, Idígoras, (Bakero), Diego, Satrústegui, Zamora y López Ufarte.
El resto de competiciones de la temporada quedaron eclipsadas por el título de Liga. En la Copa de la UEFA 1980-81 la Real logró superar dos eliminatorias (Újpest Dózsa SC y Zbrojovka Brno), hecho que no había logrado hasta entonces, cayendo en octavos de final contra el KSC Lokeren belga (1:0 en Bélgica y 2:2 en Atocha). La fase decisiva de la Copa del Rey, por su parte, se disputó después de la finalización de la Liga. Una Real, en plena resaca por la obtención del título liguero cayó eliminada por el Sevilla FC en octavos de final unos pocos días después.
En la temporada 1981/82 la Real Sociedad debutó en la Copa de Europa, aunque no tuvo un largo recorrido en esta competición. Cayó eliminada en 1/16 de final frente al PFC CSKA Sofía por un resultado global de 1-0. Eliminada de competiciones europeas ya a finales de septiembre, la Real Sociedad se centró en la Liga, donde hizo un buen inicio de campaña, siendo líder hasta la jornada 12. El FC Barcelona y el Real Madrid le tomaron la delantera a partir de entonces. Parecía que el FC Barcelona se iba a hacer con el título, pero un mal final de Liga de los catalanes, unida a una buena racha final de los donostiarras dejaron a estos con la Liga en franquicia. El Barça fue derrotado en la jornada 33 por el Real Madrid, el tercer equipo en discordia, mientras que la Real empató a 0 en El Sadar. Este resultado permitió a la Real aventajar al Barça y al Real Madrid en 1 punto de cara a la última jornada. Los catalanes tenía el gol-average ganado a sus rivales, por lo que obligaban a la Real a ganar en el último partido si querían obtener el título. El Real Madrid también tenía posibilidades si sus dos rivales fallaban. En la última jornada la Real jugaba en Atocha un derbi vasco contra el Athletic Club, mientras que el Barcelona recibía en casa al Betis. La victoria de la real y el hecho de que el Betis empatara en Barcelona permitió al equipo celebrar su segundo título de Liga, esta vez en casa frente a su afición.
En paralelo la Real disputó un buen torneo de Copa. En la edición 1981-82 eliminó a Bilbao Athletic, CA Osasuna, Real Valladolid y Athletic Club. En semifinales se enfrentó al Real Madrid, ganando 1:0 en Atocha y perdiendo 1:0 en el Santiago Bernabeu. Esta igualada eliminatoria, se disputó 1 mes antes de acabar la Liga y se acabó decidiendo a los penalties, ganando los blancos por 4-3. Los madridistas acabarían ganando el título aquel año.
La temporada 1982-83 fue también brillante, pero en otras competiciones diferentes a la Liga. La Real tuvo más frentes abiertos que nunca y no se pudo luchar por revalidar el título de Liga. La Real estuvo imbatida en Liga hasta su derrota en el Bernabeu en la jornada 12 por 4:0 frente al entonces líder, el Real Madrid. En aquel momento era quinta a 3 puntos del Real Madrid, porque había tenido muchos empates. A partir de aquel momento la Real dio un paso atrás en la clasificación y quedó descolgada de la lucha por el título, estabilizándose al final en el séptimo puesto durante el final de la temporada. Terminó a 6 puntos de Europa y 14 del campeón. Aquel año se crearon dos nuevas competiciones, la Supercopa de España, que enfrentaría a partir de aquella edición al campeón de Liga y campeón de Copa y la Copa de la Liga, que no tuvo tanto éxito y desapareció al cabo de cuatro años. La Real, como vigente campeón de Liga, se enfrentó en la primera edición de la Supercopa al Real Madrid. A la victoria por 1:0 en el Santiago Bernaubeu respondió la Real imponiéndose por 4:0 en el partido de vuelta disputado el 28 de diciembre de 1982 en Atocha. Así fue la Real el primer equipo en inscribir su nombre en el palmarés de este nuevo torneo. En la Copa de la Liga, disputada al final de temporada, eliminó al RCD Español, para caer en segunda ronda frente al Real Madrid. Los barcelonistas fueron los verdugos de la Real en la Copa del Rey, donde la Real alcanzó de nuevo las semifinales. Sin embargo el torneo en el que la Real centró esa temporada su atención fue la Copa de Europa. Tras eliminar a Vikingur de Islandia, Celtic FC y Sporting de Portugal, la Real se plantó en las semifinales de la principal competición europea. Su rival, el campeón alemán, el Hamburgo. La ida en San Sebastián acabó en empate a 1. La vuelta en Alemania, el 20 de abril de 1983, marchó empate a cero, hasta los quince minutos finales del partido, cuando Jakobs puso a los alemanes por delante con un gol de cabeza. Diego empató para la eliminatoria para la Real a falta de 10 minutos, pero los alemanes marcaron 3 minutos después por mediación de Von Heesen el gol que les dio el pase a la final. Este gol fue marcado según las crónicas en un claro fuera de juego, que el juez asistente del partido (un linier alemán suplente) no señaló. El Hamburgo fue a la postre campeón de Europa.
Ese verano, Orbegozo puso fin a su etapa de presidente tras 16 años como máximo mandatario realista. Su sustituto fue un exjugador y directivo del club, Iñaki Alkiza.
Tras cuatro temporadas de ensueño, la Real entró en un periodo de decadencia. La temporada 1983-84 empezó muy mal; en la jornada 10.ª ocupaba puestos de descenso, pero luego le dio la vuelta a la situación y acabó la temporada sexta, a un solo punto de Europa, pero fuera por segundo año consecutivo de jugar competiciones europeas. En la Copa del Rey fueron eliminados en 1/8 de final por el Athletic Club, que aquel año hizo el doblete. Los leones tuvieron que eliminar a la Real por penaltyes. En la Copa de la Liga les eliminó el FC Barcelona en segunda ronda.
La temporada 1984-85 siguió por derroteros muy parecidos; la Real luchó en Liga por entrar en la Copa de la UEFA, pero una derrota en la última jornada frente a Osasuna permitió a los navarros ser sextos, quedando la Real séptima y fuera de Europa por el golaverage con los navarros. En la Copa, el verdugo de la Real fue de nuevo el Athletic Club, esta vez en 1/4 de final, que se impuso por un global de 3:2 en la eliminatoria y en la Copa de la Liga, la Real cayó de nuevo frente al Barça, aunque una ronda antes.
Al finalizar esta temporada, considerando que plantilla y entrenador habían dado ya lo mejor de si, la directiva del club decidió destituir a Ormaetxea y trajo en su lugar un nuevo entrenador, el galés John Benjamin Toshack.

### La edad de plata: la primera Real de Toshack (1985-89)

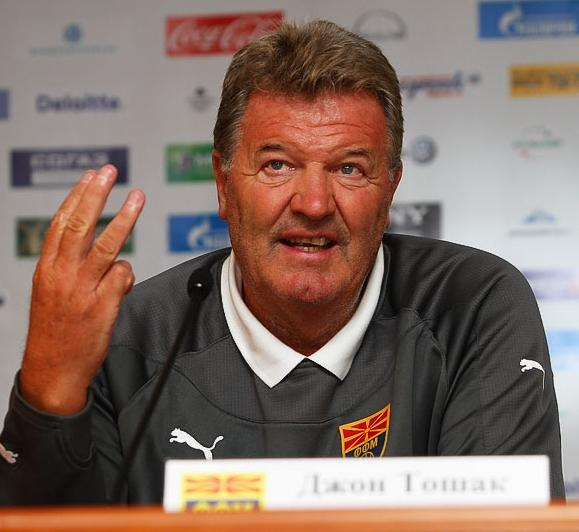
El galés Toshack es el segundo entrenador que más partidos ha dirigido a la Real en su historia

La llegada del galés Toshack en 1985 supuso una revolución en el club donostiarra. Toshack cambió los métodos de entrenamiento, rejuveneció la plantilla y modificó el sistema de juego implantando un 5-3-2 con un líbero y dos laterales carrileros con proyección ofensiva.
Su primera temporada fue sin embargo difícil, la Real comenzó de forma irregular y las críticas contra el galés arreciaron. Acabó la primera vuelta en 12.º lugar a 3 puntos del descenso y en la Copa del Rey la Real fue eliminada en tercera ronda por el Real Oviedo, equipo en aquel momento en Segunda División. Sin embargo la Real realizó una segunda vuelta espectacular. Buena parte de los equipos que visitaron Atocha en aquella segunda vuelta salieron goleados. Los resultados más llamativos de aquella segunda vuelta fueron 6:0 a Las Palmas, 6:0 al Valencia, 6:0 al Hércules, 4:0 al Cádiz y 5:3 al campeón Real Madrid en la última jornada. Por el camino, la Real también venció al FC Barcelona 2:3 a domicilio. Sin embargo, a pesar de acabar la temporada dando buena imagen, el objetivo de clasificarse para Europa no pudo lograrse. La Real se quedó séptima a 3 puntos de los puestos UEFA, lastrada por una mala primera vuelta. En la última edición disputada de la Copa de la Liga, en el tramo final de la temporada, eliminó al Athletic Club y a su verdugo de la Copa, el Real Oviedo, para caer posteriormente en cuartos de final contra el Real Zaragoza por un global de 3:2 en la eliminatoria.
El buen papel de la Real en el segundo tramo de la temporada presagiaba que la Real iba a hacer un buen papel en la campaña 1986-87. Sin embargo la campaña liguera volvió a ser bastante irregular. Esta temporada fue la única que se disputó en España siguiendo el sistema de play-offs. El título de Liga y los puestos europeos lo disputarían los seis primeros equipos clasificados, mientras que el descenso lo dilucidarían entre los 6 últimos. La Real acabó la temporada regular en mitad de la tabla, quedando por tanto integrado en el grupo de los equipos clasificados entre el séptimo y el 12 lugar, que se disputaban una plaza en la Copa de la Liga, un aliciente menor casi sin interés, teniendo en cuenta que además esa competición acabaría desapareciendo esa misma temporada. Los puntos obtenidos en la fase regular se sumaron a los obtenidos en la fase de play-off. La Real acabó esa larga temporada de 44 partidos en 8.º lugar siendo segunda de su grupo de los play-offs con los mismos puntos que el Atlético de Madrid.
Sin embargo esa temporada 1986-87 pasó a la historia del club txuri-urdin por su papel en la Copa del Rey. La Real eliminó en las rondas previas a equipos de categorías inferiores, con los que jugó a partido único y a domicilio. Todas estas eliminatorias se dilucidaron con resultados ajustados: CD Basconia (0:1), UD Montijo (0:1) y Villarreal CF (0:1). En octavos de final, ya a doble partido, la Real se cruzó con la SD Eibar, equipo de Segunda B, al que derrotó 2:0 en los dos encuentros. En cuartos de final le tocó otro Segunda B, esta vez el Mallorca Atlético (filial del RCD Mallorca), al que endosó un escandaloso 10:1 en el partido de vuelta en Atocha tras empatar a 0 la ida. En semifinales se enfrentó al Athletic Club, primer equipo de Primera División que le salió al encuentro en aquella competición de Copa. Esta eliminatoria de Copa había tenido varios precedentes en los años anteriores favorables al Athletic, pero en esta ocasión cayó del lado donostiarra. En la ida Real y Athletic empataron a cero en Atocha. En la vuelta, disputada el 10 de junio de 1987, la Real se impuso 0:1 en San Mamés, obteniendo su primera clasificación para una final de Copa desde 1951. En la final, disputada en La Romareda de Zaragoza el 27 de junio de 1987 se enfrentaron Real Sociedad y Atlético de Madrid, partiendo los madrileños como favoritos.  El partido acabó con empate a 2, siendo los autores de los goles realistasLópez Ufarte (en su último partido como realista) y Txiki Begiristain. Finalmente el título se jugó en la tanda de penaltis siendo Luis Arconada el héroe de la noche al parar el penalti decisivo.
Los jugadores que lograron obtener el primer título de Copa de la historia de la Real fueron Arconada, Sagarzazu, Gorriz, Gajate, Dadie, López Rekarte, Larrañaga, Zamora, Txiki Begiristain, López Ufarte y Bakero. Mujika y Martín Begiristain entraron como sustitutos en la final. Otros jugadores realistas que tomaron parte en aquella edición de la Copa fueron Zubillaga, Arrien, Loren, Uria y Santi Bakero.
En la temporada 1987/88 logra los subcampeonatos de liga y copa.
Tras rozar la gloria en la temporada 1987/88, una de las mejores de la historia del club; la Real se enfrentó a un desmantelamiento de su plantilla de cara a la siguiente temporada. El FC Barcelona fichó a 3 de sus mejores jugadores; Bakero, Begiristain y López Rekarte, aunque como contrapartida les cedió al navarro Jon Andoni Goikoetxea. La Real disputó una campaña mediocre en Liga. Esa temporada destacó su periplo europeo. La Real pasó tres eliminatoria de la Copa de la UEFA (Dukla de Praga, Sporting de Lisboa y FC Colonia). En cuartos de final le tocó en suerte otro equipo alemán, el VfB Stuttgart contra el que cayó eliminado por penaltis.
La temporada acabó sin embargo con un sobresalto, cuando todavía faltaban 8 partidos para terminar la temporada y casi 2 meses de competición, el Real Madrid fichó a Toshack como entrenador de cara a la temporada siguiente. El club madridista, que iba a ganar la Liga con suma facilidad, había visto perder por enésima vez la posibilidad de ganar la Copa de Europa esa temporada y comenzó a planificar la temporada siguiente pensando en Toshack como entrenador idóneo para afrontar el reto de obtener "la séptima" Copa de Europa. La Real Sociedad obtuvo 30 millones de pesetas (180.000 euros) y un partido amistoso con el Real Madrid por la carta de libertad del galés. El segundo de Toshack, Marco Antonio Boronat tomó las riendas de la Real Sociedad hasta acabar la temporada y fue confirmado en el cargo para la temporada 1989/90.

### La llegada de los jugadores extranjeros (1989-91)

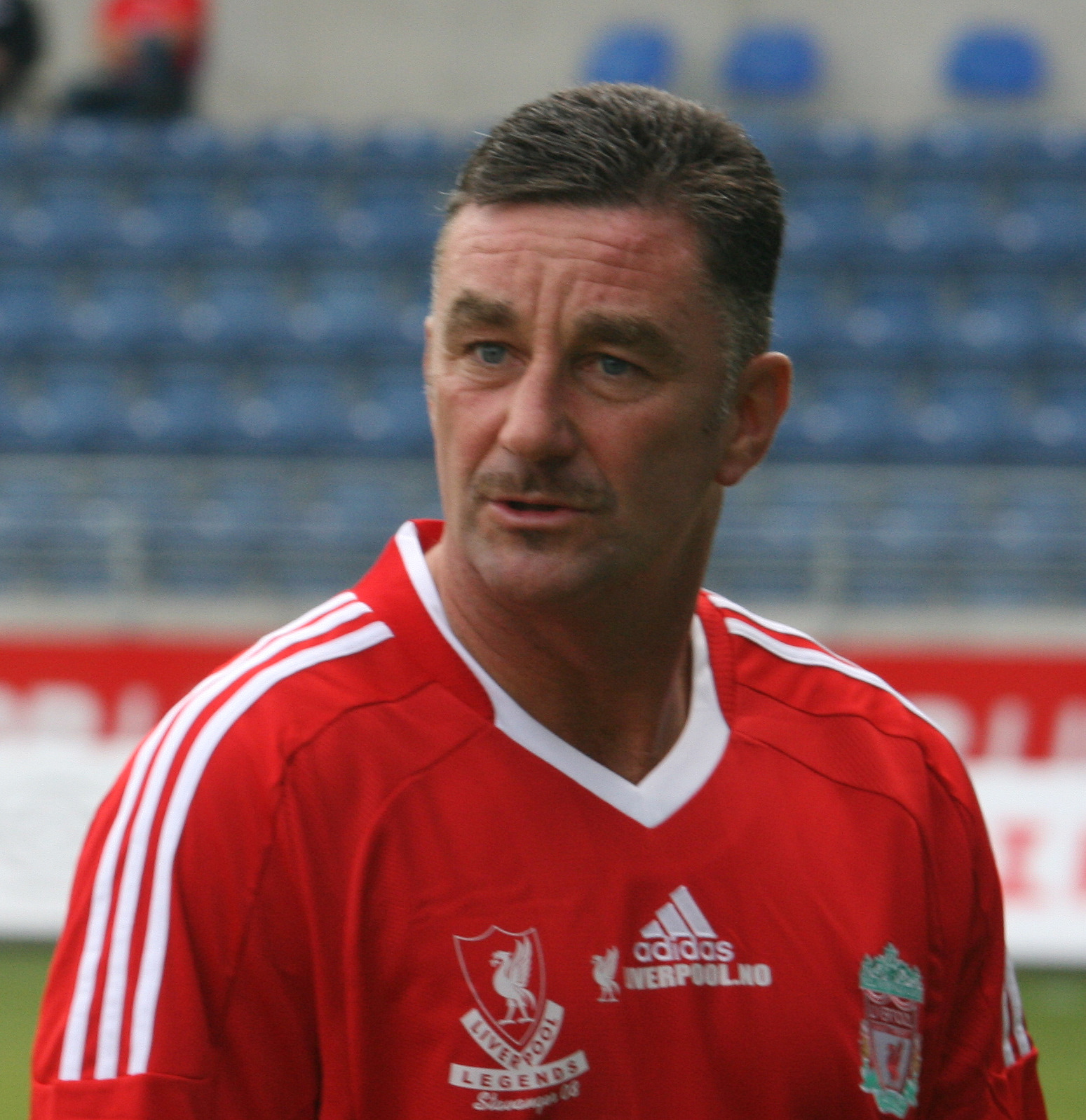
John Aldridge fue el primer jugador extranjero de la Real en su época moderna

Tras la espantada de Toshack en el mes de mayo de 1989, durante el verano de ese año se produjeron más marchas que resquebrajaron los cimientos del club donostiarra. Su principal referencia en el ataque, el joven y prometedor delantero centro Loren fue fichado por el Athletic Club, que pagó los 300 millones de pesetas (1,8 millones de euros) de su cláusula de rescisión. El Athletic también se llevó ese verano a "Lutxo" Iturrino, que acababa contrato y no renovó con la Real. Estas inesperadas bajas se unieron a la por anunciada no menos dolorosa marcha de dos mitos del club como Luis Arconada y Jesús María Zamora, que habían anunciado que colgarían las botas al finalizar la temporada 1988-89. También se retiró Santi Bakero, el hermano mayor de José Mari y dejaron el club otros jugadores con menos participación en el equipo como Martín Begiristain y "Kiko" Zúñiga. Siete bajas en total de las cuales cuatro hubieran sido sin lugar a dudas titulares de haber continuado en el club, demasiadas para ser cubiertas en su totalidad con jóvenes del filial; por lo que la Real se vio obligada a fichar ese verano. Se trajo a dos centrocampistas, uno de carácter defensivo, el navarro José María Lumbreras procedente del Zaragoza y otro ofensivo, el vizcaíno Juan Antonio Mentxaka procedente del Español. También fichó al portero Iñaki Vergara. Sin embargo estos refuerzos eran a priori insuficientes para mantener el nivel competitivo del club y la directiva de Iñaki Alkiza decidió tomar ese verano de 1989 la decisión estratégica de volver a fichar jugadores extranjeros, una práctica que el club no realizaba desde 1962. Durante más de 25 años, los más exitosos de la historia del club, la Real había jugado exclusivamente con jugadores procedentes de la cantera vasca manteniendo una plantilla de gran nivel, pero esto había sido en buena parte posible gracias a la existencia del derecho de retención que fue abolido en 1986. A partir de entonces cualquier club podía pagar la cláusula de rescisión de un futbolista y hacerse con sus derechos, aún sin haber llegado a un acuerdo con el club de origen del futbolista. La Real había visto como perdía desde 1986 a varios de sus mejores efectivos de esa forma y además tenía que competir por los limitados recursos de la cantera vasca con el Athletic, un club que seguía la misma política de fichajes que la Real, pero que contaba con mayor poder económico. La directiva de Alkiza vio que esa situación no era sostenible y optó por tomar una decisión que fue como poco controvertida. Encuestas realizadas en la época consideraban que la masa social de la Real quedó dividida casi al 50% entre partidarios y detractores de esta nueva política de fichajes. Al final el club acabó contratando solamente a un futbolista foráneo para encarar esa temporada de los tres que podía fichar. El elegido fue el delantero anglo-irlandés John Aldridge, procedente del Liverpool FC.
La campaña 1989-90 se preveía cuanto menos incierta, por contar con un nuevo entrenador, por las bajas habidas y por toda la polémica que rodeaba el fichaje de Aldridge. Sin embargo la temporada fue un rotundo éxito. Boronat hizo olvidar rápidamente a Toshack y la Real se encaramó a los puestos altos de la tabla luchando por un puesto en la Copa de la UEFA. Varios jóvenes canteranos dieron un paso al frente y se hicieron importantes en el esquema de Boronat como Lasa, Billabona o Fuentes. En la portería José Luis González rindió a un buen nivel, aunque tuvo que soportar las inevitables comparaciones con Arconada. Sin embargo la gran estrella de la temporada en la Real fue sin duda el irlandés Aldridge. Aldo acabó ganándose a la afición donostiarra por su profesionalidad y por los 16 goles que marcó en Liga esa temporada, lo que acabó por zanjar el debate de extranjeros sí o no en el seno del club. La Real acabó la temporada 5.ª y volvió a clasificarse para la UEFA dos años después. En la Copa, la Real llegó hasta cuartos de final deshaciéndose de rivales menores hasta que se encontró con su bestia negra copera, el FC Barcelona que le eliminó por un 4:3 global en la eliminatoria.
Tras el éxito del fichaje de Aldridge la Real decidió completar la tripleta de jugadores extranjeros a los que la reglamentación de la época le daba derecho y fichó a otros 2 jugadores ingleses; el joven delantero Dalian Atkinson y el centrocampista Kevin Richardson. Estos vinieron a ocupar las plazas libres dejadas por Jon Andoni Goikoetxea, que una vez finalizada su cesión de 2 años marchó al FC Barcelona y el joven y prometedor centrocampista David Billabona quien fichó por el Athletic tras comprar su carta de libertad por 50 millones de pesetas. Había grandes expectativas puestas en esta temporada, tanto por el papel que iba a tener la Real en la Liga como por su participación en la Copa de la UEFA, pero estas resultaron completamente defraudas. En la UEFA, la Real eliminó al Lausanne Sports suizo, pero cayó en segunda ronda con el Partizan de Belgrado, eliminada en Belgrado en la tanda de penalties tras empatar la eliminatoria con un global de 1:1. En enero de 1991, a punto de finalizar la primera vuelta, la situación clasificatoria de la Real en Liga era preocupante, ocupaba el 17.º lugar (de 20) al borde de los puestos de descenso. La directiva como suele hacer en estas ocasiones decidió dar un golpe de timón cesando al entrenador. A esas alturas de temporada John Benjamin Toshack había sido ya cesado como entrenador en el Real Madrid y la directiva de Alkiza decidió repescarlo para la Real. Sin embargo la reglamentación no permitía a Toshack entrenar a la Real durante lo que restaba de temporada. El galés pasó a ser mánager deportivo del club y el puesto como entrenador lo ocupó Javier Expósito, un hombre del club, conocido por haber entrenado al Sanse durante 20 años. Con Expósito como entrenador, Etxarri como segundo y Toshack manejando los hilos desde la sombra, la Real recuperó el pulso a la competición liguera y completó una segunda vuelta digna con 7 victorias, 6 empates y 6 derrotas, que le permitió acabar la temporada sin apuros, eso sí en un más que discreto 13 puesto, a 6 de Europa y 3 del descenso. Curiosamente la Real obtuvo en esa segunda vuelta un récord histórico al vencer a domicilio a Real Madrid (2:3), Valencia (0:1) y FC Barcelona (1:3) en una misma temporada; un hito que nunca ha vuelto a repetir. La Real cimentó en estas 3 inesperadas victorias a domicilio buena parte de su salvación del descenso. Aldridge y Atkinson fueron los mejores de la Real esa temporada en el apartado anotador al marcar 17 y 12 goles respectivamente en Liga. Sin embargo el final de "los ingleses" en la Real estaba cerca. La Real decidió prescindir de Atkinson que en el terreno de juego había demostrado su calidad, pero también una gran irregularidad, mientras que fuera de él había protagonizado graves incidentes de indisciplina; Aldridge decidió volver a Inglaterra por motivos personales ya que su familia no se había adaptado a la vida donostiarra y Richardson, que en principio si que se iba a quedar optó finalmente por marcharse al inicio de la pretemporada 1991-92.

### Segunda época de Toshack: cambio de estadio y conversión en SAD (1991-93)
En 1991, Toshack asumió de nuevo la dirección del club con plenos poderes deportivos. De cara a la temporada 1991-92 el galés asumió de nuevo el rol de entrenador tras el periodo transitorio protagonizado por Expósito. Esa temporada acometió una de las renovaciones de la plantilla realista más profundas de la historia.
Toshack dio por un lado la alternativa a la primera generación de canteranos de la Real Sociedad nacidos en la década de los años 1970 (1970 y 71). Algunos de ellos ya habían debutado la temporada anterior, pero bajo la dirección de Toshack tuvieron durante esa temporada muchos minutos de juego y pudieron convertirse en jugadores importantes del club; así surgieron nombres como Luis Pérez, Imanol, Guruzeta, Imaz, Alkiza y Pikabea entre otros. Mikel Lasa el primero de ellos en debutar, que ya llevaba 2 años jugando con la primera plantilla, fue vendido al Real Madrid esa temporada. A esta generación se superpuso otra posterior, la de 1973, cuyos máximos exponentes fueron Iñigo Idiakez, Agustín Aranzabal y Javier de Pedro. Estos jugadores junto el portero Alberto, integrante de esta misma generación de jugadores, aunque algo mayor por edad; y jugadores más veteranos como Miguel Fuentes o el repescado Loren formarían la columna vertebral de la Real Sociedad de la década de 1990, que siguió por tanto estando basada en jugadores de la cantera.
Junto a esta base de jugadores, la Real Sociedad llevó a cabo una política de fichar jugadores extranjeros que aportasen un salto de calidad al equipo en puestos clave. Durante los primeros años 1990 está política pudo calificarse como exitosa en líneas generales, ya que la Real dispuso de jugadores extranjeros que dieron un excelente rendimiento, siendo algunos de ellos completamente desconocidas al llegar al club; lo que dio fama a la Real de gran sondeador del mercado internacional, fama que se vino abajo estrepitosamente en los años posteriores.
Para sustituir a los tres ingleses, Toshack fichó a dos centrocampistas portugueses que conocía bien de su etapa en el Sporting de Lisboa, Oceano Andrade y Carlos Xavier Marques, mientras el primero suponía un pulmón para el centro del campo, el segundo aportaba una calidad exquisita. Los dos portugueses defendieron la camiseta realista durante tres temporadas dejando un grato recuerdo en la afición donostiarra. A estos dos jugadores se unió en la tripleta de extranjeros un delantero bosnio, Meho Kodro, que aportó durante cuatro temporadas un gran número de goles, pasando a ser uno de los goleadores clásicos del equipo donostiarra. En 1994, tras la marcha de los portugueses, la Real fichó al ruso Valery Karpin, otro jugador que acabó convertido en un mito de la Real Sociedad y al delantero mexicano Luis García, posiblemente el extranjero que con más prestigio llegó al club durante estos años, pero el único que no cuajó, abandonando la Real a los pocos meses, aunque el club donostiarra recuperó su inversión económica.
La temporada 1991-92, la Real empezó con mal pie. Tuvo que esperar a la sexta jornada para ganar su primer partido. En la octava logró salir de los puestos de descenso y posteriormente comenzó una trayectoria ascendente que le llevó a finalizar la temporada en quinta posición. Este puesto le permitió regresar a la Copa de la UEFA.
Esa temporada 1991-92 tuvo sin embargo una importancia capital para el club en el aspecto extra-deportivo. Obligado por la ley, al igual que la mayor parte de los demás clubes profesionales de fútbol, la Real Sociedad se convirtió a lo largo de esa temporada en sociedad anónima deportiva. Para ello se cifró el capital social de la Real en 558.875.000 pesetas, que fueron divididas en 65.750 acciones. La campaña de suscripción de acciones fue un éxito para el club, ya que los propios socios del club suscribieron la gran mayoría de acciones, dejando el capital social del club muy atomizado entre los propios aficionados. La Real fue uno de los clubes que pudo convertirse en sociedad anónima sin pasar apuros de última hora, ya que el no haber suscrito la totalidad de las acciones hubiera supuesto el descenso automático del club a la Segunda División B. Tras haber presidido la Real durante este exitoso tránsito, Iñaki Alkiza dejó su puesto como presidente a Luis Uranga, quien dirigiría el club a lo largo de los años 1990. La dimisión de Alkiza se debió básicamente a que no quería interferir en la carrera de su hijo quien había sido ascendido esa misma temporada a la primera plantilla
La temporada 1992-93 fue la última que disputó la Real Sociedad en su histórico estadio de Atocha. Resultó una temporada decepcionante en el aspecto deportivo, ya que no solo no pudo reeditar la clasificación europea que había conseguido la temporada anterior, sino que obtuvo una pobre clasificación liguera, en el 13 puesto a 3 puntos de la promoción de descenso. La Real hizo una pobre primera vuelta que acabó en puestos de promoción, aunque mejoró en el segundo tramo de la temporada y no llegó a pasar auténticos problemas por mantener la categoría. En la Copa de la UEFA tuvo un triste papel cayendo eliminada en la primera ronda frente al conjunto portugués del Vitória Guimarães tras perder 3:0 en la ida y quedarse a medias en la remontada en Atocha (2:0). En la Copa del Rey pasó la eliminatoria de octavos de final contra la UE Lleida (0:0 / 3:0) y cayó en cuartos de final frente al Real Madrid, futuro ganador del torneo. La eliminatoria tuvo tintes épicos, ya que tras perder el partido de ida por 4:0 en el Santiago Bernabeu, la Real estuvo a punto de darle la vuelta a la eliminatoria. Ganó 4:1 al Real Madrid, llegando a marcar el quinto gol que le acercaba a la clasificación, aunque este fue anulado por el árbitro que pitó una falta previa favorable a la Real sin conceder la ley de la ventaja. El último partido oficial de la Real en Atocha fue el partido liguero contra el CD Tenerife disputado el 13 de junio de 1993, en el que la Real se impuso 3:1 a los canarios. El último gol en Atocha en competición lo marcó Océano en ese partido. Ese día se despidió de la Real jugando sus últimos minutos Alberto Górriz, que es el jugador que más partidos ha jugado defendiendo la camiseta de la Real. Unos días más tarde, el 22 de junio se celebró la fiesta de clausura del campo bautizada como "Agur Atotxa". Entre los actos de dicha fiesta se celebró un partido de veteranos entre Real y Athletic y un encuentro de la Real Sociedad con la Selección de fútbol del País Vasco. El acto fue cerrado con el gol que clausuraba oficialmente el campo que fue marcado por un niño de cinco años, hijo del futbolista Javier Sagarzazu, quien había fallecido unos años antes cuando todavía estaba en activo.

### Las primeras temporadas en Anoeta (1993-94)

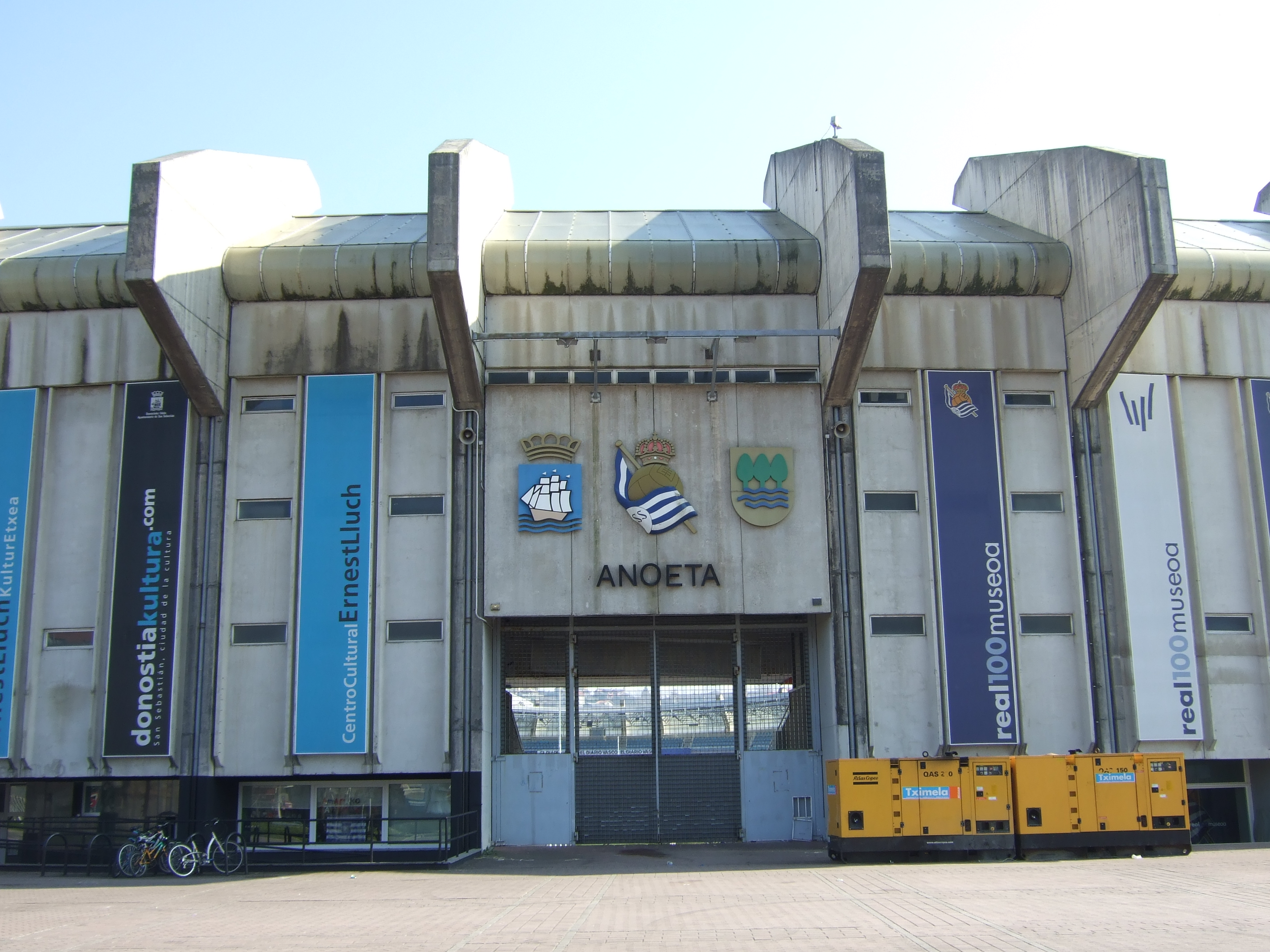
La Real Sociedad estrenó en 1993 el estadio de Anoeta

El nuevo Estadio de Anoeta fue inaugurado el 29 de julio de 1993 con la celebración de los Campeonatos Europeos Júnior de Atletismo.  Su primer partido de fútbol fue unos días más tarde, el 13 de agosto de 1993, cuando se enfrentaron en el partido amistoso inaugural, la Real Sociedad y el Real Madrid. El partido finalizó con empate (2:2) y el autor del primer gol de la historia del campo fue Loren. Oceano fue el autor del otro gol realista y Butragueño marcó los dos del Real Madrid en aquel encuentro. El partido formó parte de una gran celebración de inauguración bautizada como "Kaixo Anoeta" que incluyó conciertos de Luz Casal, la Orquesta Mondragón y Oskorri.
De cara a la temporada 1993-94 la Real repescó a tres jugadores que se habían formado en el club pero que por diferentes motivos lo habían abandonado años antes; Loren, Albistegi y Biurrun. Loren,casualmente autor del primer gol en Anoeta, fue el fichaje estrella de aquella temporada. La Real pagó 60 millones de pesetas al Real Burgos para recuperar a su exjugador, una cantidad importante, pero bastante menor que los 300 millones que había pagado el Athletic 4 años antes para rescindir su cláusula de rescisión y llevarse al que entonces se consideraba el delantero centro de futuro de la Real. Fichado como refuerzo para la delantera con la esperanza de que volviera a demostrar el nivel de antaño, sin embargo acabó reconvertido esa misma temporada al puesto de defensa central y dio un buen rendimiento durante nueve temporadas en la defensa de la Real Sociedad. Albistegi había dejado la Real con 21 años sin sitio en el primer equipo y regresaba siete años más tarde como un jugador maduro y con el prestigio ganado como central titular del Superdepor de la temporada 1992-93. Su fichaje era para cubrir el hueco dejado por la retirada de Gorriz. Albistegi permanecería 4 temporadas en la Real jugando un total de 126 encuentros oficiales y acabó su carrera ascendiendo con el Alavés a Primera. El portero Biurrun había pertenecido a la plantilla campeona de Liga de la Real, pero tapado por Arconada dejó el club y acabó labrándose una gran carrera profesional en equipos como Osasuna, Athletic y Español. La portería de la Real no pasó sin embargo a ser defendida por el veterano Biurrun, que solo llegó a disputar 6 partidos como realista. Toshack decidió que el portero titular esa temporada fuera Alberto López, quien había disputado ya algún partido en la temporada anterior. Alberto dio un mejor rendimiento que el que había dado Yubero en la campaña 1992-93 y consiguió asentarse en el puesto de guardameta titular hasta el punto de convertirse con el paso de los años en el segundo portero que más encuentros ha jugado en la historia de la Real, solo por detrás del mítico Arconada. 
El primer partido oficial en Anoeta fue en la segunda jornada de Liga, el 12 de septiembre de 1993. Real Sociedad y Zaragoza empataron a 2 en aquel partido. Alkiza marcó el primer gol oficial en Anoeta al minuto de iniciarse aquel partido. Se habló mucho de que la Real había acusado el hecho de cambiar a un estadio donde las pistas de atletismo y la lejanía de las gradas hacían que el ambiente fuera menos caldeado que en Atocha. Sin embargo el equipo obtuvo el mismo número de puntos en casa que los que había obtenido la temporada anterior en Atocha. Fue una temporada irregular en las que obtuvo victorias de prestigio; ganó al campeón FC Barcelona en Anoeta y al subcampeón Deportivo a domicilio. También ganó a Real Madrid y Atlético Madrid en los dos encuentros. Pero por otro lado solo sacó 12 puntos fuera de casa o perdió 3 partidos contra equipos que acabaron descendiendo. La Real acabó su primera temporada en Anoeta en tierra de nadie de mitad de la tabla, en el 11.º puesto a 7 puntos de los puestos de UEFA y a 5 de la promoción de descenso. Si hubo en el plano individual un jugador que destacara esa temporada, ese fue el delantero bosnio Meho Kodro, que marcó 23 goles y quedó tercero en la lucha por el Pichichi. También es reseñable el debut esa temporada del extremo canterano Javi de Pedro, que jugó su primer partido con la Real el 7 de noviembre de 1993.
En Copa del Rey la Real Sociedad pasó dos rondas eliminando a rivales de categorías inferiores, la UE Figueres de Segunda División B y el Hércules de Segunda, pero en 1/16 de final le tocó el Sevilla FC, quien empató a 3 en la ida en Anoeta y ganó 1:0 en el Sánchez Pizjuán dejando fuera de la competición a la Real. 
En los 90 vinieron más extranjeros con resultados dispares, desde Aldrige siguieron Atkinson, Océano, Carlos Xabier y especialmente Meho Kodro al principio y Gica Craioveanu más tarde, cuyo rendimiento fue excelente. Otros como Richardson (Arsenal), Luis García, Yaw o Purk más tarde, no respondieron a las expectativas de su fichaje.
Estas mismas fechas, la cantera de la Real daría otra hornada de excelentes jugadores que llegaron y se afianzaron durante años en el primer equipo. Jugadores como Alberto López, "Kote" Pikabea, Agustín Aranzabal, Javi de Pedro, Andoni Imaz, Luis Pérez o Iñigo Idiakez, unidos a fichajes nacionales como Oscar de Paula o Javi Gracia y el repescado Loren formaron la generación de canteranos "txuri-urdines" de los 90, cuyo mayor éxito fue quedar 3.ª la temporada 97/98. En este equipo junto a los canteranos estaban fichajes estrella hechos la temporada anterior (la 96/97): Darko Kovačević y Juan Gómez y el mencionado Gica Craioveanu (que vino una temporada antes).

### Subcampeonato y participación en la Liga de Campeones de la UEFA

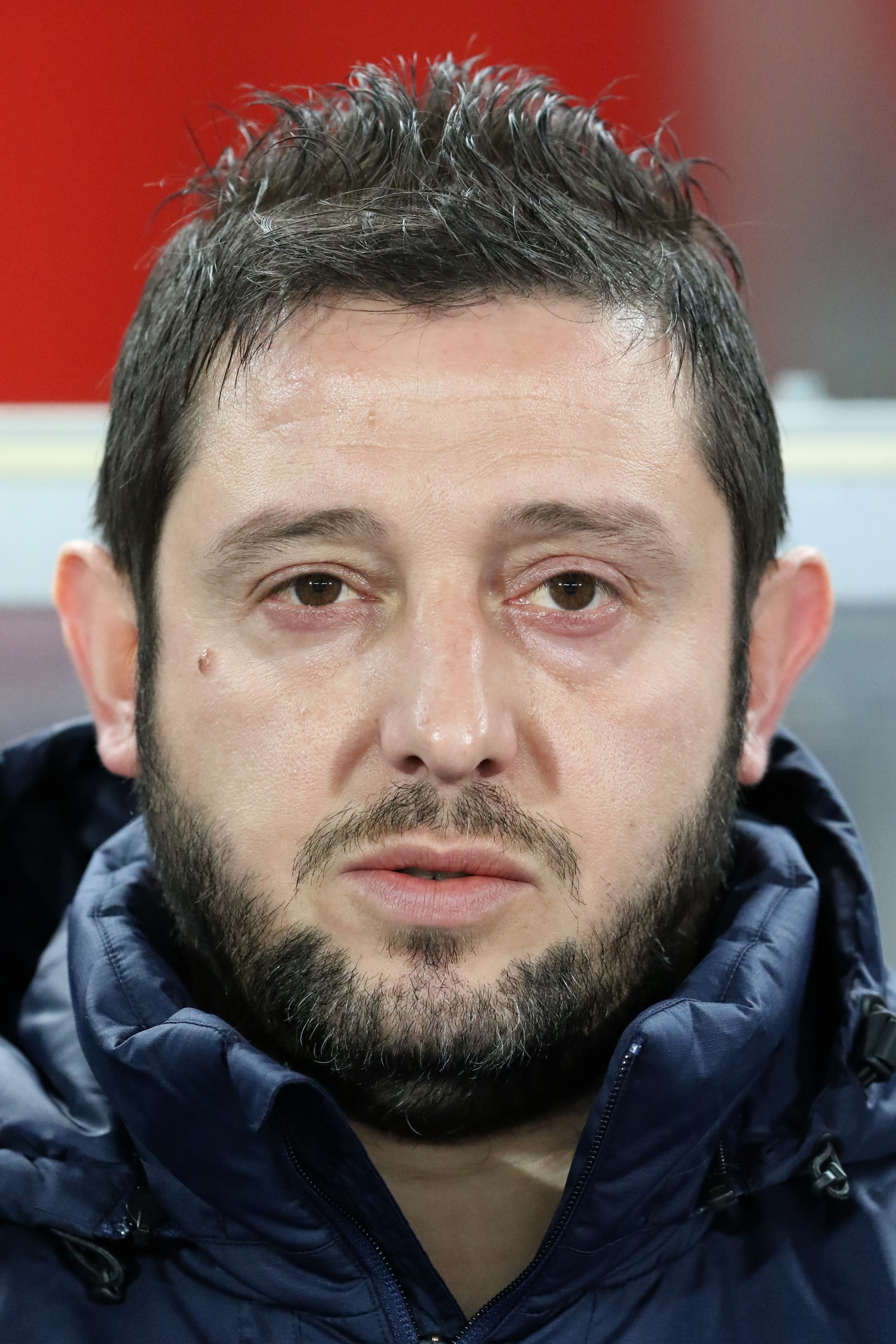
Nihat Kahveci.

En la temporada 2002-03 la Real vuelve a luchar por el título de Liga. Pese a no poder ganar el campeonato, fue una temporada en la que la Real Sociedad superó toda expectativa, a las órdenes de Raynald Denoueix. Sobresalieron en esa temporada la pareja de delanteros Kovacevic con 20 goles y Nihat con 23 en la delantera y en el centro del campo Xabi Alonso, De Pedro, Aranburu y Karpin. Estos fueron acompañados habitualmente por Sander Westerveld en la portería, López Rekarte, Jauregi, Kvarme o Schurrer y Aranzabal en la retaguardia. Esa temporada, la Real acabó invicta la primera vuelta, racha que se rompió en el derbi frente al Athletic de Bilbao el primer partido de la 2.ª vuelta.
La temporada siguiente la Real jugó por primera vez en su historia la Copa de Europa con el actual formato de Champions League. La fase de grupos se jugó contra Juventus, Galatasaray y Olympiacos. La Real Sociedad logró clasificarse a octavos de final tras terminar la fase de grupos en segunda posición con 9 puntos.
En octavos de final, la Real Sociedad tuvo que enfrentarse con el Olympique de Lyon francés, quien eliminó a los guipuzcoanos por un resultado global de 2 a 0.

### Crisis deportiva e institucional

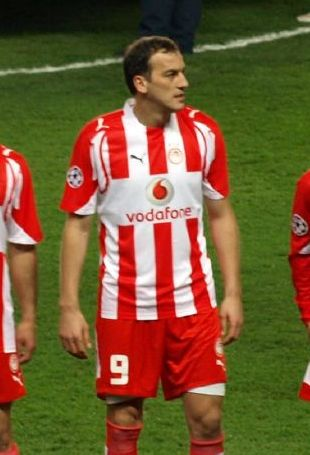
Darko Kovačević.

Tras acabar la temporada 2003-04 Raynald Denoueix fue destituido y reemplazado por José María Amorrortu. La Real acometió una profunda remodelación de su plantilla respecto a la temporada anterior, deshaciéndose de varios jugadores importantes. Se fichó a Brechet, Rossato, Arteta y se repescó a Luiz Alberto que estaba cedido en un equipo de su país. Se promocionó también a varios jugadores del filianl, como el central Labaka, Xabi Prieto o Garrido.
La Real Sociedad terminó en la 14.ª posición con 47 puntos, muy por debajo de la clasificación de la temporada precedente. Los mayoría de los fichajes  resultaron fallidos. En esta temporada numerosos canteranos debutantes se hicieron con un puesto como titular o disfrutaron de muchos minutos.
La temporada fue convulsa en el plano institucional. La directiva de Astiazarán propuso una ampliación del capital de la sociedad anónima deportiva con la intención según sus palabras de socializar la Real Sociedad y fortalecer financieramente a la entidad.[cita requerida] Los candidatos derrotados en las elecciones de 2001, Gibelalde y Gallo crearon una plataforma que se opuso a esta operación. En una Junta General de Accionistas Extraordinaria celebrada el 30 de diciembre de 2005, los accionistas rechazaron la propuesta de la directiva y sometieron incluso a una votación de remoción al presidente Astiazarán que pudo seguir en su cargo por un escaso margen de votos.[cita requerida] En esa temporada el consejo de Astiazarán llegó a admitir que el club tenía una deuda de 17,3 millones de euros.[cita requerida] Astiazarán y su directiva fueron acusadas de dilapidar la anterior buena situación económica del club con malas prácticas y sobredimensionando la estructura del club por encima de sus posibilidades.[cita requerida] Ante la avalancha de críticas, el presidente convocó elecciones para el 30 de junio de 2005, a las que anunció que no se presentaría.
Finalmente, a las elecciones para presidir el club se presentaron dos candidaturas, la de Miguel Santos y la de Miguel Fuentes, antiguo jugador que encabezaba la candidatura DenonErreala (en euskera: La Real de todos). Fuentes obtuvo la victoria en estas elecciones. A los pocos meses, la directiva de Fuentes anunció que la deuda de la Real era de más de 30 millones de euros tras analizar las cuentas de la anterior directiva con otros criterios contables.
La directiva de Fuentes trajo una nueva dirección deportiva. José Mari Bakero sustituyó a Roberto Olabe, pero mantuvo en su puesto a Amorrortu como entrenador. Tras una serie de malos resultados Amorrortu fue destituido como entrenador del equipo a mitad de temporada. Las lesiones de larga duración y la situación de club obligaron a fichar en el mercado de invierno a Mark González y Morten Skoubo y a los centrocampistas Dalibor Stevanovic y John Viáfara. Gonzalo Arkonada se convirtió en el entrenador del equipo. Debido a los malos resultados y peligro de descenso, a falta de 9 jornadas, Arkonada fue sustituido por el propio director deportivo del club, José Mari Bakero, que logró reconducir in extremis la situación del equipo. La Real logró su salvación matemática en la penúltima jornada.

### La temporada del descenso (2006-07)
Bakero planificó la temporada 2006-07 con la idea de configurar una plantilla experimentada que evitase los problemas clasificatorios. Para ello se realizaron el mayor número de cambios en una plantilla en la historia reciente de la Real. Una revolución que sin embargo resultó un completo fracaso. En la portería el veterano Alberto abandonó el club tras década y media en el mismo convertido en el segundo portero con más partidos disputados en la historia realista. Para cubrir su plaza se fichó a un joven portero internacional chileno que pudiera hacer la competencia a Riesgo por ese puesto, Claudio Bravo. En la defensa se marcharon Brechet y Boris, que ya la temporada pasada apenas habían contado. También dejó la plantilla Jauregi, al que una enfermedad forzó a retirarse durante la temporada 2006-07. Para sustituirles Bakero fichó a dos experimentados jugadores nacionales, Juanito y Gerardo, que podían desempeñarse tanto en la defensa como en el centro del campo. Del filial ascendieron dos jugadores; Mikel González y Ansotegi para el centro de la defensa. En el centro del campo se fueron Viáfara, llegado en el mercado invernal y dos canteranos, Gabilondo y Larrea.
La delantera era la línea con más cambios respecto a la temporada anterior. Nihat, el jugador más incisivo y decisivo de la Real en los últimas años, decidió no renovar y fichó por el Villarreal CF. Tampoco siguió Mark González, que había llegado a préstamo durante el mercado invernal y fue decisivo para la salvación. La tercera baja en esta línea fue la de un histórico como Óscar de Paula que abandonó la Real tras finalizar su contrato en 2006. De esa forma la delantera del equipo quedaba configurada por Skoubo, Kovacevic y dos jóvenes canteranos Díaz de Cerio y Agirretxe, este último todavía con ficha del filial. La carencia de gol fue el mayor lastre del equipo durante esta campaña. Kovacevic, se había recuperado de una lesión de larga duración y aunque fue el punta que jugó habitualmente esa temporada, no logró recuperar las cifras goleadoras previas a la lesión. Kovacevic anotó su primer gol en marzo, poniendo fin a una sequía que duraba casi 15 meses y 24 partidos. Acabó la temporada con solo 3 goles, una cifra baja comparada con sus números de temporadas anteriores. Skoubo, que había llegado en el mercado invernal de la temporada anterior, dejando una buena impresión, se pasó casi toda la temporada de baja afectado por dolores en la espalda. El debutante Díaz de Cerio era llegó a marcar 4 dianas en todo esta temporada. Debido a estas carencias, en el mercado invernal la Real sondeó el mercado y se fichó un delantero argentino, Germán Herrera, pero resultó también un fichaje fallido, marcando un único gol en 19 partidos.
El inicio de la temporada fue muy negativo. Empezó empatando un derbi en San Mamés, encadenando después una racha de 5 derrotas consecutivas, perdiendo tres partidos como local frente a Sevilla, Recreativo y Zaragoza. En la jornada 7, la Real empató a 0 en Mallorca, quedando el equipo colista y con solo 2 puntos. La directiva decidió entregar la dirección del equipo a Miguel Ángel Lotina. Con el técnico vizcaíno la Real mejoró mucho en el apartado defensivo, convirtiéndose en un equipo que encajaba muy pocos goles, pero cuyo ataque marcaba pocos goles. Con Lotina como entrenador, encadenó 4 jornadas seguidas empatando y la Real no logró ganar hasta la jornada 15, acabando la primera vuelta con 2 victorias, 7 empates y 10 derrotas. Desde la llegada de Lotina la Real había ganado 2 encuentros, empatado 5 y perdido otros 5. Sin embargo esta situación empeoró al inició de la segunda vuelta, la Real volvió a encadenar una racha totalmente negativa y tocó fondo en la jornada 25 tras perder 3-2 en Zaragoza. Encadenaba su octava jornada sin ganar, casi siempre derrotas por márgenes reducidos y pasaba a ocupar el farolillo rojo con 14 puntos y a 12 de la salvación.
El equipo parecía condenado al descenso en aquel momento, aunque la directiva siguió confiando en la labor de Lotina. En ese momento llegó una racha positiva y una recuperación inesperada. En los siguientes 6 partidos ganó sus 3 partidos en casa, derrotó al Betis en Sevilla y empató en Villarreal. Solamente fue derrotado por el Espanyol. Logró recortar 9 puntos en su lucha por la salvación hasta quedarse solo con 3 puntos de desventaja. Tras perder los siguientes dos partidos, en Getafe y en casa ante el líder, F.C. Barcelona, esta distancia se volvió a incrementar hasta 6 puntos. Entonces la Real afrontó dos encuentros consecutivos frente a rivales directos. Ganó en casa del Nástic de Tarragona por 1-3, dejando a los catalanes a 6 puntos de distancia más gol average y prácticamente en Segunda. Posteriormente ganó por 3-1 en Anoeta al Celta de Vigo, equipo con el que estaba empatado a puntos, dejando a las gallegos a 3 puntos de distancia y también con el gol average particular perdido. A falta de tres jornadas la salvación estaba a 2 puntos de distancia. En la jornada 36 la Real Sociedad visitaba El Sadar para enfrentarse a un Osasuna prácticamente salvado, aunque no matemáticamente. Osasuna derrotó por 2-0 a la Real, obtuvo su salvación matemática y la Real quedó a 4 puntos de la salvación con solo 6 puntos en juego.
El 1 de junio de 2007, ante el inminente descenso del club, el presidente Miguel Fuentes dimitió de su cargo y fue sustituido por María de la Peña, miembro de su Junta Directiva. El 9 de junio se disputa la penúltima jornada en la que parecía que se iba a materializar el descenso. La Real se enfrentó en Anoeta al Racing de Santander, al que fue incapaz de derrotar y el 0-0 dejó a la Real prácticamente sin posibilidades. No descendió hasta la última jornada, pero las posibilidades de salvarse eran ya muy remotas. La Real necesitaba ganar en Valencia y esperar a que el Betis perdiera y el Celta no ganara. Finalmente el descenso se materializó el 17 de junio en Mestalla tras empatar a 3 con el Valencia y sin que se produjera ninguno de los otros 2 resultados necesarios para la salvación. El once titular de aquel día estaba formado por Riesgo, Ansotegi, Víctor López, López Rekarte (Novo), Gerardo, Garitano, Estrada, Savio, Juanito (Mikel Alonso), Díaz de Cerio y Kovacevic (Germán Herrera). El club descendió a Segunda División, dejando atrás 40 temporadas seguidas en Primera.
Tres años más tarde, Ansotegi formaría parte del once que logró devolver a la Real a primera un 13 de junio de 2010. Riesgo y Estrada también formarían parte de la plantilla que logró volver a Primera División

### Los años en Segunda División (2007-10)
En la temporada 2007-08 María de la Peña dimitió y con ella todo el consejo de administración, dando paso a unas elecciones en las que Iñaki Badiola se presentó como único candidato. Badiola fue elegido presidente de la Real Sociedad con el apoyo del 72% de los presentes, el 43% del total.[cita requerida] A pesar de la inestabilidad institucional y de los problemas económicos, la Real rozó el ascenso esa misma temporada, acabando en cuarta posición con 68 puntos, a cuatro puntos del segundo y tercer clasificado.
En 2008 la Real se vio obligada a declararse en concurso de acreedores. 
El 20 de diciembre de 2008, en una accidentada Junta extraordinaria de accionistas, Jokin Aperribay, presentando su candidatura pocas horas antes, logra desbancar a Iñaki Badiola de la presidencia realista. De esta manera, Jokin Aperribay se convirtió en el 30.º presidente de la historia de la Real Sociedad.
En la temporada 2008/2009 el equipo txuri urdin notó la grave situación económica e institucional y, salvo en momentos puntuales de la temporada, estuvo relativamente lejos de las posiciones de ascenso a Primera División. La temporada la finalizó en sexta posición con 67 puntos, a catorce puntos de los puestos de ascenso.

### Centenario y regreso a Primera División (2010)

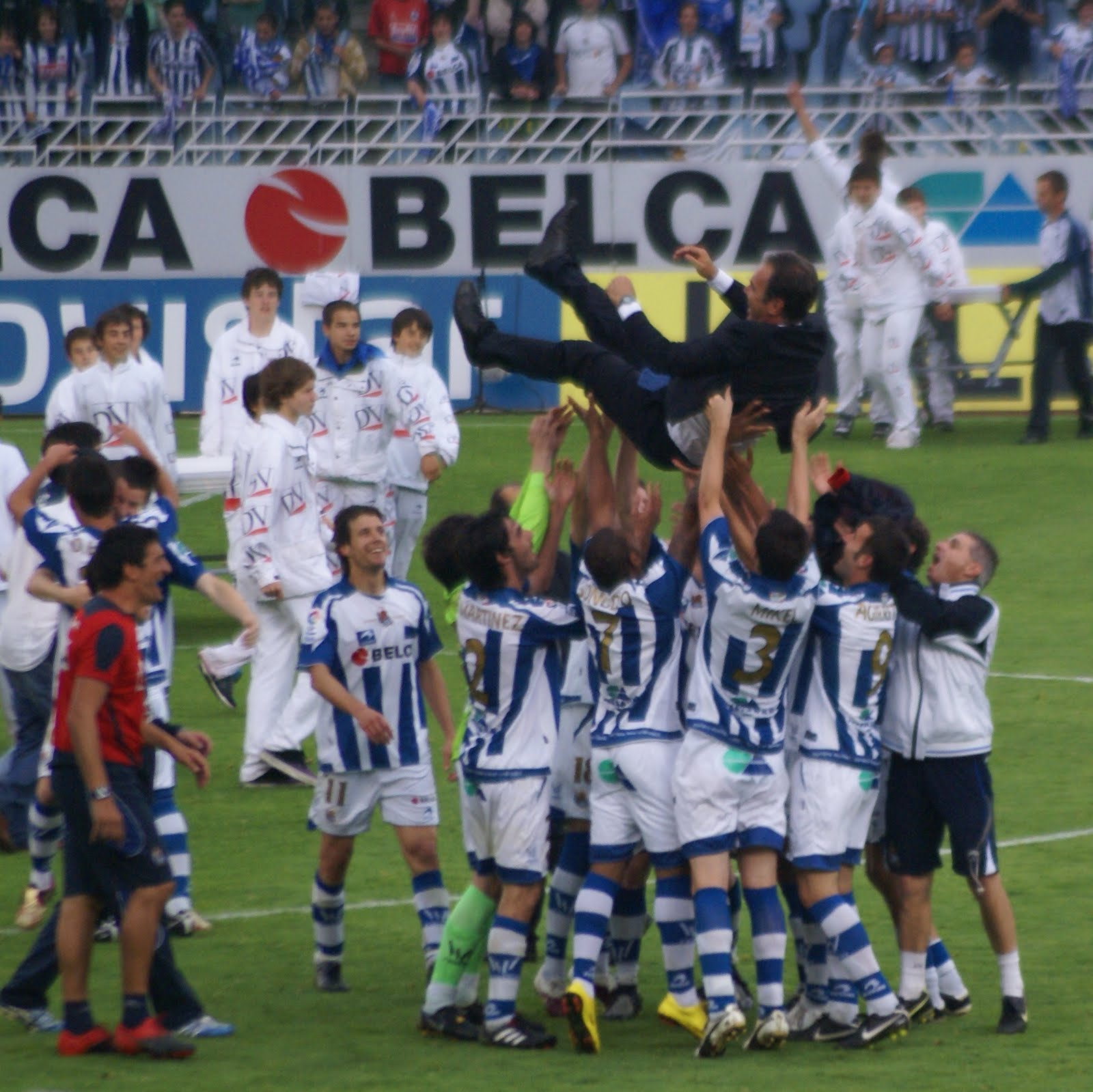
Celebración del ascenso a Primera División

En 2009, la Real Sociedad celebraba su centenario afrontando su tercera temporada consecutiva en Segunda División. Martín Lasarte fue nombrado entrenador del primer equipo.
Con jugadores de la cantera como Antoine Griezmann o David Zurutuza y con algunos cedidos que fueron decisivos como el de Carlos Bueno la Real Sociedad abordó la temporada 2009/2010. Pese a un comienzo dubitativo de la temporada los resultados positivos llegaron. El ascenso se certificó con una victoria en la penúltima jornada, que también suponía el campeonato de Segunda División. En enero de 2010 el club logró la salida del concurso de acreedores.
En su vuelta a Primera División, la Real Sociedad mantuvo el mismo bloque que logró el ascenso de categoría y fichó a futbolistas consagrados en la élite como Raúl Tamudo o Joseba Llorente. Una muy buena primera vuelta vino seguida de una segunda vuelta en la que se temió por la permanencia. Se consiguió evitar el descenso con un empate en Anoeta en la última jornada.

## Historia reciente (2010-....)
A partir del ascenso obtenido a Primera División en 2010 la Real Sociedad entró en una nueva fase de su historia caracterizada por una mayor estabilidad deportiva, institucional y económica. Manteniendo el bloque del equipo que logró el ascenso y tras unas primeras temporadas en las que el objetivo del club fue la permanencia en Primera División, la Real logró volver a los puestos altos de la tabla y se clasificó para competiciones europeas tras las temporadas 2012-2013 y 2013-2014. Tras esas notables campañas el equipo se resintió de la marcha de algunos jugadores clave y durante las siguientes dos temporadas pasó problemas clasificatorios.

### La temporada del regreso a Primera División (2010-11)
En su vuelta a Primera División, la Real Sociedad mantuvo el mismo bloque que logró el ascenso de categoría. El técnico uruguayo Martín Lasarte siguió al frente del equipo y se mantuvo la mayor parte de la plantilla. Los cambios más importantes se dieron en la delantera; Carlos Bueno y Emilio Nsue, que tuvieron un papel importante en el ascenso, al ser jugadores cedidos, volvieron a sus clubes de origen. La Real fichó en su lugar a dos delanteros veteranos y consagrados como Raúl Tamudo y Joseba Llorente. Otros refuerzos para esa campaña fueron el joven delantero uruguayo Diego Ifrán, fichado en agosto pero que no pudo debutar hasta marzo al estar lesionado de gravedad en el momento de su fichaje, el defensa noruego Vadim Demidov, llegado en el mercado de invierno, el extremo izquierdo andaluz Paco Sutil o la joven promesa holandesa Jeffrey Sarpong. Entre los que se marcharon, además de Bueno y Nsue estaban el medio Sergio Rodríguez y el portero Asier Riesgo que terminaron sus contratos. Otros cedidos como Johnatan Estrada y Franck Songo'o volvieron a sus clubes. También dejaron el club varios canteranos como Esnaola o Sarasola que no habían logrado asentarse en el primer equipo. 
Para ser un equipo recién ascendido, el equipo de Lasarte realizó una buena primera vuelta. En casa ganaron cinco encuentros incluyendo un derbi contra el Athletic Club y sus 4 derrotas en Anoeta fueron contra rivales de gran potencial (Real Madrid, Atlético, Valencia y Sevilla). Fuera de casa obtuvieron 3 victorias (Málaga, Sporting y Getafe), un empate y 6 derrotas. Solo fueron goleados (5:0) por el FC Barcelona y inflingieron un 0:4 al Getafe.  A mitad de temporada la Real sumaba 25 puntos y ocupaba una cómoda 11.ª plaza en mitad de la tabla, con nueve puntos de distancia sobre los puestos de descenso. 
En la Copa del Rey la Real cayó eliminada por la UD Almería en la primera ronda que disputó. En cualquier caso fue una actuación muy decepcionante ya que en el partido de ida disputado en Anoeta la Real ganaba por 2:0 mediada la segunda parte y se dejó remontar el partido, siendo derrotada por 2:3. Con la eliminatoria ya cuesta arriba, en la vuelta, el Almería se impuso de nuevo, esta vez por 2:1.
No se preveian ya problemas clasificatorios en la temporada del retorno,pero todo cambió en la segunda vuelta. Joseba Llorente, que había sido el delantero más destacado, tuvo que perderse media temporada, ya que a partir de la jornada 20 una hernia de disco le impidió jugar más. El equipo se sostuvo unas jornadas más gracias a los goles de Tamudo en tres victorias consecutivas en casa (Almería, Osasuna y Mallorca), pero el equipo era ya incapaz de obtener buenos resultados fuera de casa, donde perdió su competitividad y ya no volvió a puntuar.  En esta temporada fueron necesarios un número de puntos más alto que en otras temporadas. Eso se unió a una mala racha de la Real en casa (empate con Levante, derrotas con Málaga y Hércules) que obtuvo solo un punto de 21 posibles entre las jornadas 27 y 33. La Real entró inesperadamente en serios problemas de cara a los últimos 5 partidos. 
Al finalizar la jornada 33 seguía estando en el puesto 12.º, pero la diferencia con los puestos de descenso se había reducido a solo 3 puntos y el equipo se enfrentaba a un calendario complicado. En la jornada 34.ª visitaba Anoeta el líder, el FC Barcelona, que encadenaba 31 jornadas invicto, a punto de igualar el récord de partidos invictos en una misma temporada que tenía la Real desde la campaña 1979-80. En la jornada del 30 de abril de 2011, la Real Sociedad logró vencer de manera inesperada al líder y futuro campeón esa temporada de Liga y Champions League, así como defender el histórico récord de 1980 que se daba casi por perdido. La Real obtuvo otra victoria más en casa en un duelo directo por la permanencia contra el Real Zaragoza en la jornada 36 por otro 2:1. A pesar de estos dos resultados se llegó a la última jornada sin tener la salvación matemática asegurada.
La última jornada enfrentaba el 21 de mayo a la Real Sociedad en Anoeta al Getafe CF, otro equipo involucrado en la lucha por la permanencia. Un empate bastaba a la Real para mantener la categoría, pero una eventual derrota, unida a victorias de Zaragoza y Deportivo supondrían el descenso a Segunda División. El empate de la Real Sociedad, sumado a los demás resultados evitaron el descenso de los Guipuzcoanos
La Real acabó en la temporada de su retorno en la 15.ª plaza con 45 puntos, a 2 puntos del descendido Deportivo. 
Al finalizar la temporada la directiva destituyó a Martín Lasarte y el uruguayo fue sustituido por el francés Philippe Montanier.  La destitución de Lasarte fue controvertida por haber logrados los objetivos marcados. El uruguayo tenía además un año más de contrato.

### El "Bienio Montanier" y la clasificación para Champions  (2011-13)

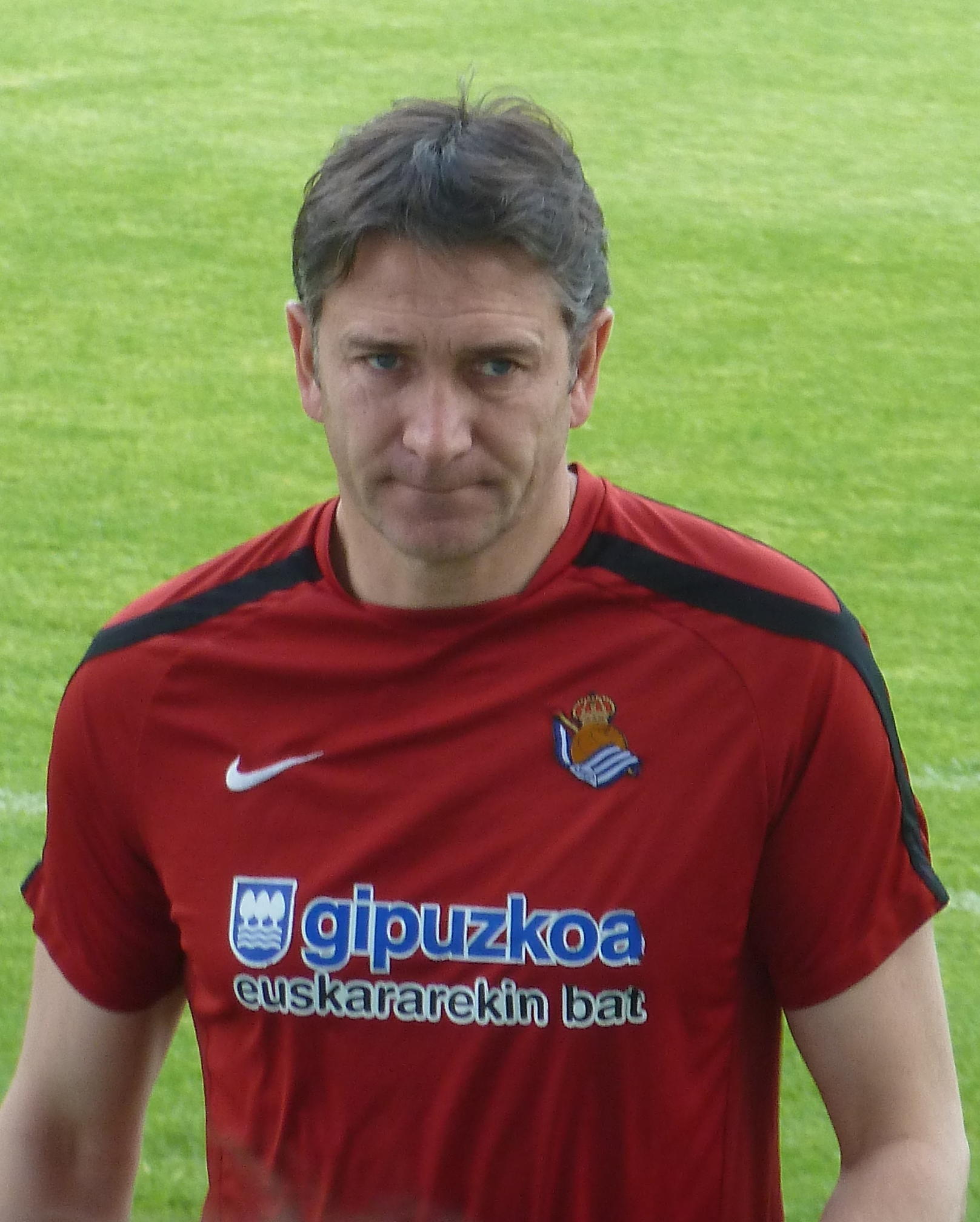
Philippe Montanier, entrenador de la Real entre 2011 y 2013

El entrenador elegido para suceder a Martín Lasarte al mando de la Real Sociedad fue el técnico francés Philippe Montanier, que fichó con un contrato de 2 temporadas. Montanier era un entrenador casi desconocido en España, pero en Francia se había labrado una buena reputación clasificando al modesto Valenciennes FC en la mitad de la tabla así como por el fútbol practicado con este equipo. La plantilla con la que contaba Montanier para su etapa realista eran parecida a la que había tenido Lasarte. La Real se encontraba todavía en una situación económica delicada y no podía realizar grandes desembolsos en fichajes. De hecho esa temporada no compró ningún jugador. Durante el verano de 2011 la Real realizó solo dos incorporaciones externas, mediante las cesiones del delantero mexicano Carlos Vela procedente del Arsenal y del medio keniano McDonald Mariga del Inter. Estos dos jugadores correrían suertes dispares en la Real. Vela tuvo una valiosa aportación esa temporada, realizando una segunda vuelta destacable, marcando al finalizar la temporada 12 goles y siendo el máximo goleador del equipo. La Real acabó comprando al jugador en propiedad. Mariga, centrocampista keniano, por su parte, pasó a la historia como uno de los fichaje fallidos más destacados de la historia reciente del club. Sus actuaciones fueron criticadas en un mal inicio de temporada, siendo pitado y abucheado por parte de la afición. El futbolista cedido por el Internazionale dejó de aparecer en las alineaciones en el último tercio de la primera vuelta y acabó dejando la Real en el mercado de invierno.  Además de Vela y Mariga, la Real de Montanier tuvo un buen número de novedades procedentes de la propia cantera; el galo dio la alternativa a dos jóvenes; Iñigo Martínez y Rubén Pardo, que debutaron con él esa temporada. Martínez entró directamente en las alineaciones como defensa central titular a pesar de tener todavía ficha del filial. Aunque ya había debutado con Lasarte, Asier Illarramendi entró esa temporada en el primer equipo y Montanier le dio también la titularidad, aunque una serie de lesiones cortaron su progresión. Otra novedad importante fue que Montanier apostó por Imanol Agirretxe, jugador al que Lasarte no había dado demasiadas oportunidades, como delantero titular; prefiriendolo a otros delanteros como Llorente e Ifrán. En la lista de bajas los veteranos Diego Rivas y Raúl Tamudo a los que el club no prorrogó los contratos; Paco Sutil, que negoció su marcha tras solo una temporada al ocupar la titularidad en ese puesto Antoine Griezmann y el veterano capitán Mikel Labaka, que no contaba para Montanier tras entrar Iñigo Martínez en el equipo y que negoció su salida hacia el Rayo. El canterano Viguera volvió a salir cedido para no volver ya a la Real.
El equipo comenzó la temporada con una victoria a domicilio en Gijón (1:2)  y un empate en casa (2:2) frente al entonces campeón de Europa, el FC Barcelona en las jornadas 2 y 3 del campeonato. La primera jornada se había retrasado de fecha por una huelga.  El empate frente al Barça llegó con una remontada en la segunda parte de la Real tras adelantarse el FC Barcelona 0:2 para el minuto 10 del partido. Sin embargo el equipo de Montanier comenzó a sembrar dudas por su juego y encadenó una racha negativa de resultados entre las jornadas 6 y 13 en las que consiguió dos empates, seis derrotas y ninguna victoria. A finales de noviembre el proyecto de Montanier parecía haber fracasado con el equipo en el último puesto de la clasificación y siendo el entrenador muy cuestionado por prensa y aficionados. En la jornada 14 un gol desde el centro del campo marcado por Iñigo Martínez al Betis en el último minuto del partido dio la victoria a la Real (2:3) y salvando al entrenador de una posible destitución. Aquel partido fue un punto de inflexión para la Real que a partir de ese momento comenzó a encadenar mejores resultados y a escalar puestos en la clasificación. En la Copa del Rey, la Real superó la ronda de 1/16 de final eliminando al Granada CF por un global de 5-3. Era la primera vez en 24 años que la Real eliminaba del torneo de Copa a otro equipo de Primera División poniendo fin a una larga racha negativa en este torneo. En el torneo de copa el sorteo trazó una ruta que podría haber permitido a la Real Sociedad avanzar hasta fases avanzadas ya que se evitaban a los equipos de mayor potencial. En la siguiente eliminatoria, frente al RCD Mallorca, la Real Sociedad obtuvo una gran ventaja;  2:0 en el partido de ida y 0:1 a la media hora de partido en el de vuelta. Sin embargo la Real Sociedad encajó 4 goles entre los minutos 34 y 40 de partido; y acabó siendo derrotada por 6:1 poniendo fin a las ambiciones coperas. Al final de la primera vuelta con 21 puntos, era 15.ª con dos puntos de ventaja sobre el descenso. Al final de temporada el equipo logró el objetivo que la directiva se había marcado al inicio de la temporada, no pasar excesivos apuros para mantener la categoría. La Real obtuvo la salvación matemática a falta de dos jornadas y acabó el año obteniendo 47 puntos y un 12.º puesto que mejoraba los números de la campaña anterior. Era también la mejor actuación de la Real en Liga desde la temporada del subcampeonato (2002-03). 

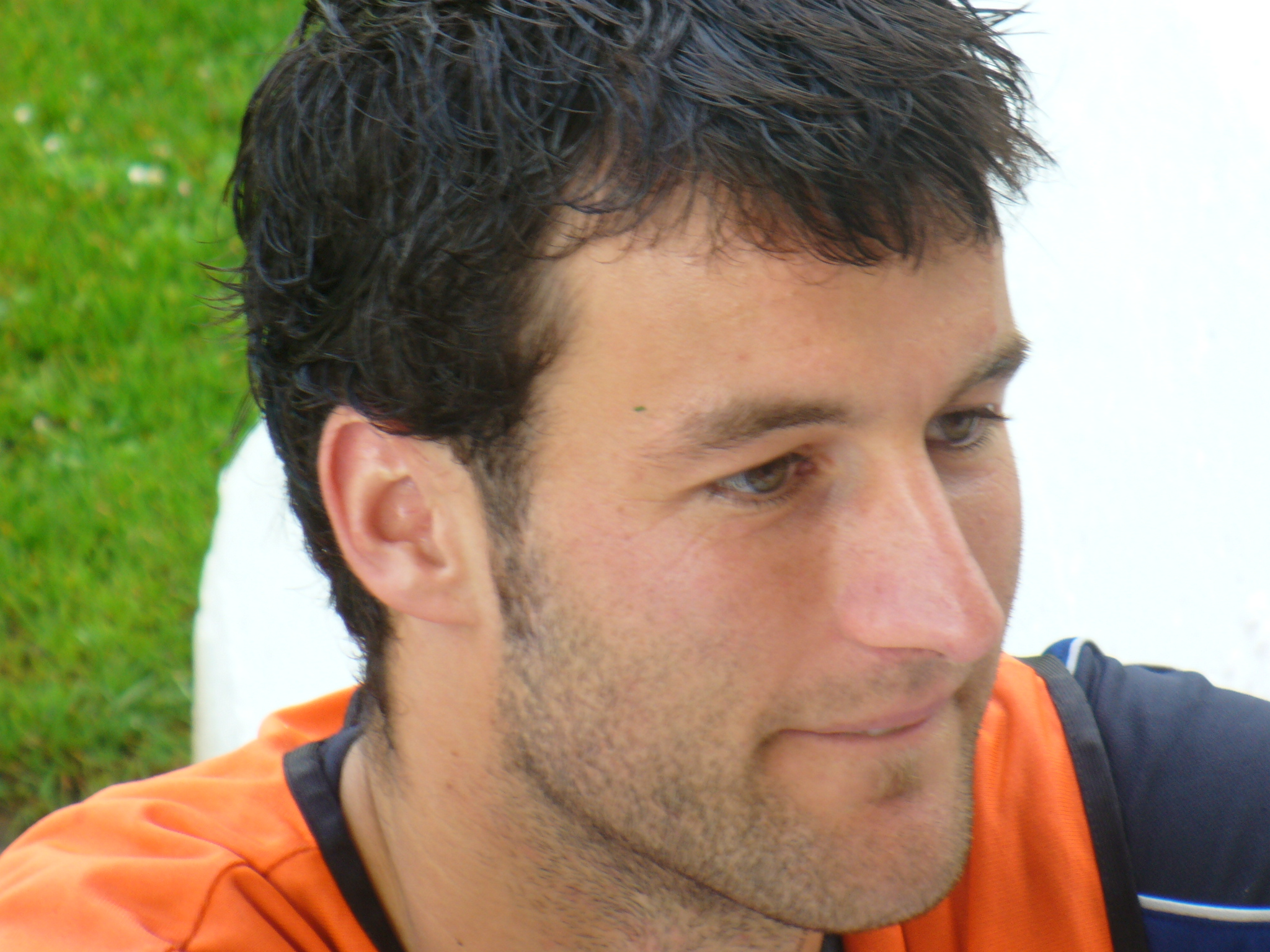
Imanol Agirretxe fue el máximo goleador de la "era Montanier" con 12 goles en la campaña 2011-12 y 15 en la 2012-13.

Montanier fue confirmado en el cargo de cara a la temporada 2012-13 a pesar de tener en contra a buena parte de la afición y prensa por una serie de razones, entre las que se pueden nombrar el mal arranque de la anterior temporada, el fracaso copero y el irregular desarrollo del resto de la temporada. Para la Temporada 2012/13, la Real se reforzó fichando en propiedad a Carlos Vela, a "Chory" Castro, libre tras finalizar su contrato en Mallorca, y obteniendo la cesión del lateral José Ángel Valdés procedente de la Roma. En el apartado de bajas cabe destacar la retirada del capitán Mikel Aranburu. Joseba Llorente y Vadim Demidov que no contaron con protagonismo para Montanier fueron cedidos al CA Osasuna y Eintracht de Frankfurt respectivamente, no volviendo ya a la disciplina de la Real. 

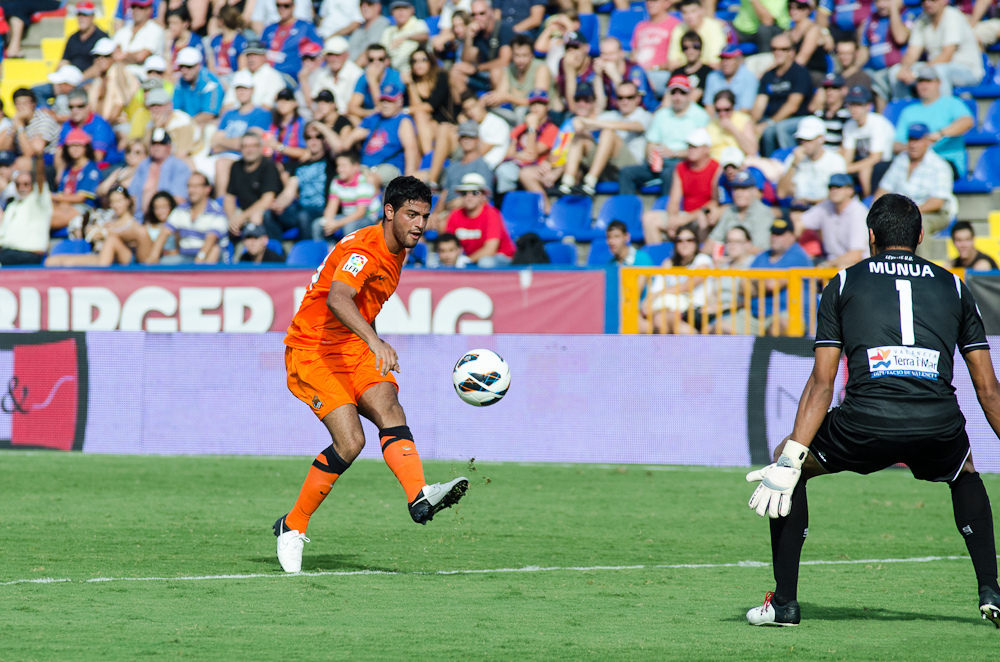
Vela realizando una vaselina ante el portero del Levante UD Gustavo Munúa en septiembre de 2012

La temporada comenzó de modo similar a la anterior campaña para el club donostiarra. El club vivió su peor momento en la jornada 10 con una derrota en casa frente al Espanyol (0:1), que dejaba al equipo en 17.º lugar a un punto del descenso, marcado por el propio Espanyol. En aquel momento la Real sumaba 3 victorias, 1 empate y 6 derrotas en Liga. La Real venía además de perder 2:0 en el partido de ida de primera ronda de la Copa frente al Córdoba CF de la segunda división, situación que no fue capaz revertir unas semanas más tarde en Anoeta, quedando fuera de Copa en la primera eliminatoria. Sin embargo, cuando el puesto de Montanier parecía estar en peligro, se produjo de nuevo la reacción del equipo. Una victoria en Málaga en la jornada 11 (1:2) marcó el punto de inflexión. A partir de noviembre el equipo comenzó una destacable escalada de resultados. La Real Sociedad fue mejorando su rendimiento y acabaría consiguiendo el 4.º puesto que le daba acceso a la Liga de Campeones de la UEFA.  Con un once titular muy definido y basando el juego en transiciones rápidas, contraataques y combinaciones de balón la Real de Montanier realizó una de las mejores temporadas de los txuriurdines en años. Entre la jornada 11 y el final de temporada la Real encadenó 15 victorias, 11 empates y solo 2 derrotas. En el tramo final de temporada la Real mantuvo una lucha directa en la clasificación con el Valencia CF por el cuarto puesto que daba acceso a la Champions que se dilucidó en la última jornada con la victoria de la Real en La Coruña por 0:1 y la derrota del Valencia en Sevilla por 4:3. La Real finalizó la temporada con 66 puntos. El once tipo de la Real durante la temporada estuvo compuesto por Claudio Bravo en la portería, Carlos Martínez en el lateral derecho, De la Bella en el izquierdo, Íñigo Martínez y Mikel González como defensas centrales, Illarramendi, Xabi Prieto y Markel Bergara en el centro del campo, Carlos Vela, y Griezmann como extremos y Agirretxe como delantero centro. Chory Castro, Pardo e Ifrán fueron los principales recambios. Al final de la liga el central Íñigo Martínez y el lateral Carlos Martínez entraron a formar parte del once ideal de la liga. A pesar del éxito final de la temporada Philippe Montanier decidió no renovar su contrato con la Real y se marchó al Stade Rennais.

### Jagoba Arrasate y la temporada 2013-14
Jagoba Arrasate, técnico que había sido asistente de Montanier y que carecía de cualquier tipo de experiencia como entrenador de élite fue el sustituto de Montanier. El entrenador Vizcaíno firmó un contrato que le vinculaba a la Real Sociedad hasta final de esa misma temporada. La Real Sociedad iba a competir por primera vez en una década en tres competiciones en una temporada, por lo que la directiva trató de mantener el bloque que tan buen resultado había dado y no vender a ningún jugador. Sin embargo no pudo evitar que durante el verano el Real Madrid acabara fichando a Asier Illarramendi por 32,1 millones de euros quitando a la Real el jugador clave que se encargaba de organizar el juego en el centro del campo. Para reforzar el equipo fichó al delantero suizo Haris Seferović y para ocupar el puesto de Illarra obtuvo la cesión de Esteban Granero, quien cayó lesionado de gravedad al poco de iniciarse la temporada. En el mercado de invierno fichó a Sergio Canales. 
El cuarto puesto de la temporada anterior dio a la Real la posibilidad de disputar la eliminatoria previa de la Champions League, en la que fue emparejada con el Olympique de Lyon. El partido de ida se disputaría en Lyon y el de vuelta en San Sebastián. La temporada comenzó en agosto con éxito ya que la Real accedió a la fase de grupos de la Champions tras eliminar al Olympique por un global de 4:0 en la eliminatoria. En la ida la Real se había impuesto 0:2 con dos goles marcados por Griezmann de chilena y Seferovic con un chut desde larga distancia. En la vuelta, Carlos Vela redondeó con dos goles el pase en la eliminatoria de los donostiarras en Anoeta. Sin embargo, tras este prometedor inicio, el periplo europeo resultó una decepción, ya que el conjunto vasco fue eliminado de la competición al sumar un solo punto en toda la fase de grupos. El grupo de la Real incluía a Manchester United, Bayer Leverkusen y Shajtar Donetsk, La Real perdió el primer partido de la fase de grupos 0:2 en Anoeta contra el Shajtar Donetsk. Posteriormente la Real perdió 2:1 en Leverkusen y 1:0 en Mánchester. Ya con sus posibilidades de clasificación muy mermadas, en el cuarto partido, ante un Manchester United en Anoeta, logró obtener su único punto del torneo con un empate a 0. La eliminación llegó en el quinto partido en Donetsk, donde el Shajtar goleó a la Real Sociedad por 4:0. Finalmente, en el último partido y ya sin nada en juego, la Real alineó un once titular con un gran número de jugadores suplentes, que perdió por 0:1 ante un Bayer Leverkusen que sí se jugaba la clasificación. Al quedar cuarto en la fase de grupos, la Real Sociedad no pudo acceder a la Europa League. 
A mediados de temporada, el equipo llegó a la ronda de semifinales de la Copa del Rey. Antes se había enfrentado con éxito a Algeciras, Villareal y Racing de Santander. En la semifinales la Real Sociedad fue eliminada por el FC Barcelona. Su posición de Liga fue la sexta durante varias jornadas hasta la última, cuando quedó relegado a la séptima al caer por 1-2 contra el Villarreal.

### Últimos años de la era Loren (2014-2018)

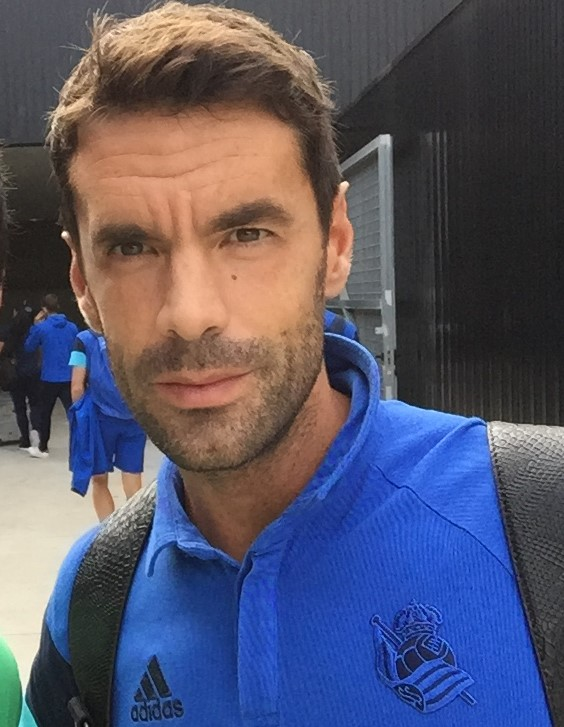
Xabi Prieto, jugador de la Real Sociedad entre 2003 y 2018.

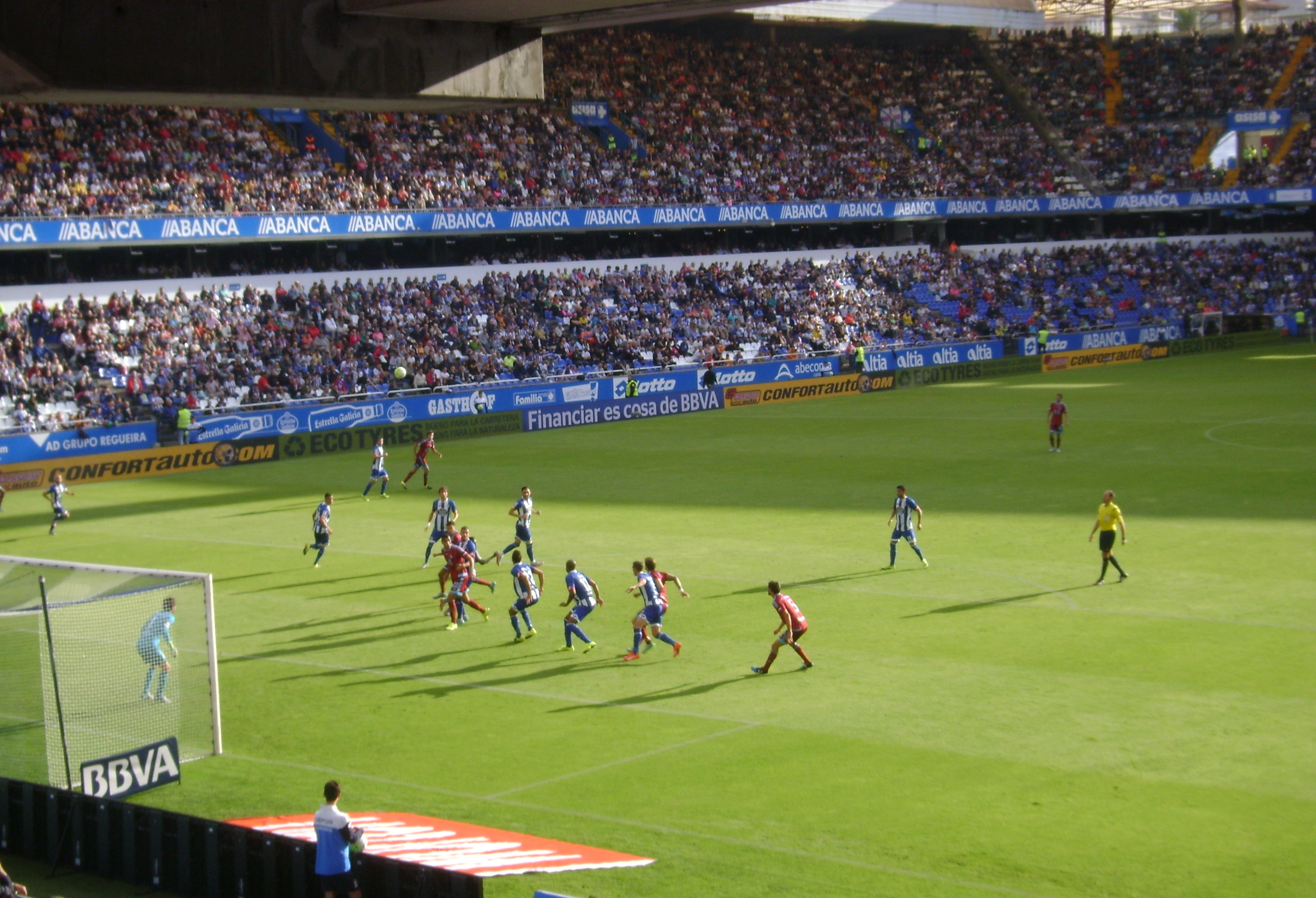
Partido disputado en la temporada 15/16 entre el Deportivo y la Real Sociedad.

El séptimo puesto liguero, como resultado de la clasificación a la Liga de Campeones de la UEFA 2014-15 de los dos finalistas de la Copa del Rey, le otorgó a la Real el pase a la tercera ronda previa de la Liga Europea de la UEFA 2014-15. Acceder a esta tercera ronda previa obligó a los realistas a comenzar la pretemporada antes de lo previsto e iniciar la competición europea el 31 de julio. Su primer rival fue el Aberdeen F.C. al que superó por un global de 5:2 en la eliminatoria (2:0 en Anoeta y 2:3 en Escocia). En la siguiente ronda le esperaba el FC Krasnodar ruso, último escollo antes de la ronda de grupos, al que venció por 1:0 en la ida en Anoeta. Tres días más tarde, el 24 de agosto, comenzaba la Liga con un histórico derbi en Ipurúa que enfrentaba por primera vez en la historia a Real Sociedad y Eibar en la máxima categoría. El Eibar ganó este encuentro con un resultado de 1-0. El 28 de agosto la Real Sociedad disputó el partido de vuelta de la ronda previa de la Europa League. Esta terminó con la prematura eliminación de la Real Sociedad en Europa, ya que el Krasnodar dio la vuelta a la eliminatoria con un 3:0 obtenido en los últimos minutos del partido.
Perdido el primer gran objetivo de la temporada en agosto, la Real debió centrarse de nuevo en la Liga. En la segunda jornada, el 31 de agosto venció en Liga al Real Madrid por 4:2, vigente campeón de la Champions League, sin embargo los resultados ligueros que siguieron a esta victoria fueron negativos. La Real encadenó una racha de 8 jornadas de Liga sin ganar, sumando solo 3 empates en los siguientes partidos. La Real llegaba a noviembre en el penúltimo puesto de la clasificación, ocupando puesto de descenso y con una grave crisis de juego y resultados.
Con la Real Sociedad en tan mala posición, Arrasate fue destituido el 2 de noviembre como entrenador. Mientras se buscaba sustituto, el entrenador del filial, Asier Santana, tomó el relevo de Arrasate de manera interina. Al mando de Santana la Real Sociedad derrotó al Atlético Madrid por 2:1 en la 11.ª jornada liguera, y abandonando con ese resultado la Real los puestos de descenso.
El 11 de noviembre se contrató al técnico escocés David Moyes. El nuevo entrenador, muy conocido en el Reino Unido e internacionalmente, acababa de fracasar  al frente del Manchester United como relevo de Alex Ferguson. Moyes, apoyándose en Santana como uno de sus asistentes, cumplió el objetivo marcado para esa temporada, reconducir la situación clasificatoria y evitar el descenso. Moyes no tardó en reconducir la situación clasificatoria del equipo estabilizándolo en una posición media-baja de la tabla. En esta temporada la Real de Moyes cosechó en Liga 9 victorias, 10 empates y 8 derrotas. La victoria más destacada se dio frente al FC Barcelona (1:0)  el 4 de enero en la jornada 17. También es de reseñar otra victoria por la mínima, frente a la SD Eibar (1:0), el 24 de enero,  en el primer derbi de la historia disputado por ambos equipos guipuzcoanos en Anoeta en Primera División. La salvación se obtuvo matemáticamente a falta de tres de jornadas. El bajo puntaje de sus rivales en la lucha por el descenso contribuyó a eso, ya que Granada y Deportivo se salvaron con solo 35 puntos. Al final de temporada, la Real quedó en el 12.º puesto, con 46 puntos. 
En la Copa la Real eliminó al Real Oviedo, para caer en la siguiente ronda frente al Villarreal CF, equipo con el que se había enfrentado la temporada anterior.
La temporada 2015-16 se inició con Moyes siguiendo al frente del proyecto donostiarra. Se dieron 6 bajas en la primera plantilla y hubo 8 incorporaciones. Por primera vez desde 2007-08 se ocuparon las 25 fichas del primer equipo.
Abandonaron la plantilla varios jugadores canteranos pertenecientes a la generación del ascenso de 2010, que finalizaron su contrato en 2015 y no fueron renovados. El lateral  derecho Dani Estrada, que estuvo presente en el descenso de 2007 y en el ascenso de 2010, con más de 150 partidos con la Real, pero que no había jugado prácticamente nada en las dos últimas temporadas se marchó libre al Alavés. El portero suplente Eñaut Zubikarai tampoco fue renovado. Zubikarai acabaría marchándose a jugar al extranjero, inicialmente Portugal y más tarde a Nueva Zelanda. El medio Gorka Elustondo, uno de los jugadores más controvertidos de la plantilla, y también con más 150 partidos como realista, aunque con una participación decreciente en sus últimas temporadas, no renovó y fichó por el Athletic Club. Las bajas se completaron con el defensa Cadamuro, otro jugador sin participación en sus últimos años en la Real Sociedad y que finalizaba contrato. También se dio salida, como cedido, al canterano Gaztañaga. El delantero islandés Finnbogason fue cedido, siendo su salida de la Real Sociedad definitiva. 
En el capítulo de altas el gran refuerzo de la temporada fue el regreso de Asier Illarramendi a la Real, tras un paso de dos temporadas por el Real Madrid. Contratar a Illarra costó a la Real 16 millones de euros, convirtiéndolo en el fichaje más caro de la historia del club. El otro gran refuerzo de la temporada fue la llegada del delantero brasileño Jonathas, fichado  por 7 millones de euros, tras una notable temporada, en el Elche CF. Jonathas fue contratado como recambio goleador del Alfred Finnbogason, que tras su primer año en la Real Sociedad salió cedido al FC Augsburgo alemán para posteriormente ser traspasado. El otro fichaje del club en propiedad fue el defensa Raúl Navas, procedente del Eibar, pero este no pudo jugar en toda la temporada por una grave lesión. Otras incorporaciones a la Real Sociedad, estos en calidad de cedidos, fueron el defensa  central mexicano Diego Reyes, el extremo portugués Bruma y el portero irunés Oier Olazábal. Todos ellos abandonaron el club tras pasar el año de cesión. Dos canteranos fueron promocionados a la primera plantilla esa temporada, Alain Oyarzun y Héctor Hernández, pero ninguno de los dos tuvo protagonismo en el primer equipo. Entre los debutantes esa temporada se encontraba Mikel Oyarzabal, quien con 18 años de edad fue un titular habitual. También debutaron Jon Bautista e Igor Zubeldia.
En noviembre de 2015, tras una racha de malos resultados, David Moyes fue destituido como entrenador de la Real Sociedad. Para el puesto de entrenador se contrató a Eusebio Sacristán. Con Sacristán la Real Sociedad consiguió mejorar sus resultados, terminando la liga en la novena plaza. Al concluir la temporada Jonathas de Jesus, Diego Reyes y Bruma abandonaron el club. 
Para la temporada 2016-17 la Real Sociedad reforzó su ataque con los fichajes de Juanmi y de Willian José. La Real Sociedad terminó la temporada en el sexto puesto, clasificándose así para la fase de grupos de la Europa League. En la Copa del Rey el club guipuzcoano alcanzó los cuartos de final, donde fue derrotado por el FC Barcelona.
Frente a esta nueva temporada, en la que el club debía competir en tres competiciones, se contrató al defensa Diego Llorente y al atacante Adnan Januzaj. La Real Sociedad terminó segunda de su grupo de la Europa League y fue eliminada en la primera eliminatoria, contra el FC Red Bull Salzburg. En la Copa del Rey la Real Sociedad fue eliminada por el Lleida Esportiu, de la Segunda B. Estas eliminaciones, junto con los resultados en liga, condujeron a la dimisión de Lorenzo Juarros como director deportivo en marzo de 2018 y a la destitución de Eusebio Sacristán como entrenador. Imanol Alguacil ocupó la plaza de Sacristán hasta el final de la temporada. En esta edición de liga la Real Sociedad terminó decimosegunda en la clasificación.

### Olabe al mando de la dirección deportiva y título de Copa del Rey 34 años después

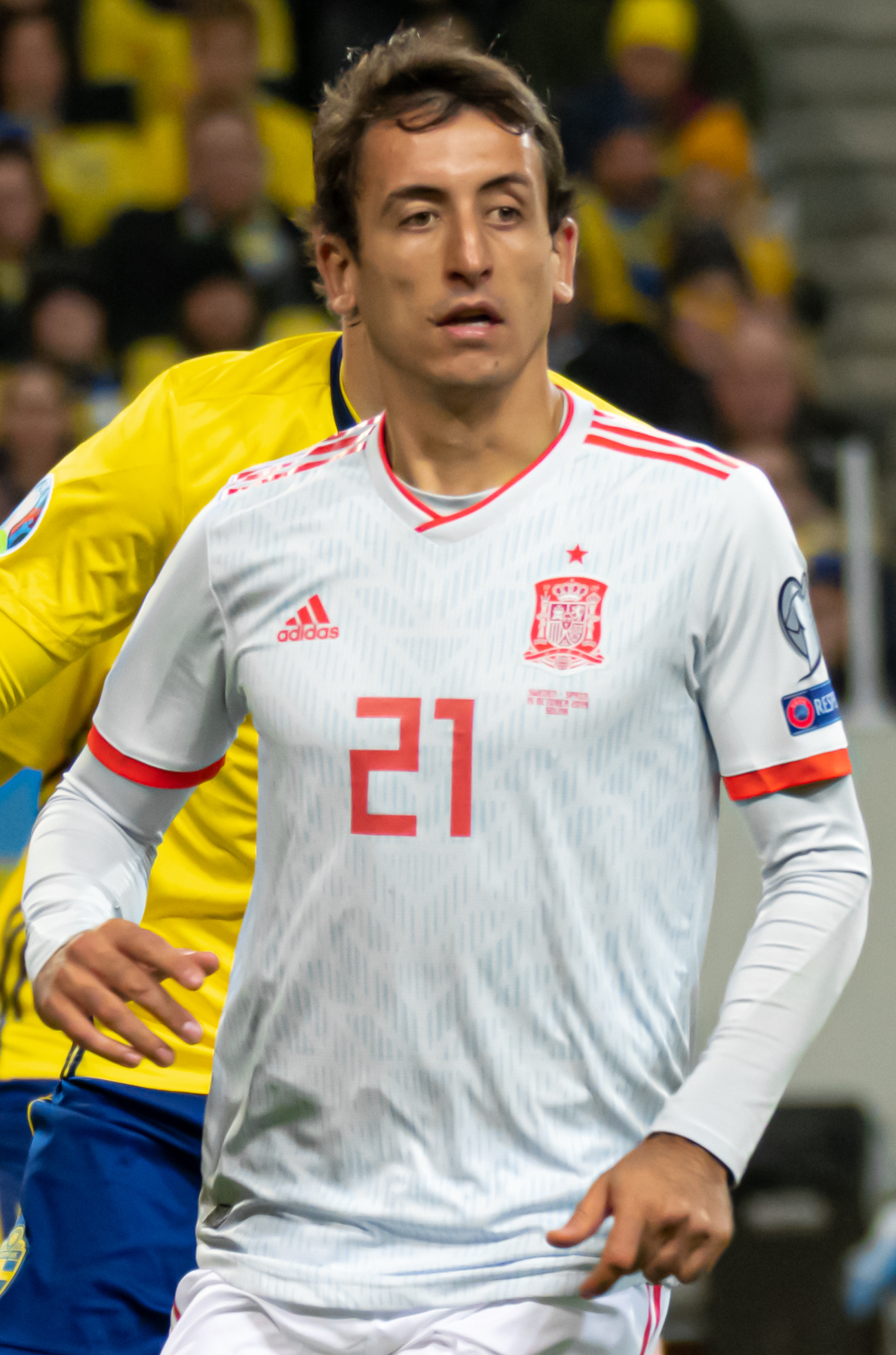
Mikel Oyarzabal anotó el gol que le dio el título de Copa del Rey 34 años después.

En marzo de 2018 Roberto Olabe fue designado nuevo director deportivo de la Real Sociedad. En verano de 2018 se contrató como entrenador a Asier Garitano. Para esta temporada las principales incorporaciones fueron las cesión de Theo Hernández y el fichaje de Mikel Merino. Garitano fue destituido antes de acabar el año e Imanol Alguacil volvió al puesto de entrenador, esta vez de forma permanente. Con Alguacil el club guipuzcoano terminó en la novena plaza en liga y fue eliminada en los octavos de final de la Copa del Rey.
Para la temporada 2019-20 la Real Sociedad reforzó todas sus líneas. Dirigidos por Imanol Alguacil el equipo logró alcanzar la final de la Copa del Rey y terminó la liga en sexta posición. El 3 de abril de 2021, en la final de la temporada anterior aplazada por la pandemia del Covid-19, venció al Athletic Club de Bilbao por 1-0, gol de Mikel Oyarzabal de penalti, proclamándose campeón de la Copa del Rey por 3.ª vez en su historia y volviendo a ganar un título después de 34 años sin haberlo hecho.

## Dorsales de las últimas décadas
Plantillas sin dorsal personalizado. Se indica el once titular más habitual y jugadores que actuaron principalmente como suplentes, organizados por puestos en el campo.
| Plantillas (1975-85) | Plantillas (1975-85) | Plantillas (1975-85) | Plantillas (1975-85) | Plantillas (1975-85) | Plantillas (1975-85) | Plantillas (1975-85) | Plantillas (1975-85) | Plantillas (1975-85) | Plantillas (1975-85) | Plantillas (1975-85) |
|                      | 1975-76              | 1976-77              | 1977-78              | 1978-79              | 1979-80              | 1980-81              | 1981-82              | 1982-83              | 1983-84              | 1984-85              |
| -------------------- | -------------------- | -------------------- | -------------------- | -------------------- | -------------------- | -------------------- | -------------------- | -------------------- | -------------------- | -------------------- |
| PO                   | Urruti               | Arconada             | Arconada             | Arconada             | Arconada             | Arconada             | Arconada             | Arconada             | Arconada             | Arconada             |
| DF                   | Murillo I            | Murillo I            | Esnaola              | Celayeta             | Celayeta             | Celayeta             | Celayeta             | Celayeta             | Celayeta             | Celayeta             |
| DF                   | Kortabarria          | Kortabarria          | Kortabarria          | Kortabarria          | Kortabarria          | Kortabarria          | Kortabarria          | Kortabarria          | Gajate               | Gajate               |
| DF                   | Elkoro               | Olaizola             | Olaizola             | Olaizola             | Olaizola             | Olaizola             | Olaizola             | Olaizola             | Sagarzazu            | Sagarzazu            |
| DF                   | Gorriti              | Choperena            | Iriarte              | Gajate               | Gajate               | Górriz               | Górriz               | Górriz               | Górriz               | Górriz               |
| DF                   | Diego                | Diego                | Diego                | Diego                | Diego                | Diego                | Diego                | Diego                | Larrañaga            | Larrañaga            |
| MD                   | Zamora               | Zamora               | Zamora               | Zamora               | Zamora               | Zamora               | Zamora               | Zubillaga            | Zamora               | Zamora               |
| MD                   | Gaztelu              | Gaztelu              | Perico Alonso        | Perico Alonso        | Perico Alonso        | Perico Alonso        | Perico Alonso        | Larrañaga            | Orbegozo             | Begiristain          |
| MD                   | Uranga               | López Ufarte         | López Ufarte         | López Ufarte         | López Ufarte         | López Ufarte         | López Ufarte         | López Ufarte         | López Ufarte         | López Ufarte         |
| DL                   | Idígoras             | Idígoras             | Idígoras             | Idígoras             | Idígoras             | Idígoras             | Uralde               | Uralde               | Uralde               | Uralde               |
| DL                   | Satrústegui          | Satrústegui          | Satrústegui          | Satrústegui          | Satrústegui          | Satrústegui          | Satrústegui          | Bakero               | Bakero               | Bakero               |
|                      |                      |                      |                      |                      |                      |                      |                      |                      |                      |                      |
|                      | SUPLENTES            |                      |                      |                      |                      |                      |                      |                      |                      |                      |
| GK                   | Arconada             | Urruti               | Cendoya              | Otxotorena           | Otxotorena           | Otxotorena           | Otxotorena           | Otxotorena           | Elduayen             | Elduayen             |
| GK                   | Artola               | Leranoz              | Urruti               | Cervantes            | Cervantes            | Cervantes            | Biurrun              | Biurrun              | Otxotorena           | González             |
| GK                   |                      |                      | Otxotorena           |                      |                      |                      |                      |                      | González             | Lopetegui            |
| DF                   | Olaizola             | Gorriti              | Gajate               | Esnaola              | Górriz               | Murillo II           | Larrañaga            | Murillo II           | Murillo II           | Orbegozo             |
| DF                   | Martínez             | Astarbe              | Murillo I            | Murillo II           | Murillo II           | Gajate               | Murillo II           | Orbegozo             | Kortabarria          | Murillo II           |
| DF                   | Astarbe              | Esnaola              | Murillo II           | Górriz               | Murillo I            | Larrañaga            | Orbegozo             | Gajate               | Olaizola             | Olaizola             |
| DF                   | Esnaola              | Elkoro               | Elkoro               | Elkoro               |                      | Arano                | Arano                | Sagarzazu            |                      | Kortabarria          |
| DF                   |                      |                      | Choperena            | Murillo I            |                      |                      | Gajate               |                      |                      | Ribera               |
| DF                   |                      |                      |                      | Choperena            |                      |                      |                      |                      |                      | Rodríguez            |
| DF                   |                      |                      |                      |                      |                      |                      |                      |                      |                      | Albistegi            |
| DF                   |                      |                      |                      |                      |                      |                      |                      |                      |                      | Zúñiga               |
| MD                   | Urreisti             | Iriarte              | Gaztelu              | Gaztelu              | Gaztelu              | Bakero               | Bakero               | Zamora               | Zubillaga            | Zubillaga            |
| MD                   |                      | Uranga               | Uranga               | Iriarte              | Iriarte              | Gaztelu              | Zubillaga            |                      | Diego                | Iturrino             |
| MD                   |                      | Urreisti             |                      | Rauleaga             |                      | Iriarte              | Iriarte              |                      |                      | Diego                |
| MD                   |                      |                      |                      |                      |                      |                      | Eizmendi             |                      |                      | Urbieta              |
| MD                   |                      |                      |                      |                      |                      |                      |                      |                      |                      | Moreno               |
| MD                   |                      |                      |                      |                      |                      |                      |                      |                      |                      | Txintxurreta         |
| MD                   |                      |                      |                      |                      |                      |                      |                      |                      |                      |                      |
| DL                   | Muruzábal            | Muruzábal            | Muruzábal            | Amiano               | Amiano               | Uralde               |                      | Satrústegui          | Begiristain          | Satrústegui          |
| DL                   | Araquistáin          | Boronat              | Amuchástegui         | Heras                | Heras                | Amiano               |                      | Begiristain          | Satrústegui          | Pardina              |
| DL                   | Amuchástegui         | Amuchástegui         | Galdós               | Amuchástegui         | Uralde               | Heras                |                      | Sukia                |                      | Loren                |
| DL                   | López Ufarte         | Araquistáin          | Oyarzábal            | Muruzábal            |                      |                      |                      |                      |                      | Martín Begiristain   |
| DL                   | Boronat              | Galdós               |                      | Uralde               |                      |                      |                      |                      |                      | Iñaki Calvo          |
| DL                   | Amas                 | Oyarzábal            |                      |                      |                      |                      |                      |                      |                      | Ponce                |
| DL                   | Oyarzábal            |                      |                      |                      |                      |                      |                      |                      |                      | Zudaire              |
| DL                   |                      |                      |                      |                      |                      |                      |                      |                      |                      | Arruti               |
| DL                   |                      |                      |                      |                      |                      |                      |                      |                      |                      |                      |

| Plantillas (1985-95) | Plantillas (1985-95) | Plantillas (1985-95) | Plantillas (1985-95) | Plantillas (1985-95) | Plantillas (1985-95) | Plantillas (1985-95) | Plantillas (1985-95) | Plantillas (1985-95) | Plantillas (1985-95) | Plantillas (1985-95) |
|                      | 1985-86              | 1986-87              | 1987-88              | 1988-89              | 1989-90              | 1990-91              | 1991-92              | 1992-93              | 1993-94              | 1994-95              |
| -------------------- | -------------------- | -------------------- | -------------------- | -------------------- | -------------------- | -------------------- | -------------------- | -------------------- | -------------------- | -------------------- |
| PO                   | Elduayen             | Arconada             | Arconada             | Arconada             | González             | González             | González             | Yubero               | Alberto              | Alberto              |
| DF                   | López Rekarte        | López Rekarte        | López Rekarte        | Bengoetxea           | Bengoetxea           | Bengoetxea           | Uría                 | Uría                 | Albistegi            | Fuentes              |
| DF                   | Górriz               | Górriz               | Górriz               | Górriz               | Górriz               | Górriz               | Górriz               | Imanol               | Loren                | Pikabea              |
| DF                   | Larrañaga            | Larrañaga            | Larrañaga            | Larrañaga            | Larrañaga            | Larrañaga            | Larrañaga            | Larrañaga            | Alkiza               | Loren                |
| DF                   | Gajate               | Gajate               | Gajate               | Gajate               | Gajate               | Gajate               | Alaba                | Pikabea              | Pikabea              | Aranzabal            |
| DF                   | Sagarzazu            | Sagarzazu            | Zúñiga               | Zúñiga               | Lasa                 | Lasa                 | Oceano               | Oceano               | Océano               | Uría                 |
| MD                   | Zamora               | Zamora               | Zamora               | Zamora               | Billabona            | Richardson           | Carlos Xavier        | Carlos Xavier        | Carlos Xavier        | Karpin               |
| MD                   | Bakero               | Bakero               | Bakero               | Iturrino             | Mentxaka             | Agirre               | Imaz                 | Imaz                 | Imaz                 | Imaz                 |
| MD                   | Mujika               | Mujika               | Santi Bakero         | Santi Bakero         | Fuentes              | Fuentes              | Fuentes              | Fuentes              | Fuentes              | De Pedro             |
| DL                   | López Ufarte         | López Ufarte         | Loren                | Loren                | Aldridge             | Aldridge             | Kodro                | Kodro                | Kodro                | Kodro                |
| DL                   | Uralde               | Begiristain          | Begiristain          | Goikoetxea           | Goikoetxea           | Atkinson             | Lumbreras            | Lumbreras            | Lumbreras            | Luis Pérez           |
|                      |                      |                      |                      |                      |                      |                      |                      |                      |                      |                      |
|                      | SUPLENTES            |                      |                      |                      |                      |                      |                      |                      |                      |                      |
| GK                   | González             | González             | González             | González             | Vergara              | Vergara              | Patxi                | Alberto              | Biurrun              | Biurrun              |
| GK                   | Arconada             |                      |                      | Patxi                | Patxi                | Andonegi             | Yubero               | Patxi                | Yubero               |                      |
|                      |                      |                      |                      |                      | Andonegi             |                      |                      |                      |                      |                      |
| DF                   | Celayeta             | Dadíe                | Uría                 | Uría                 | Alaba                | Uría                 | Imanol               | Alaba                | Larrañaga            | Imanol               |
| DF                   | Dadíe                | Uría                 | Dadíe                | Dadíe                | Uría                 | Dadíe                | Gajate               | Górriz               | Uría                 | Albistegi            |
| DF                   | Uría                 | Bengoetxea           | Bengoetxea           | Lasa                 | Dadíe                | Roteta               | Guruzeta             | Guruzeta             | Alaba                | Guruzeta             |
| DF                   | Bengoetxea           | Irazoki              | Alaba                | Alaba                | Irazoki              | Imanol               | Santi Martín         | Aranzabal            | Guruzeta             | Alaba                |
| DF                   | Albistegi            | Aldalur              |                      | Aldalur              | Andonegi             | Guruzeta             | Estéfano             | Zabala               | Imanol               | Zabala               |
| DF                   |                      | Santi Martín         |                      | Irazoki              |                      | Santi Martín         | Pikabea              | Estéfano             | Aranzabal            |                      |
| DF                   |                      | Zúñiga               |                      |                      |                      | Irazoki              |                      |                      | Estéfano             |                      |
| DF                   |                      |                      |                      |                      |                      |                      |                      |                      | Zabala               |                      |
| MD                   | Zubillaga            | Zubillaga            | Mujika               | Mujika               | Mujika               | Carlos Martínez      | Alkiza               | Alkiza               | De Pedro             | Lumbreras            |
| MD                   | Iturrino             | Uria                 | Urbieta              | Carlos Martínez      | Agirre               | Lumbreras            | Agirre               | Agirre               | Agirre               | Iturrino             |
| MD                   | Urbieta              | Iturrino             | Iturrino             | Agirre               | Lumbreras            | Iñaki Alonso         | Carlos Martínez      | Carlos Martínez      | Carlos Martínez      |                      |
| MD                   | Sukunza              | Billabona            | Billabona            | Billabona            | Carlos Martínez      |                      |                      |                      |                      |                      |
| MD                   |                      | Barral               |                      | Urbieta              |                      |                      |                      |                      |                      |                      |
| MD                   |                      | Etxegoena            |                      |                      |                      |                      |                      |                      |                      |                      |
| MD                   |                      | Sevillano            |                      |                      |                      |                      |                      |                      |                      |                      |
| DL                   | Begiristain          | Loren                | Fuentes              | Fuentes              | Igoa                 | Mentxaka             | Luis Pérez           | Luis Pérez           | Luis Pérez           | Idiakez              |
| DL                   | Satrústegui          | Santi Bakero         | Sukia                | Loinaz               | Loinaz               | Luis Pérez           | Belloso              | Loinaz               | Cuyami               | Luis García          |
| DL                   | Sukia                | Arrien               | Martín Begiristain   | Igoa                 |                      | Loinaz               | Loinaz               | Idiakez              | Idiakez              | Etxeberria           |
| DL                   | Loren                | Martín Begiristain   | Arrien               | Martín Begiristain   |                      | Belloso              | Irazusta             |                      |                      | Cuyami               |
| DL                   |                      | Loinaz               | Loinaz               | Sukia                |                      |                      | Mentxaka             |                      |                      |                      |
| DL                   |                      | Igoa                 |                      |                      |                      |                      |                      |                      |                      |                      |
| DL                   |                      | Aginaga              |                      |                      |                      |                      |                      |                      |                      |                      |
| DL                   |                      | Sukia                |                      |                      |                      |                      |                      |                      |                      |                      |
| DL                   |                      | Okariz               |                      |                      |                      |                      |                      |                      |                      |                      |

### Plantillas con dorsal personalizado
Plantillas de la Real Sociedad desde la temporada 1995-96, a partir de la cual cada jugador tiene un dorsal propio para toda la temporada.
- Nota: sólo se indica la nacionalidad futbolística, pese a que algunos jugadores posean más de una. Nótese la inclusión de jugadores de los equipos filiales desde el establecimiento de los dorsales personalizados en 1995 como participantes en la citada temporada en el primer equipo.

| Plantillas (1995-05) | Plantillas (1995-05) | Plantillas (1995-05) | Plantillas (1995-05) | Plantillas (1995-05) | Plantillas (1995-05) | Plantillas (1995-05)   | Plantillas (1995-05) | Plantillas (1995-05) | Plantillas (1995-05) | Plantillas (1995-05) |
|                      | 1995-96              | 1996-97              | 1997-98              | 1998-99              | 1999-00              | 2000-01                | 2001-02              | 2002-03              | 2003-04              | 2004-05              |
| -------------------- | -------------------- | -------------------- | -------------------- | -------------------- | -------------------- | ---------------------- | -------------------- | -------------------- | -------------------- | -------------------- |
| 1                    | Alberto              | Alberto              | Alberto              | Alberto              | Alberto              | Alberto                | Alberto              | Alberto              | Alberto              | Alberto              |
| 2                    | Fuentes              | Fuentes              | Fuentes              | Fuentes              | Fuentes              | Fuentes                | Kvarme               | Kvarme               | Kvarme               | Rossato              |
| 3                    | Aranzabal            | Aranzabal            | Aranzabal            | Aranzabal            | Aranzabal            | Aranzabal              | Aranzabal            | Aranzabal            | Aranzabal            | Luiz Alberto         |
| 4                    | Albistegi            | Albistegi            | Albistegi Cvitanović | Juan Gómez           | Juan Gómez           | Korino                 | Xabi Alonso          | Xabi Alonso          | Xabi Alonso          |                      |
| 5                    | Loren                | Loren                | Loren                | Loren                | Loren                | Loren                  | Loren                | Gurrutxaga           | Gurrutxaga           | Bréchet              |
| 6                    | Pikabea              | Pikabea              | Pikabea              | Pikabea              | Pikabea              | Pikabea                | Luiz Alberto         | Schürrer             | Schürrer             | Labaka               |
| 7                    | Imaz                 | Imaz                 | Imaz                 | Sá Pinto             | Sá Pinto             | Arif Demetradze        | Demetradze           | Jauregi              | Jauregi              | Jauregi              |
| 8                    | Craioveanu           | Craioveanu           | Craioveanu           | J.F.Guerrero         | J.F.Guerrero         | J.F.Guerrero           | Tayfun               | Tayfun               | Karpin               | Karpin               |
| 9                    | Pürk                 | Kovačević            | Kovačević            | Kovačević            | Bonilla              | De Paula               | De Paula             | Kovačević            | Kovačević            | Kovačević            |
| 10                   | Karpin               | De Pedro             | De Pedro             | De Pedro             | De Pedro             | De Pedro               | De Pedro             | De Pedro             | De Pedro             | Arteta               |
| 11                   | De Pedro             | Luis Pérez           | Luis Pérez           | Luis Pérez           | Aranburu             | Aranburu               | Aranburu             | Aranburu             | Aranburu             | Aranburu             |
| 12                   | Lumbreras            |                      | Antía                | Antía                | Antía                | Antía Luiz Alberto     | Pikabea              | Pikabea              |                      | Mladenović           |
| 13                   | Olabe                | Olabe Raúl Iglesias  | Olabe Raúl Iglesias  |                      |                      | Asper                  | Asper                |                      |                      | Riesgo               |
| 14                   | Yaw                  | Yaw                  | López Rekarte        | López Rekarte        | López Rekarte        | López Rekarte          | López Rekarte        | López Rekarte        | López Rekarte        | López Rekarte        |
| 15                   | Imanol               |                      | Sarriegi             | Sarriegi             | Sarriegi             | Tayfun                 | Gurrutxaga Nihat     | Nihat                | Nihat                | Nihat                |
| 16                   | Luis Pérez           | Juan Gómez           | Juan Gómez           | Aldeondo             | Aldeondo             | Llorente               | Llorente             | Llorente             | Mikel Alonso         | Gari Uranga          |
| 17                   | Ramírez              | Mild                 | Mild                 |                      | Barkero              | Rubén Vega Júlio César | Gabilondo            | Gabilondo            | Gabilondo            | Gabilondo            |
| 18                   | Idiakez              | Idiakez              | Idiakez              | Idiakez              | Idiakez              | Idiakez                | Idiakez              |                      | Alkiza               | Alkiza               |
| 19                   |                      |                      | Sá Pinto             | Cvitanović           | Khokhlov             | Khokhlov               | Khokhlov             | Khokhlov             | Lee Chun Soo         | Garrido              |
| 20                   | Gracia               | Gracia               | Gracia               | Gracia               | Korino               | Collet                 | Barkero              | Barkero              | Barkero              | Barkero              |
| 21                   | De Paula             | De Paula             | De Paula             | De Paula             | De Paula             | Peiremans              | Alejandro            | De Paula             | De Paula             | De Paula             |
| 22                   | Uria                 | Uria                 | Kühbauer             | Kühbauer             | Kühbauer             | Jankauskas             | Jankauskas           |                      | Potillon             | Mikel Alonso         |
| 23                   | Arteaga              | Mutiu                | Mutiu                | Mutiu                | Mutiu                | Gurrutxaga             | Jauregi              | Boris                | Boris                |                      |
| 24                   | Emery                | Imanol               | Imanol               | Jauregi              | Jauregi              | Jauregi                | Kovačević            | Karpin               |                      | Xabi Prieto          |
| 25                   |                      |                      |                      | Olabe                | Iker Álvarez         | Iker Álvarez           | Westerveld           | Westerveld           | Westerveld           |                      |

| Filiales en dicho período |               |          |            |                  |             |                  |              |              |                |                      |
|                           | 1995-96       | 1996-97  | 1997-98    | 1998-99          | 1999-00     | 2000-01          | 2001-02      | 2002-03      | 2003-04        | 2004-05              |
| 26                        |               |          |            | Iker Álvarez     |             | Gabilondo        | Mikel Alonso |              | Xabi Prieto    | Oskitz               |
| 27                        |               |          |            | Aranburu         |             | Sergio Francisco |              |              | Garrido        |                      |
| 28                        |               | Aldeondo | Aldeondo   | Barkero          |             | Xabi Alonso      |              | Mikel Alonso | Juan Domínguez | Markel Bergara       |
| 29                        |               |          |            |                  | Gurrutxaga  | Alejandro        |              |              | Zubiaurre      | Zubiaurre            |
| 30                        | Joseba Agirre |          |            |                  | Llorente    | Mikel Alonso     |              | Llorca       | Saizar         | Zubikarai            |
| 31                        | Urzelai       |          |            |                  | Xabi Alonso |                  | Ugarte       |              | Azpilikueta    | Azparren Azpilikueta |
| 32                        |               |          |            |                  |             |                  |              |              | Oskitz         | Juan Domínguez       |
| 33                        |               |          | Rubén Vega |                  |             |                  | Gari Uranga  |              | Larrea         | Larrea               |
| 34                        |               |          |            | Sergio Francisco | Jankauskas  |                  | Llorca       |              | Markel Bergara |                      |
| 35                        |               |          |            |                  |             |                  |              |              | Riesgo         |                      |
| 36                        |               | Aranburu |            |                  |             |                  |              |              | Azparren       |                      |
| 37                        |               |          |            |                  |             |                  |              |              |                |                      |
| 38                        |               |          |            |                  |             |                  |              |              |                |                      |
| 39                        |               |          |            |                  |             |                  |              |              |                |                      |
| 40                        |               |          |            |                  |             |                  |              |              |                | Agirretxe            |
| 41                        |               |          |            |                  |             |                  |              |              |                | Mikel González       |
| 42                        |               |          |            |                  |             |                  |              |              |                |                      |
| 43                        |               |          |            |                  |             |                  |              |              |                |                      |

| Plantillas (2005-15) | Plantillas (2005-15) | Plantillas (2005-15)   | Plantillas (2005-15) | Plantillas (2005-15) | Plantillas (2005-15) | Plantillas (2005-15) | Plantillas (2005-15) | Plantillas (2005-15) | Plantillas (2005-15) | Plantillas (2005-15) |
|                      | 2005-06              | 2006-07                | 2007-08              | 2008-09              | 2009-10              | 2010-11              | 2011-12              | 2012-13              | 2013-14              | 2014-15              |
| -------------------- | -------------------- | ---------------------- | -------------------- | -------------------- | -------------------- | -------------------- | -------------------- | -------------------- | -------------------- | -------------------- |
| 1                    | Alberto              | Riesgo                 | Riesgo               | Claudio Bravo        | Claudio Bravo        | Claudio Bravo        | Claudio Bravo        | Claudio Bravo        | Claudio Bravo        | Rulli                |
| 2                    | Rossato Viáfara      | Gerardo                | Castillo             | Castillo             | Carlos Martínez      | Carlos Martínez      | Carlos Martínez      | Carlos Martínez      | Carlos Martínez      | Carlos Martínez      |
| 3                    | Mark González        | Mikel González         | Mikel González       | Mikel González       | Mikel González       | Mikel González       | Mikel González       | Mikel González       | Mikel González       | Mikel González       |
| 4                    | Stevanović           | Diego Rivas            | Elustondo            | Elustondo            | Elustondo            | Elustondo            | Elustondo            | Elustondo            | Elustondo            | Elustondo            |
| 5                    | Bréchet              | Juanito                | Markel Bergara       | Markel Bergara       | Markel Bergara       | Markel Bergara       | Markel Bergara       | Markel Bergara       | Markel Bergara       | Markel Bergara       |
| 6                    | Labaka               | Labaka                 | Labaka               | Labaka               | Labaka               | Labaka               |                      | Iñigo Martínez       | Iñigo Martínez       | Iñigo Martínez       |
| 7                    | Jauregi              | Jauregi Jesuli         | Gari Uranga          | Gerardo              | Songo'o              | Griezmann            | Griezmann            | Griezmann            | Griezmann            | Finnbogason          |
| 8                    | Garitano             | Garitano               | Garitano             | Marcos García        | Nsue                 | Llorente             | Llorente             | Illarramendi         | Seferović            | Granero              |
| 9                    | Kovačević            | Kovačević              | Delibašić            | Díaz de Cerio        | Agirretxe            | Agirretxe            | Agirretxe            | Agirretxe            | Agirretxe            | Agirretxe            |
| 10                   | Álvaro Novo          | Álvaro Novo            | Álvaro Novo          | Necati               | Xabi Prieto          | Xabi Prieto          | Xabi Prieto          | Xabi Prieto          | Xabi Prieto          | Xabi Prieto          |
| 11                   | Aranburu             | Aranburu               | Aranburu             | Aranburu             | Aranburu             | Aranburu             | Aranburu             | Carlos Vela          | Carlos Vela          | Carlos Vela          |
| 12                   | Skoubo               | Skoubo                 | Skoubo               |                      |                      |                      |                      |                      |                      |                      |
| 13                   | Riesgo               |                        | Claudio Bravo        | Zubikarai            | Zubikarai            | Zubikarai            | Zubikarai            | Zubikarai            | Zubikarai            | Zubikarai            |
| 14                   | López Rekarte        | López Rekarte          | Martí                |                      | Esnaola              | Sarpong              | Sarpong              | Rubén Pardo          | Rubén Pardo          | Rubén Pardo          |
| 15                   | Nihat                | Ansotegi               | Ansotegi             | Ansotegi             | Ansotegi             | Ansotegi             | Ansotegi             | Ansotegi             | Ansotegi             | Ansotegi             |
| 16                   | Gari Uranga          | Gari Uranga            | Vaughan              | Dramé                | Sarasola             | Demidov              | Demidov              | Sarpong              | Canales              | Canales              |
| 17                   | Gabilondo            | Rossato Herrera        | Gerardo              | Moha                 | Zurutuza             | Zurutuza             | Zurutuza             | Zurutuza             | Zurutuza             | Zurutuza             |
| 18                   | Cifuentes            | Cifuentes Víctor López | Víctor López         | Abreu                | Viguera              | Viguera              | Mariga               | Chori Castro         | Chori Castro         | Chori Castro         |
| 19                   | Garrido              | Garrido                | Larrea               | Diego Rivas          | Diego Rivas          | Diego Rivas          | Cadamuro             | Cadamuro             | Cadamuro             | Yuri                 |
| 20                   | Barkero              | Felicio Sávio          | Carlos Martínez      | Carlos Martínez      | Carlos Bueno         | Tamudo               | Illarramendi         | José Ángel           | José Ángel           | Zaldua               |
| 21                   | De Paula             | Stevanović             | Stevanović Nacho     |                      | Johnatan Estrada     | Ifrán                | Ifrán                | Ifrán                | Ifrán                | Cadamuro             |
| 22                   | Mikel Alonso         | Mikel Alonso           | Estrada              | Estrada              | Estrada              | Estrada              | Estrada              | Estrada              | Estrada              | Estrada              |
| 23                   | Boris                | Díaz de Cerio          | Díaz de Cerio        | Sergio Rodríguez     | Sergio Rodríguez     | Sutil                | Carlos Vela          | Javi Ros             | Javi Ros             | Gaztañaga            |
| 24                   | Xabi Prieto          | Xabi Prieto            | Xabi Prieto          | Xabi Prieto          | De la Bella          | De la Bella          | De la Bella          | De la Bella          | De la Bella          | De la Bella          |
| 25                   |                      | Claudio Bravo          | Víctor Casadesús     |                      | Riesgo               |                      | Toño Ramírez         |                      | Granero              |                      |

| Filiales en dicho período |                |                 |             |              |                         |              |                |            |           |                 |
|                           | 2005-06        | 2006-07         | 2007-08     | 2008-09      | 2009-10                 | 2010-11      | 2011-12        | 2012-13    | 2013-14   | 2014-15         |
| 26                        |                | Agirretxe       | Sarasola    | Agirretxe    | Illarramendi            | Illarramendi | Iñigo Martínez | Kike Royo  | Kike Royo |                 |
| 27                        |                | Estrada         |             | Viguera      | Griezmann               |              | Rubén Pardo    |            |           |                 |
| 28                        | Néstor Susaeta | Elustondo       | Agirretxe   | Javi Ros     | Javi Ros                |              |                |            | Gaztañaga | Kako Sanz       |
| 29                        | Juan Domínguez | Carlos Martínez |             | Illarramendi |                         |              |                | Hervías    | Hervías   | Hervías         |
| 30                        | Saizar         | Ximun           | Zubikarai   | Toño Ramírez | Mandaluniz Toño Ramírez | Toño Ramírez |                |            | Callens   | Callens         |
| 31                        | Ansotegi       |                 |             | Sarasola     | Cadamuro                | Cadamuro     |                |            | Zaldua    | Bardají         |
| 32                        | Elustondo      |                 | Viguera     |              |                         |              |                |            | Sangalli  | Iker Hernández  |
| 33                        | Larrea         |                 |             | Zurutuza     | Albistegi               |              |                | Nanizayamo |           |                 |
| 34                        |                |                 |             | Esnaola      |                         |              |                | Fuchs      |           | Aritz Elustondo |
| 35                        |                |                 |             | Sio          |                         |              |                |            | Oyarzun   | Oyarzun         |
| 36                        |                |                 |             | Alain        |                         |              |                |            |           | Capilla         |
| 37                        |                |                 |             |              |                         |              |                |            |           |                 |
| 38                        |                |                 |             | Cadamuro     |                         |              |                |            |           |                 |
| 39                        | Díaz de Cerio  |                 |             |              |                         |              |                |            |           |                 |
| 40                        | Agirretxe      |                 |             | Iturrioz     |                         |              |                |            |           |                 |
| 41                        | Mikel González |                 |             |              |                         |              |                |            |           |                 |
| 42                        |                |                 | Fran Mérida |              |                         |              |                |            |           |                 |
| 43                        |                |                 |             |              |                         |              |                |            |           |                 |

| Plantillas (2015-2025) | Plantillas (2015-2025) | Plantillas (2015-2025) | Plantillas (2015-2025)       | Plantillas (2015-2025) | Plantillas (2015-2025)  | Plantillas (2015-2025)        | Plantillas (2015-2025) | Plantillas (2015-2025) | Plantillas (2015-2025) | Plantillas (2015-2025) |
|                        | 2015-16                | 2016-17                | 2017-18                      | 2018-19                | 2019-20                 | 2020-21                       | 2021-22                | 2022-23                | 2023-24                | 2024-25                |
| ---------------------- | ---------------------- | ---------------------- | ---------------------------- | ---------------------- | ----------------------- | ----------------------------- | ---------------------- | ---------------------- | ---------------------- | ---------------------- |
| 1                      | Rulli                  | Rulli                  | Rulli                        | Rulli                  | Remiro                  | Remiro                        | A.Remiro               | A.Remiro               | A.Remiro               | A.Remiro               |
| 2                      | Carlos Martínez        | Carlos Martínez        | Carlos Martínez              | Zaldua                 | Zaldua                  | Zaldua                        | Zaldua                 | A. Sola                | A. Sola Odriozola      | Odriozola              |
| 3                      | Mikel González         | Mikel González         | D.Llorente                   | D.Llorente             | D.Llorente              | D.Llorente                    | Zubimendi              | Zubimendi              | Aihen                  | Aihen                  |
| 4                      | Illarramendi           | Illarramendi           | Illarramendi                 | Illarramendi           | Illarramendi            | Illarramendi                  | Illarra                | Illarra                | Zubimendi              | Zubimendi              |
| 5                      | Markel Bergara         | Markel Bergara         | Zubeldia                     | Zubeldia               | Zubeldia                | Zubeldia                      | Zubeldia               | Zubeldia               | Zubeldia               | Zubeldia               |
| 6                      | Iñigo Martínez         | Iñigo Martínez         | Iñigo Martínez Héctor Moreno | Héctor Moreno          | Elustondo               | Elustondo                     | Aritz                  | Aritz                  | Aritz                  | Aritz                  |
| 7                      | Bruma                  | Juanmi                 | Juanmi                       | Juanmi                 | Portu                   | Portu                         | Portu                  | Barrene                | Barrene                | Barrene                |
| 8                      | Granero                | Granero                | Januzaj                      | Mikel Merino           | Mikel Merino            | Mikel Merino                  | Merino                 | Merino                 | Merino                 | Merino Zakharyan       |
| 9                      | Agirretxe              | Agirretxe              | Agirretxe                    | Agirretxe              | Willian José            | Willian José Carlos Fernández | Carlos Fdez.           | Carlos Fdez.           | Carlos Fdez.           | Carlos Fdez. Óskarsson |
| 10                     | Xabi Prieto            | Xabi Prieto            | Xabi Prieto                  | Oyarzabal              | Oyarzabal               | Oyarzabal                     | Oyarzabal              | Oyarzabal              | Oyarzabal              | Oyarzabal              |
| 11                     | Carlos Vela            | Carlos Vela            | Carlos Vela                  | Januzaj                | Januzaj                 | Januzaj                       | Januzaj                | Cho                    | Cho Becker             | Becker                 |
| 12                     | Oyarzun                | Willian José           | Willian José                 | Willian José           | Muñoz                   | Muñoz                         | Aihen                  | Aihen                  | Zakharyan              | Javi López             |
| 13                     | Oier Olazabal          | Bardají                | Toño Ramírez                 | Moyá                   | Moyá                    | Moyá                          | Ryan                   | Zubiaurre              | Marrero                | Marrero                |
| 14                     | Rubén Pardo            | Rubén Pardo            | Rubén Pardo                  | Rubén Pardo            | Rubén Pardo             | Guridi                        | Guridi                 | Take                   | Take                   | Take                   |
| 15                     | Ansotegi               | Elustondo              | Elustondo                    | Elustondo              | Sagnan                  | Sagnan                        | Rico                   | Rico                   | Rico G.de Zarate       | G.de Zarate            |
| 16                     | Canales                | Canales                | Canales                      | Merquelanz             | Guevara                 | Guevara                       | Guevara                | Guevara                | Olasagasti             | Olasagasti             |
| 17                     | Zurutuza               | Zurutuza               | Zurutuza                     | Zurutuza               | Zurutuza                | Merquelanz                    | Rafael                 | Navarro                | Navarro Tierney        | Sergio Gómez           |
| 18                     | Chori Castro           | Oyarzabal              | Oyarzabal                    | Gorosabel              | Gorosabel               | Gorosabel                     | Gorosabel              | Gorosabel              | H.Traoré               | H.Traoré               |
| 19                     | Yuri                   | Yuri                   | Odriozola                    | Theo                   | Isak                    | Isak                          | Isak                   | Isak Sørloth           | Sadiq                  | Sadiq Aramburu         |
| 20                     | Zaldua                 | Zaldua                 | Kévin Rodrigues              | Kévin Rodrigues        | Kévin Rodrigues Monreal | Monreal                       | Monreal                | Pacheco                | Pacheco                | Pacheco                |
| 21                     | Héctor Hernández       | Héctor Hernández       | Bautista                     | Bautista               | Ødegaard                | Silva                         | Silva                  | Silva                  | André Silva            | Zakharyan N.Aguerd     |
| 22                     | Jonathas               | Raúl Navas             | Raúl Navas                   | Raúl Navas             | beBarrenetxea           | Barrenetxea                   | Barrenetxea            | Turrientes             | Turrientes             | Turrientes             |
| 23                     | Diego Reyes            | Gaztañaga              | Guridi                       | Sangalli               | Sangalli                | Sangalli                      | Sørloth                | Brais Méndez           | Brais Méndez           | Brais Méndez           |
| 24                     | De la Bella            | David Concha           | De la Bella                  | De la Bella Sandro     | Le Normand              | Le Normand                    | Le Normand             | Le Normand             | Le Normand             | Sučić                  |
| 25                     | Raúl Navas             | Toño Ramírez           | Moyá                         |                        |                         | Bautista                      | Bautista               | Sadiq                  | Javi Galán             | Magunazelaia           |

| Filiales en dicho período |                 |                 |           |               |               |                       |                    |              |              |                 |
|                           | 2015-16         | 2016-17         | 2017-18   | 2018-19       | 2019-20       | 2020-21               | 2021-22            | 2022-23      | 2023-24      | 2024-25         |
| 26                        |                 | Bautista        |           | Guevara       | Pacheco       | Pacheco               | Pacheco            | Arambarri    | Urko         |                 |
| 27                        |                 | Zubeldia        | Gorosabel | Le Normand    |               | Alkain                | Turrientes         | Turrientes   | Karrikaburu  | Aramburu        |
| 28                        | Oyarzabal       | Odriozola       |           | Roberto López | Roberto López | Roberto López         |                    | Martín       | Magunazelaia | Marín           |
| 29                        | Zubeldia        |                 | Guevara   | Muñoz         |               | Robert Navarro        | Navarro            | Navarro      | Marín        |                 |
| 30                        | Aritz Elustondo |                 |           | Zubiaurre     | Zubiaurre     | Zubiaurre             | González de Zárate | G. de Zárate | Ayesa        | Goti            |
| 31                        | Bardají         |                 |           | Djouahra      | Djouahra      | Pecharromán Marrero   | Álex Sola          | Olasagasti   |              | Martín          |
| 32                        |                 | Kévin Rodrigues |           |               |               | Blasco                | Marrero            | Marrero      | Marrero      | Fraga           |
| 33                        |                 | Guridi          |           |               | Arambarri     | Arambarri             | Karrikaburu        | Karrikaburu  | Astigarraga  | Balda           |
| 34                        | Capilla         |                 |           | Barrenetxea   |               | Ayesa                 | Ayesa              | Magunazelaia | Gorrotxategi | Rupérez         |
| 35                        | Bautista        |                 |           | Álex Sola     | Lobete        | Lobete                | Lobete             | Gómez        |              | Arana           |
| 36                        |                 |                 |           | Zubimendi     | Zubimendi     | Zubimendi             |                    |              | Jon Martín   |                 |
| 37                        | Odriozola       |                 |           |               |               | Urko González         | Djouahra           |              | Fraga        | Beitia          |
| 38                        |                 |                 | Zubiaurre | Thior         |               | Olasagasti            |                    |              | Dadie        |                 |
| 39                        |                 |                 |           |               |               | Ezkurdia              | Gómez              |              | Aramburu     |                 |
| 40                        |                 |                 |           |               |               | Aldasoro              |                    |              | Fiabema      | Mariezkurrena   |
| 41                        |                 |                 |           |               |               | Aguirre               | Valera             |              | Rupérez      | Marchal         |
| 42                        |                 |                 |           |               |               | Garrido               | Cristo Romero      | Marín        |              |                 |
| 43                        |                 |                 |           |               |               | Ander Martín          |                    |              |              | Dani Díaz       |
| 44                        |                 |                 |           |               |               | Martínez-Losa Marrero |                    |              |              | Mikel Rodríguez |
| 45                        |                 |                 |           |               |               | Recio                 |                    | Arana        |              | Orobengoa       |
| 46                        |                 |                 |           |               |               | Ruiz Zeberio          |                    |              |              |                 |
| 47                        |                 |                 |           |               |               | Turrientes            |                    |              |              |                 |
| 48                        |                 |                 |           |               |               |                       |                    |              |              |                 |
| 49                        |                 |                 |           |               |               |                       |                    |              |              |                 |
| 50                        |                 |                 |           |               |               | Zoilo                 |                    |              |              |                 |
| 51                        |                 |                 |           |               |               | Galarreta             |                    |              |              |                 |
| 52                        |                 |                 |           |               |               | Álex Sola             |                    |              |              |                 |

| 1  | A.Remiro     |
| 2  | Aramburu     |
| 3  | Aihen        |
| 4  | Gorrotxa     |
| 5  | Zubeldia     |
| 6  | Aritz        |
| 7  | Barrene      |
| 8  | Turrientes   |
| 9  | Óskarsson    |
| 10 | Oyarzabal    |
| 11 | Guedes       |
| 12 |              |
| 13 | Marrero      |
| 14 | Take         |
| 15 | Urko         |
| 16 | Ćaleta-Car   |
| 17 | Sergio Gómez |
| 18 | H.Traoré     |
| 19 | Karrikaburu  |
| 20 | Pacheco      |
| 21 | Zakharyan    |
| 22 | Goti         |
| 23 | Brais Méndez |
| 24 | Sučić        |
| 25 |              |

| Filiales en dicho período |         |         |         |         |         |         |         |         |         |         |
|                           | 2025-26 | 2026-27 | 2027-28 | 2028-29 | 2029-30 | 2030-31 | 2031-32 | 2032-33 | 2033-34 | 2034-35 |
| 26                        |         |         |         |         |         |         |         |         |         |         |
| 27                        |         |         |         |         |         |         |         |         |         |         |
| 28                        | Marín   |         |         |         |         |         |         |         |         |         |
| 29                        |         |         |         |         |         |         |         |         |         |         |
| 30                        |         |         |         |         |         |         |         |         |         |         |
| 31                        | Martín  |         |         |         |         |         |         |         |         |         |
| 32                        |         |         |         |         |         |         |         |         |         |         |
| 33                        |         |         |         |         |         |         |         |         |         |         |
| 34                        |         |         |         |         |         |         |         |         |         |         |
| 35                        |         |         |         |         |         |         |         |         |         |         |
| 36                        |         |         |         |         |         |         |         |         |         |         |
| 37                        |         |         |         |         |         |         |         |         |         |         |
| 38                        |         |         |         |         |         |         |         |         |         |         |
| 39                        |         |         |         |         |         |         |         |         |         |         |
| 40                        |         |         |         |         |         |         |         |         |         |         |
| 41                        |         |         |         |         |         |         |         |         |         |         |
| 42                        |         |         |         |         |         |         |         |         |         |         |
| 43                        |         |         |         |         |         |         |         |         |         |         |
| 44                        |         |         |         |         |         |         |         |         |         |         |
| 45                        |         |         |         |         |         |         |         |         |         |         |